# 大阪府
大阪府（おおさかふ）は、日本の近畿地方に位置する府。府庁所在地は大阪市。近畿圏の経済・交通の中心であり、県民経済計算においては東京都に次ぐ国内二位。悠久の歴史に彩られた街として、古墳時代（難波時代）より都心（上町、安土桃山期以降は船場）を中心に繁栄し続けてきた。
都市中枢機能を持つ大阪市を中心に世界有数の大都市圏（大阪大都市圏、阪神大都市圏、京阪神大都市圏）を形成し、府域は全体がこれらの大都市圏に属している。「大阪府」は明治期に制定された比較的新しい行政区域であり、実際の都市域とは乖離がある。そのため、大阪の都市勢は府域を越え近隣に広がる。
かつて呼び名は、中世に「小坂（おさか、おざか）」、「大坂（おさか、おざか）」の名称が登場し、明治に至って「大阪（）」と改められた。「坂」は上町台地に由来するといわれる。また、「なみはや」の転訛とされる「なにわ（浪速・難波・浪花・浪華）」の呼称も、現在に至るまで大阪都心部の別称としてよく用いられている。

## 概説

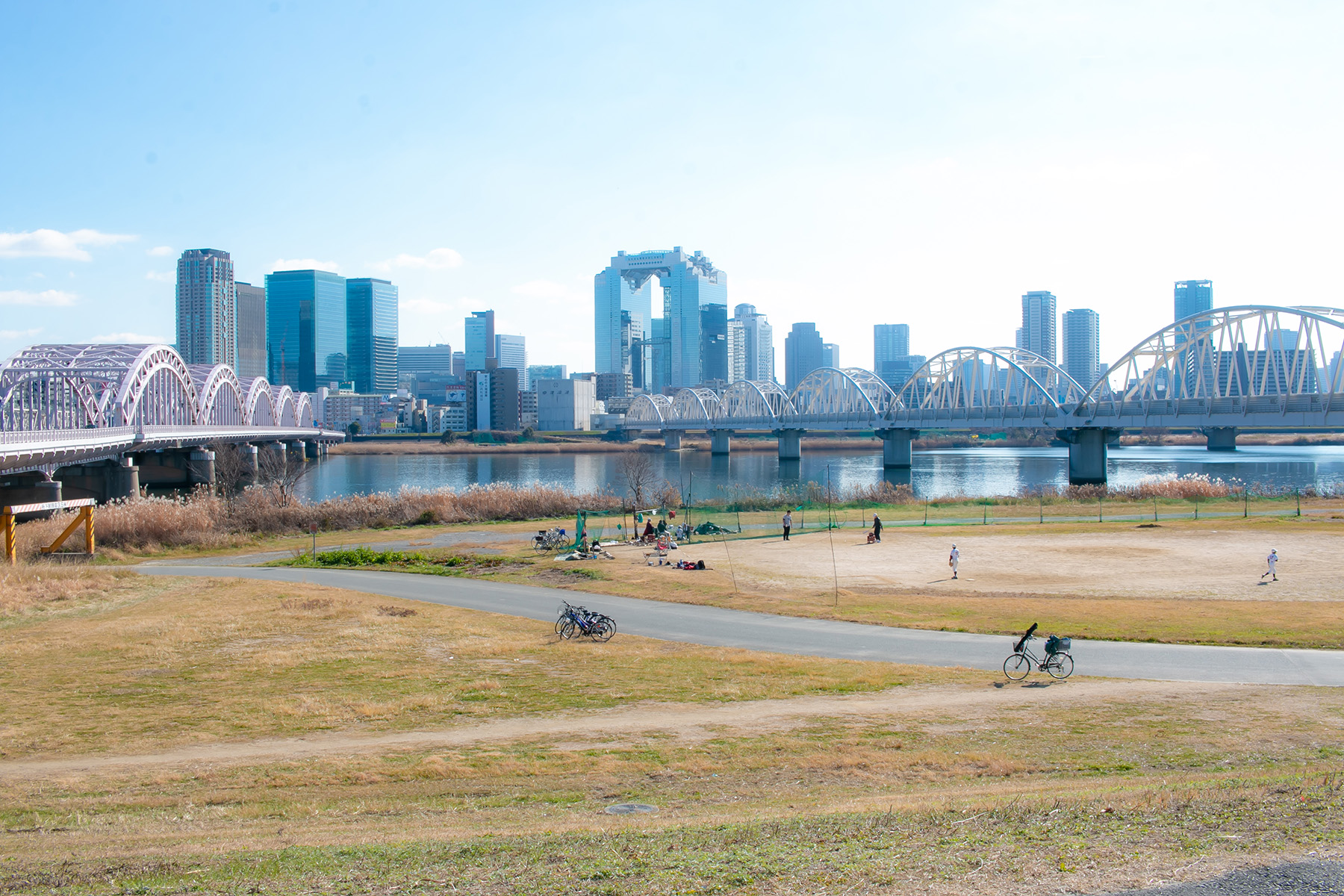
淀川河川公園と北梅田地区（大阪市淀川区・北区）

「難波津に 咲くやこの花 冬ごもり 今を春べと 咲くやこの花」百人一首の序歌である。難波（なにわ）とは、ここで説明する大阪のかつての名である。いにしえの時代より、大阪は句の風景となり、歴史の舞台となり、そして人々の暮らしの地であり続けた。
古代、神武天皇が即位前に難波埼（なにわさき）に生国魂神社を創建。弥生時代後期〜古墳時代に応神天皇の難波大隅宮や仁徳天皇の難波高津宮（なにわのたかつのみや）、欽明天皇の難波祝津宮（なにわのはふりつのみや）など、日本の都は長らく上町台地上に置かれていた。孝徳天皇の難波長柄豊碕宮より、「日本」という国号と共に元号の使用が始まった。
府庁所在地は大阪市。大阪府は33市（うち政令指定都市2市(31区)、中核市7市、特例市2市）9町1村の43市町村から成る。府内の定住人口は883万7685人（2020年度国勢調査／全国3位）、人口密度は4638.63人/km2（2020年度国勢調査／全国2位）である。面積は1905.32km2（全国46位）、府下の名目府内総生産は約43兆1242億円（大阪府統計／2022年／全国2位）。気象は、平均気温が17.6℃・年間降水量が1219ミリメートル（気象庁／2019年）であり、年間を通して天気と湿度が安定している瀬戸内海式気候に分類される。可住地面積率は全国一となっており、高度に都市化されている。また河川や堀が多く、水上交通の発達した港湾都市でもあったことから、水の都（水都）と呼ばれる。
古来よりアジア圏から広く人を求心してきた史実があり、時を経た21世紀においてもアジアで最も住みよい都市と評されている。エコノミスト・インテリジェンス・ユニットによる「最も住みやすい都市」ランキング（2019年度版）において、大阪は、ウィーン、メルボルン、シドニーに次ぐ世界4位、アジア1位の都市と評価された。また最新版でも、世界10位、アジア1位の都市と評価されている。評価理由として、合理的な都市設計、適正な物価、平坦な地形、テロリズムの少なさ、高度な教育・医療などが挙げられている。 アメリカのシンクタンクが発表している世界都市ランキング「2020 Global Cities Index（世界都市の指標）」において、世界7位の都市と評価された。
府域は令制国の摂津国東部（7郡）および河内国と和泉国のそれぞれ全域で構成され、三国の文字を取って摂河泉（せっかせん）とも呼ばれるが、京都府から樫田村全域と亀岡市の一部が越境編入された1958年以降は丹波国南東部（ごく一部）も含むようになっている。なお、堺県編入の1881年から奈良県再設置の1887年までは、大和国の全域も含んでいた。
近代以前の大阪府については「大阪」も参照。

## 地理
大阪府は、近畿地方の中部に位置し、京都府・奈良県・兵庫県・和歌山県と接する。古くから上方へ通じる水上交通の要地である。南西部は大阪湾がある。
かつては面積の最も狭い都道府県（46位は香川県）であったが1988年に国土地理院が算定法を見直し、岡山県玉野市との間に境界未定部分がある香川県直島町の面積（14.2km²）を県全体の面積に算入しないことになったため、香川県の面積が減少し大阪府と逆転したことで46位となった。その後、大阪府では関西国際空港の開港や大阪市西部の開発などで埋め立てが進められたため、現在では直島町を含めた香川県の参考値をも上回る面積となっている。

### 広袤（）
国土地理院の全国都道府県市区町村別面積調によると、大阪府の面積は1905.34平方キロメートルである。
大阪府の東西南北それぞれの端は以下の位置である。北端は天王峠付近、南端は大阪府道751号線の猿坂峠の西南西、東端は田辺西インターチェンジ南西、西端は岬町の住吉神社のすぐ西にある。平成22年国勢調査によると人口重心は大阪市生野区鶴橋1丁目付近にある。
| 重心 北緯34度37分34秒 東経135度30分30秒 / 北緯34.62611度 東経135.50833度  | 北端 北緯35度03分05秒 東経135度21分06秒 / 北緯35.05139度 東経135.35167度 ↑           | 人口重心 北緯34度39分47.55秒 東経135度31分53.29秒 / 北緯34.6632083度 東経135.5314694度 |
| 西端 北緯34度18分54秒 東経135度05分36秒 / 北緯34.31500度 東経135.09333度← | 大阪府庁舎所在地 北緯34度41分11秒 東経135度31分12秒 / 北緯34.68639度 東経135.52000度 | 東端 →北緯34度48分06秒 東経135度44分48秒 / 北緯34.80167度 東経135.74667度              |
| —                                                                         | ↓ 南端 北緯34度16分19秒 東経135度06分41秒 / 北緯34.27194度 東経135.11139度           |                                                                                        |

### 地形
- 大阪平野（摂河泉平野、河内平野）
- 河川
  - 淀川水系 - 旧淀川（大川、堂島川、土佐堀川、安治川、木津川など）、神崎川、安威川、寝屋川など
  - 大和川水系 - 石川、西除川、東除川など
  - 石津川
  - 大津川 など
- 山地 - 大阪府の北は北摂山地で、京都府等の丹波高地へ繋がっていく。東の京都府と奈良県との境に、北から生駒山地、金剛山地が連なる。南の和歌山県との境が和泉山脈になる。大阪府の最高地点は、金剛山の山腹になる（金剛山の山頂は奈良県内）。
  - 北摂山地 - 深山、歌垣山、剣尾山、妙見山、竜王山、ポンポン山など
  - 生駒山地 - 飯盛山、生駒山 、高安山など
  - 金剛山地 - 金剛山、大和葛城山、二上山など
  - 和泉山脈 - 岩湧山、槇尾山、和泉葛城山、三国山、三峯山など
- 丘陵 - 山地から大阪平野になだらかに続く丘陵地が広がっている。いずれの丘陵も、千里や泉北ニュータウン、羽曳が丘など大阪のベッドタウンとして開発されている。
  - 泉北丘陵（河泉丘陵） - 和泉山脈から繋がる丘陵
  - 千里丘陵 - 北摂山地から
  - 羽曳野丘陵
  - 枚方丘陵
  - 男山丘陵
- 台地
  - 上町台地
  - 枚方台地
  - 泉南台地
- 断層
  - 上町断層帯 - 佛念寺山断層、上町断層、長居断層、坂本断層、久米田池断層
  - 高槻有馬構造線
  - 生駒断層帯

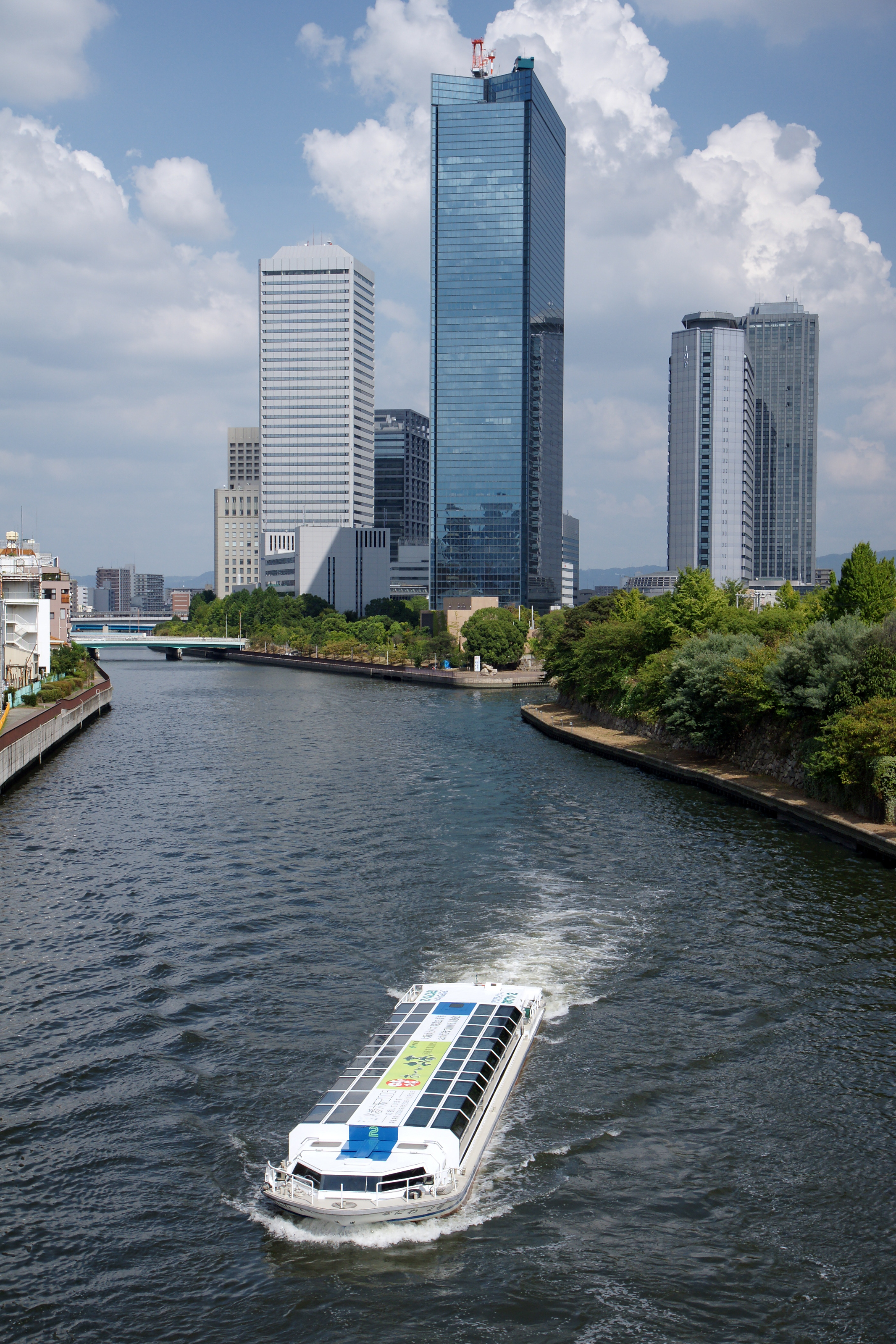
淀川水系寝屋川
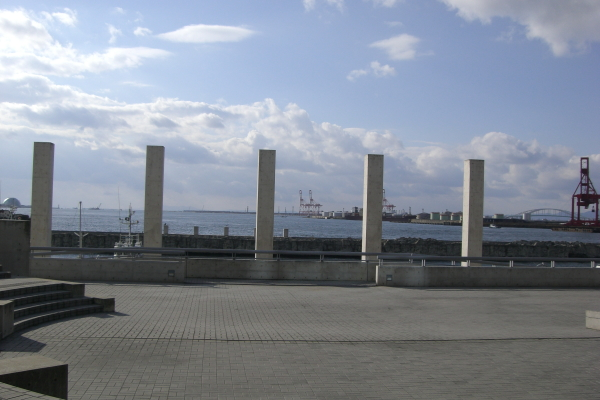
大阪湾
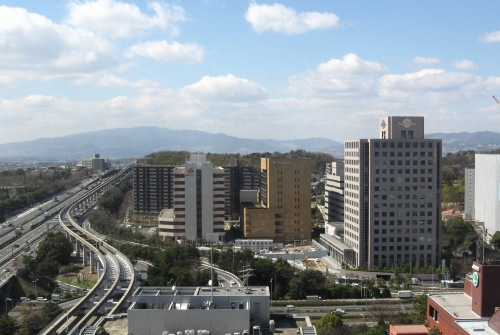
豊中市千里中央

### 気候
大阪府内全域が瀬戸内海式気候に属し、年間を通して温暖であり、日本の中では雨の日は少なめで、都心部ではヒートアイランド現象が顕著で、夜間の気温が低下しにくく、夏は熱帯夜も非常に多い。冬季、平野部では積雪はほとんどないことが多く、あっても数センチメートル程度のことが多い。
| 大阪市（大阪管区気象台、標高23m）の気候                     | 大阪市（大阪管区気象台、標高23m）の気候 | 大阪市（大阪管区気象台、標高23m）の気候 | 大阪市（大阪管区気象台、標高23m）の気候 | 大阪市（大阪管区気象台、標高23m）の気候 | 大阪市（大阪管区気象台、標高23m）の気候 | 大阪市（大阪管区気象台、標高23m）の気候 | 大阪市（大阪管区気象台、標高23m）の気候 | 大阪市（大阪管区気象台、標高23m）の気候 | 大阪市（大阪管区気象台、標高23m）の気候 | 大阪市（大阪管区気象台、標高23m）の気候 | 大阪市（大阪管区気象台、標高23m）の気候 | 大阪市（大阪管区気象台、標高23m）の気候 | 大阪市（大阪管区気象台、標高23m）の気候 |
| 月                                                          | 1月                                     | 2月                                     | 3月                                     | 4月                                     | 5月                                     | 6月                                     | 7月                                     | 8月                                     | 9月                                     | 10月                                    | 11月                                    | 12月                                    | 年                                      |
| ----------------------------------------------------------- | --------------------------------------- | --------------------------------------- | --------------------------------------- | --------------------------------------- | --------------------------------------- | --------------------------------------- | --------------------------------------- | --------------------------------------- | --------------------------------------- | --------------------------------------- | --------------------------------------- | --------------------------------------- | --------------------------------------- |
| 最高気温記録 °C （°F）                                      | 19.1 (66.4)                             | 23.7 (74.7)                             | 26.1 (79)                               | 30.7 (87.3)                             | 32.7 (90.9)                             | 36.1 (97)                               | 38.7 (101.7)                            | 39.1 (102.4)                            | 36.4 (97.5)                             | 33.1 (91.6)                             | 27.9 (82.2)                             | 24.5 (76.1)                             | 39.1 (102.4)                            |
| 平均最高気温 °C （°F）                                      | 9.7 (49.5)                              | 10.5 (50.9)                             | 14.2 (57.6)                             | 19.9 (67.8)                             | 24.9 (76.8)                             | 28.0 (82.4)                             | 31.8 (89.2)                             | 33.7 (92.7)                             | 29.5 (85.1)                             | 23.7 (74.7)                             | 17.8 (64)                               | 12.3 (54.1)                             | 21.3 (70.3)                             |
| 日平均気温 °C （°F）                                        | 6.2 (43.2)                              | 6.6 (43.9)                              | 9.9 (49.8)                              | 15.2 (59.4)                             | 20.1 (68.2)                             | 23.6 (74.5)                             | 27.7 (81.9)                             | 29.0 (84.2)                             | 25.2 (77.4)                             | 19.5 (67.1)                             | 13.8 (56.8)                             | 8.7 (47.7)                              | 17.1 (62.8)                             |
| 平均最低気温 °C （°F）                                      | 3.0 (37.4)                              | 3.2 (37.8)                              | 6.0 (42.8)                              | 10.9 (51.6)                             | 16.0 (60.8)                             | 20.3 (68.5)                             | 24.6 (76.3)                             | 25.8 (78.4)                             | 21.9 (71.4)                             | 16.0 (60.8)                             | 10.2 (50.4)                             | 5.3 (41.5)                              | 13.6 (56.5)                             |
| 最低気温記録 °C （°F）                                      | −7.5 (18.5)                             | −6.5 (20.3)                             | −5.2 (22.6)                             | −2.6 (27.3)                             | 3.5 (38.3)                              | 8.9 (48)                                | 14.8 (58.6)                             | 13.6 (56.5)                             | 10.4 (50.7)                             | 3.0 (37.4)                              | −2.2 (28)                               | −4.5 (23.9)                             | −7.5 (18.5)                             |
| 降水量 mm （inch）                                          | 47.0 (1.85)                             | 60.5 (2.382)                            | 103.1 (4.059)                           | 101.9 (4.012)                           | 136.5 (5.374)                           | 185.1 (7.287)                           | 174.4 (6.866)                           | 113.0 (4.449)                           | 152.8 (6.016)                           | 136.0 (5.354)                           | 72.5 (2.854)                            | 55.5 (2.185)                            | 1,338.3 (52.689)                        |
| 降雪量 cm （inch）                                          | 0 (0)                                   | 1 (0.4)                                 | 0 (0)                                   | 0 (0)                                   | 0 (0)                                   | 0 (0)                                   | 0 (0)                                   | 0 (0)                                   | 0 (0)                                   | 0 (0)                                   | 0 (0)                                   | 0 (0)                                   | 1 (0.4)                                 |
| 平均降水日数 （≥0.5 mm）                                    | 6.4                                     | 7.3                                     | 10.3                                    | 10.0                                    | 10.4                                    | 12.3                                    | 11.3                                    | 7.8                                     | 10.6                                    | 9.2                                     | 7.0                                     | 7.1                                     | 109.7                                   |
| 平均降雪日数 （≥0 cm）                                      | 4.7                                     | 5.5                                     | 1.9                                     | 0                                       | 0                                       | 0                                       | 0                                       | 0                                       | 0                                       | 0                                       | 0                                       | 1.8                                     | 13.9                                    |
| % 湿度                                                      | 61                                      | 60                                      | 59                                      | 58                                      | 61                                      | 68                                      | 70                                      | 66                                      | 67                                      | 65                                      | 64                                      | 62                                      | 63                                      |
| 平均月間日照時間                                            | 146.5                                   | 140.6                                   | 172.2                                   | 192.6                                   | 203.7                                   | 154.3                                   | 184.0                                   | 222.4                                   | 161.6                                   | 166.1                                   | 152.6                                   | 152.1                                   | 2,048.6                                 |
| 出典：気象庁 (平均値：1991年-2020年、気温極値：1883年-現在) |                                         |                                         |                                         |                                         |                                         |                                         |                                         |                                         |                                         |                                         |                                         |                                         |                                         |

| 堺市（大仙公園、標高20m）の気候                              | 堺市（大仙公園、標高20m）の気候 | 堺市（大仙公園、標高20m）の気候 | 堺市（大仙公園、標高20m）の気候 | 堺市（大仙公園、標高20m）の気候 | 堺市（大仙公園、標高20m）の気候 | 堺市（大仙公園、標高20m）の気候 | 堺市（大仙公園、標高20m）の気候 | 堺市（大仙公園、標高20m）の気候 | 堺市（大仙公園、標高20m）の気候 | 堺市（大仙公園、標高20m）の気候 | 堺市（大仙公園、標高20m）の気候 | 堺市（大仙公園、標高20m）の気候 | 堺市（大仙公園、標高20m）の気候 |
| 月                                                           | 1月                             | 2月                             | 3月                             | 4月                             | 5月                             | 6月                             | 7月                             | 8月                             | 9月                             | 10月                            | 11月                            | 12月                            | 年                              |
| ------------------------------------------------------------ | ------------------------------- | ------------------------------- | ------------------------------- | ------------------------------- | ------------------------------- | ------------------------------- | ------------------------------- | ------------------------------- | ------------------------------- | ------------------------------- | ------------------------------- | ------------------------------- | ------------------------------- |
| 最高気温記録 °C （°F）                                       | 19.1 (66.4)                     | 23.9 (75)                       | 26.6 (79.9)                     | 30.2 (86.4)                     | 33.0 (91.4)                     | 36.3 (97.3)                     | 38.3 (100.9)                    | 39.7 (103.5)                    | 37.3 (99.1)                     | 32.7 (90.9)                     | 28.6 (83.5)                     | 25.5 (77.9)                     | 39.7 (103.5)                    |
| 平均最高気温 °C （°F）                                       | 9.6 (49.3)                      | 10.5 (50.9)                     | 14.3 (57.7)                     | 20.0 (68)                       | 24.9 (76.8)                     | 28.1 (82.6)                     | 32.0 (89.6)                     | 33.9 (93)                       | 29.6 (85.3)                     | 23.6 (74.5)                     | 17.8 (64)                       | 12.3 (54.1)                     | 21.4 (70.5)                     |
| 日平均気温 °C （°F）                                         | 5.6 (42.1)                      | 6.0 (42.8)                      | 9.3 (48.7)                      | 14.6 (58.3)                     | 19.4 (66.9)                     | 23.1 (73.6)                     | 27.2 (81)                       | 28.6 (83.5)                     | 24.6 (76.3)                     | 18.6 (65.5)                     | 12.9 (55.2)                     | 7.9 (46.2)                      | 16.5 (61.7)                     |
| 平均最低気温 °C （°F）                                       | 1.6 (34.9)                      | 1.7 (35.1)                      | 4.5 (40.1)                      | 9.3 (48.7)                      | 14.4 (57.9)                     | 19.1 (66.4)                     | 23.4 (74.1)                     | 24.5 (76.1)                     | 20.6 (69.1)                     | 14.3 (57.7)                     | 8.4 (47.1)                      | 3.9 (39)                        | 12.1 (53.8)                     |
| 最低気温記録 °C （°F）                                       | −5.0 (23)                       | −5.3 (22.5)                     | −3.3 (26.1)                     | −1.1 (30)                       | 4.1 (39.4)                      | 9.1 (48.4)                      | 15.5 (59.9)                     | 16.6 (61.9)                     | 9.7 (49.5)                      | 2.7 (36.9)                      | −0.9 (30.4)                     | −3.4 (25.9)                     | −5.3 (22.5)                     |
| 降水量 mm （inch）                                           | 48.3 (1.902)                    | 57.8 (2.276)                    | 97.8 (3.85)                     | 92.2 (3.63)                     | 126.7 (4.988)                   | 164.1 (6.461)                   | 154.2 (6.071)                   | 87.3 (3.437)                    | 139.0 (5.472)                   | 139.3 (5.484)                   | 74.6 (2.937)                    | 51.9 (2.043)                    | 1,232.9 (48.539)                |
| 平均降水日数 （≥1.0mm）                                      | 6.4                             | 6.9                             | 9.5                             | 9.3                             | 9.6                             | 11.8                            | 10.3                            | 6.6                             | 10.0                            | 8.9                             | 6.8                             | 6.6                             | 102.6                           |
| 平均月間日照時間                                             | 138.3                           | 138.7                           | 173.5                           | 194.6                           | 206.9                           | 160.6                           | 190.6                           | 228.6                           | 160.4                           | 163.0                           | 147.5                           | 138.7                           | 2,041.4                         |
| 出典：気象庁（平均値：1991年 - 2020年、極値：1977年 - 現在） |                                 |                                 |                                 |                                 |                                 |                                 |                                 |                                 |                                 |                                 |                                 |                                 |                                 |

## 地域

### 自然公園
- 国立公園
  - 瀬戸内海国立公園（海上部のみ）
- 国定公園
  - 明治の森箕面国定公園
  - 金剛生駒紀泉国定公園
- 府立自然公園
  - 府立北摂自然公園

### 隣接市町村
- 兵庫県：尼崎市、伊丹市、川西市、川辺郡猪名川町、丹波篠山市
- 京都府：南丹市、亀岡市、京都市、長岡京市、乙訓郡大山崎町、八幡市、京田辺市、
- 奈良県：生駒市、生駒郡平群町、生駒郡三郷町、北葛城郡王寺町、香芝市、葛城市、御所市、五條市
- 和歌山県：橋本市、伊都郡かつらぎ町、紀の川市、岩出市、和歌山市

### 自治体
現在、大阪府には33市9町1村の計43の自治体がある（このうち、政令指定都市2市、中核市7市、施行時特例市2市）。町の読み方はすべて「ちょう」である。村は千早赤阪村の1村のみで、村を「むら」と読む。大阪府は人口10万人以上の都市が22市と、全国では最も多い。大阪府を8区分すると大阪市、三島地域、豊能地域、泉北地域、泉南地域、南河内地域、中河内地域、北河内地域となる。2006年4月1日に、堺市が政令指定都市へ移行し、福岡県、神奈川県に次いで、複数の政令市を有する都道府県となった。なお、翌2007年の4月1日には、大阪府に続き、静岡県が同じく複数の政令市（静岡市、浜松市）を有する都道府県となっている。

#### 市町村一覧
中核市は移行順に、その他の市町村は施行順に並べている。地域区分は大阪府の定義による。
|                | 大阪市   | 三島                       | 豊能                                         | 泉北                                           | 泉南                                                                    | 南河内 | 中河内              | 北河内                                         |
| -------------- | -------- | -------------------------- | -------------------------------------------- | ---------------------------------------------- | ----------------------------------------------------------------------- | --- | ------------------- | ---------------------------------------------- |
| 政令指定都市   | - 大阪市 |                            |                                              | - 堺市                                         |                                                                         | |                     |                                                |
| 中核市         |          | - 高槻市 - 吹田市          | - 豊中市                                     |                                                |                                                                         | | - 東大阪市 - 八尾市 | - 枚方市 - 寝屋川市                            |
| 施行時特例市   |          | - 茨木市                   |                                              |                                                | - 岸和田市                                                              | |                     |                                                |
| その他の市町村 |          | - 摂津市 - 三島郡 - 島本町 | - 池田市 - 箕面市 - 豊能郡 - 能勢町 - 豊能町 | - 泉大津市 - 和泉市 - 高石市 - 泉北郡 - 忠岡町 | - 貝塚市 - 泉佐野市 - 泉南市 - 阪南市 - 泉南郡 - 熊取町 - 田尻町 - 岬町 | - 富田林市 - 河内長野市 - 松原市 - 羽曳野市 - 藤井寺市 - 大阪狭山市 - 南河内郡 - 太子町 - 河南町 - 千早赤阪村 | - 柏原市            | - 守口市 - 大東市 - 門真市 - 四條畷市 - 交野市 |

#### 政令指定都市の行政区
大阪市は当初の4区から5度にわたる再編を経て2017年11月現在は24区。政令指定都市の行政区数としては最多である。なお、最多時はさらに2区多い26区だった。
| 市       | 年月      | 行政区                                                                               |
| -------- | --------- | ------------------------------------------------------------------------------------ |
| 大 阪 市 | 1889年4月 | - 西区 - （東区） - （南区） - （北区）                                              |
| 大 阪 市 | 1925年4月 | - 浪速区 - 西成区 - 港区 - 此花区 - 西淀川区 - 東淀川区 - 東成区 - 天王寺区 - 住吉区 |
| 大 阪 市 | 1932年4月 | - 大正区 - 旭区                                                                      |
| 大 阪 市 | 1943年4月 | - 福島区 - 都島区 - 城東区 - 生野区 - 阿倍野区 - 東住吉区 - （大淀区）               |
| 大 阪 市 | 1974年4月 | - 淀川区 - 鶴見区 - 平野区 - 住之江区                                                |
| 大 阪 市 | 1989年2月 | - 中央区（府庁舎所在地） - 北区（市庁舎所在地）                                      |
| 堺 市    | 2006年4月 | - 堺区（市庁舎所在地） - 中区 - 東区 - 西区 - 南区 - 北区 - 美原区                   |

## 歴史

### 古代〜近代

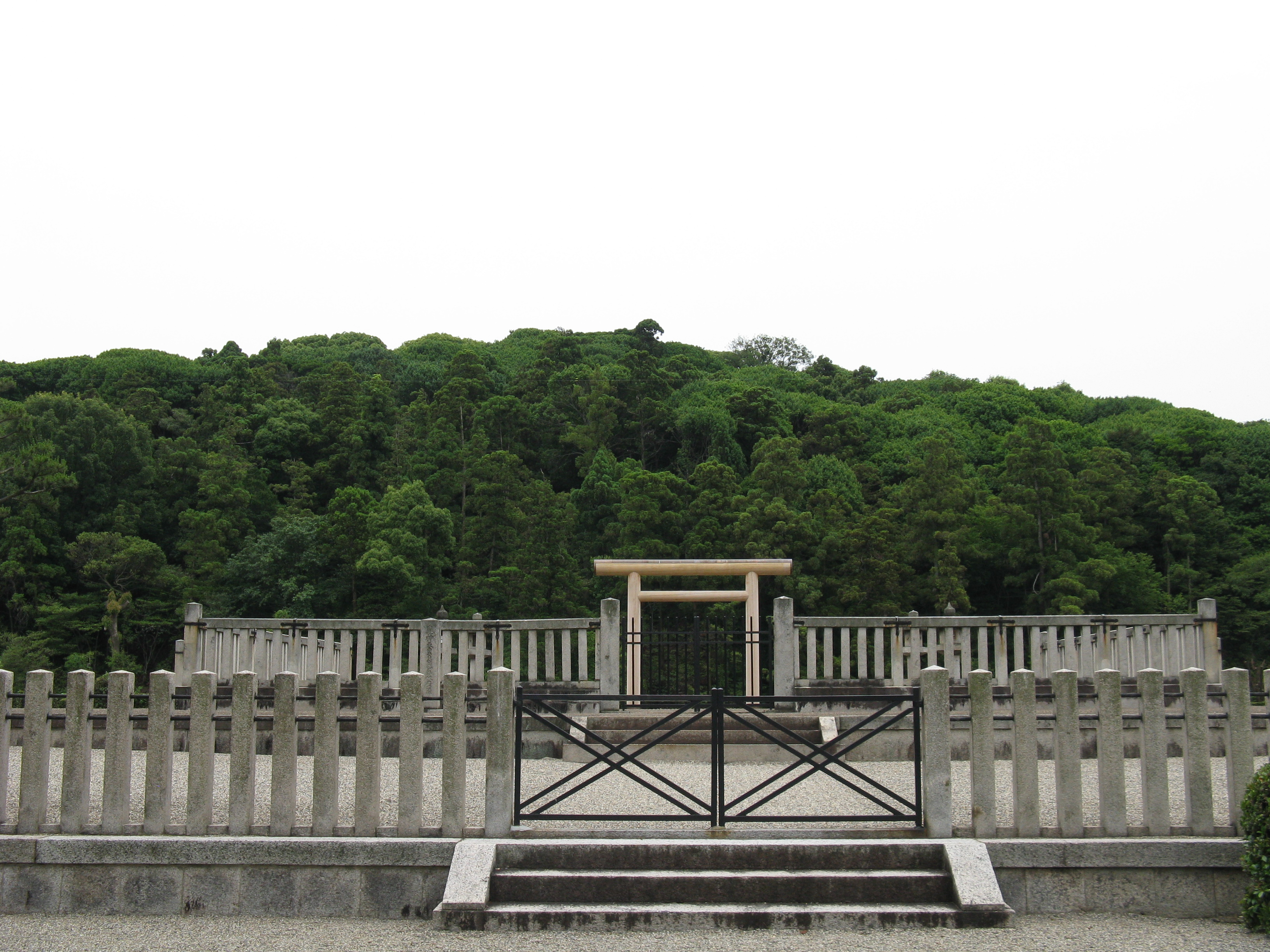
誉田御廟山古墳 （応神天皇陵）（大阪府羽曳野市）
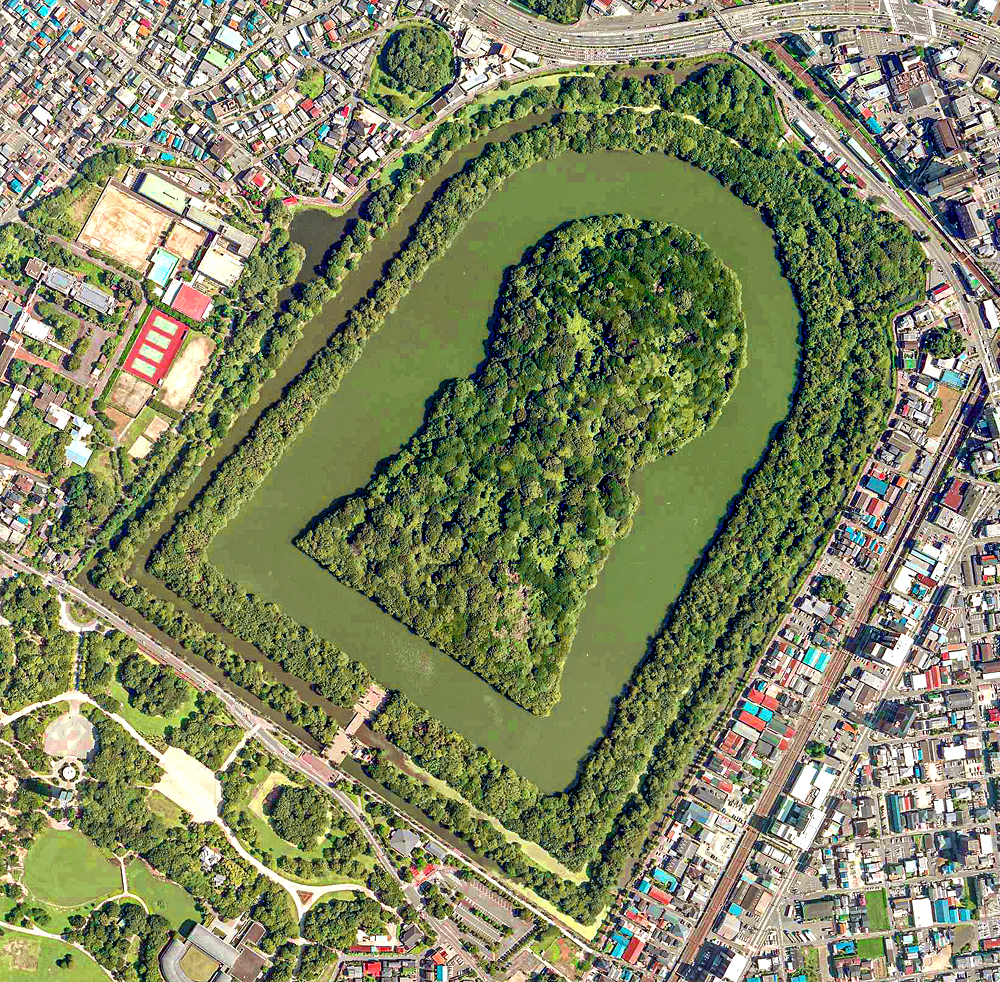
大仙陵古墳（仁徳天皇陵） （堺市堺区・2007年撮影）
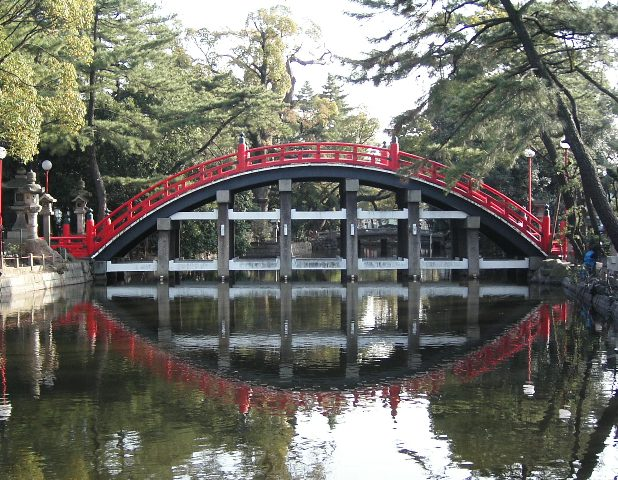
住吉大社（大阪市住吉区）
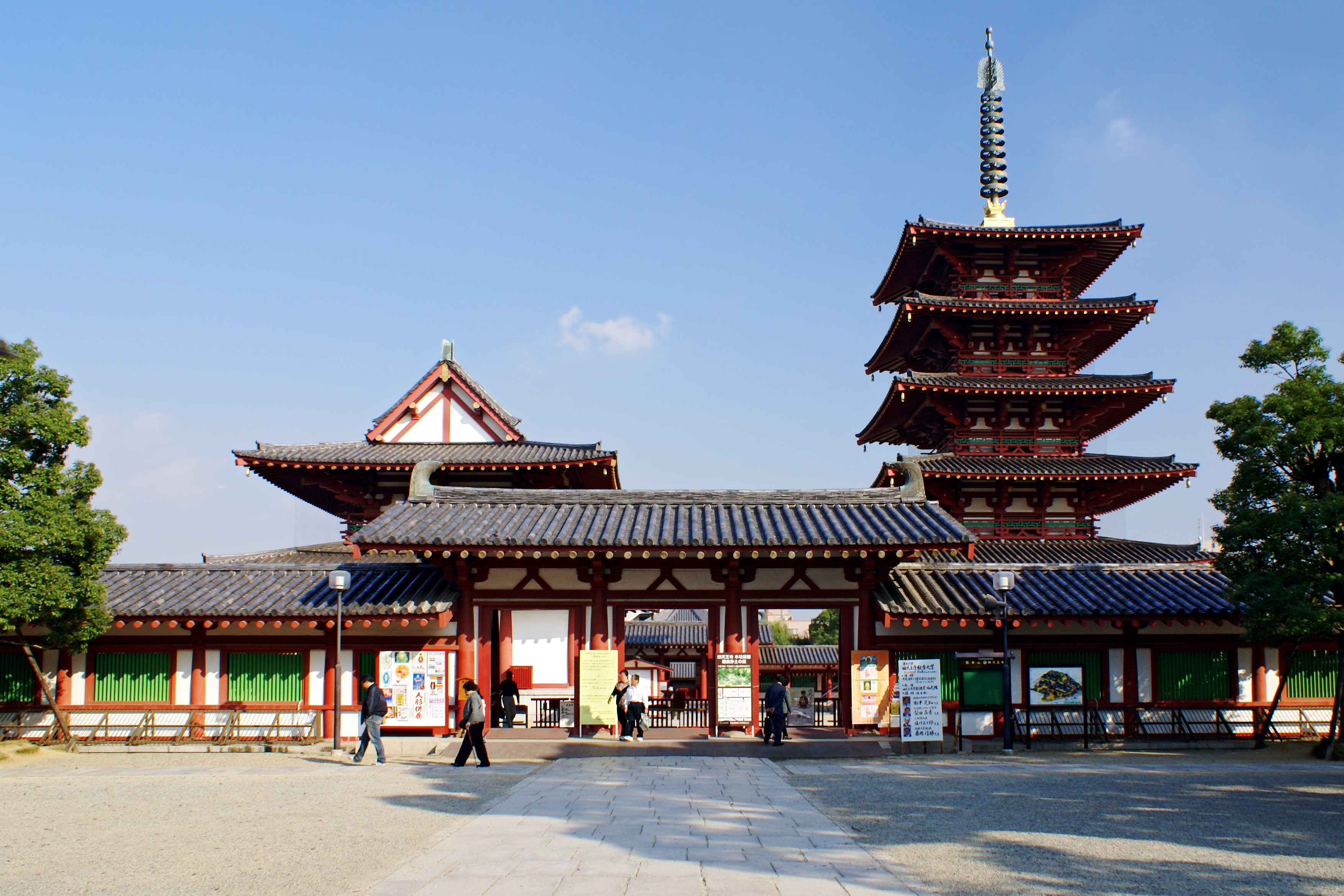
四天王寺（大阪市天王寺区）
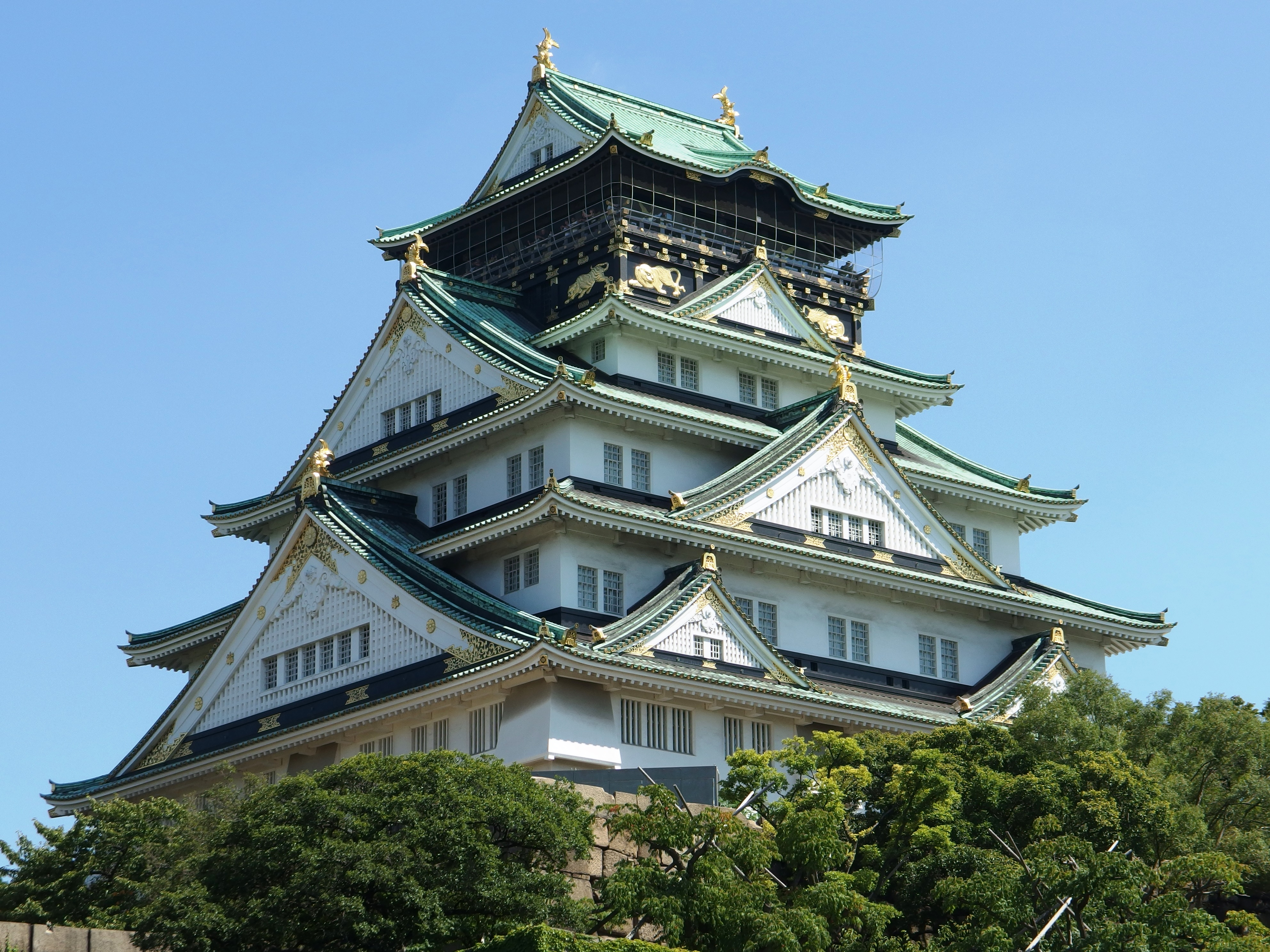
大阪城天守（大阪市中央区）

前7世紀頃、瀬戸内中部から稲作民が古河内潟沿いで稲作を行うようになる。在来の園耕民は大和川水系の中・上流域で暮らしていたため、100～150年間は住み分けが行われた。前6世紀になると人々の交わりが進み、東大阪市や八尾市などで大規模な水路を備えた灌漑式水田が出現するようになる。
大伴氏や物部氏などが本拠を置いた場所であり、瀬戸内海を経る航路の終着点として住吉大社（大阪市住吉区）近くの住吉津や難波津が機能していた。大阪市は古代から港湾都市であり国内流通の中心であった。住吉津はヤマト王権と深い繋がりがあり、住吉津を管理していた住吉大社はヤマト王権直属の神社だった。
応神天皇は難波大隅宮（なにわのおおすみのみや）を行宮とし、「古事記」や「日本書紀」によると大王(おおきみ)と呼称された倭国の首長である仁徳天皇は難波に都を定め皇居を難波高津宮（なにわのたかつのみや）とした。難波の地は他に欽明天皇の難波祝津宮（なにわのはふりつのみや）、孝徳天皇や聖武天皇の難波宮（なにわのみや）なども営まれた（#概説参照）。また、反正天皇の丹比柴籬宮、継体天皇が即位した樟葉宮（継体天皇#皇居を参照）、敏達天皇の百済大井宮（敏達天皇#皇居を参照）など、現在の大阪府の土地には多くの天皇のもと宮殿、都城、宮や都などが置かれた。大仙陵古墳（仁徳天皇陵/堺市）を始めとする百舌鳥古墳群や古市古墳群等大小多数の天皇陵/古墳が河内地域を中心に造られた。また、推古天皇元年（593年）には生國魂神社や住吉大社が既に存在していた上町台地に日本最古とされる寺院である四天王寺（大阪市天王寺区）が聖徳太子により建立された。
平安時代においては、淀川の河口に位置するこの地は京都と水運で結ばれ（渡辺津）、この水運を介しての関係はその後明治時代に鉄道が敷設されるまで続くことになる。平安時代初期に征夷大将軍の坂上田村麻呂の三男の坂上広野が摂津国住吉郡平野荘（大阪市平野区）の領主となり、その子孫といわれる坂上氏の一族が中世の平野の自治を担った。
平安中期になって、源満仲の長男頼光が摂津国の多田（現：兵庫県川西市付近）を、三男頼信が河内国の壺井（現在の羽曳野市）をそれぞれ拠点とした。この内、清和源氏一流の河内源氏が有力となり、頼信の孫の「八幡太郎」として知られる源義家は坂東武者を従えて武家の棟梁となり、大阪府の南河内は武家の中心地となる。この源義家の四代後の子孫が鎌倉幕府を開く源頼朝である。また、源頼光に始まる摂津源氏の郎党で、嵯峨源氏の源融の流れを汲む渡辺綱を祖とする渡辺氏は、現在の中之島近くの渡辺津を本拠地とした。
平安時代後期には、河内国の中部にあった元春日と呼ばれた枚岡神社の神主から武士団となった水走氏一族が出て、大和川やその支流の水運を支配して大きな勢力となった。
鎌倉時代末期から南北朝時代にかけて、河内国に悪党と呼ばれた在地豪族の楠木正成が出て活躍した。正成を初めとする楠木氏は南朝方の有力武将として河内国に寄り度々足利尊氏ら北朝と戦ったが、正成は湊川の戦いで、その子正行も四條畷の戦いで戦死するなどし、やがて勢力を弱めた。
室町時代に入ると河内国には畠山氏が、摂津国・和泉国には細川氏がそれぞれ守護に任ぜられた。ただ両家とも幕府の三管領家に名を連ねる家柄であり、実際の政務は配下の守護代が執り行うことが多かった（なお後に肥後国熊本藩々主となる細川氏は、和泉国守護を務めた分家筋に当たる）。
応仁の乱後、戦国時代に入ると、畠山氏・細川氏共に家督を巡る争いから混乱を極めた。この時期、堺（堺市）は会合衆と呼ばれる富裕な町衆を中心に自治都市を形成しており、それまでの兵庫湊に代わり日明貿易の中継港として隆盛、茶の湯などの文化を育てている。
摂津国の平野郷もまた征夷大将軍の坂上田村麻呂の子の坂上広野の子孫といわれる末吉氏を筆頭とする平野七名家を軸に町衆による自治都市として栄え、また摂津国の石山には法華信者との争いから京都を去った浄土真宗の蓮如が石山本願寺を建立した。一方、新たにこの地域で力を持ったのは細川氏の家臣、阿波国出身の三好氏であり、一時は将軍の後ろ盾となるほどの勢力を誇ったものの、三好長慶の死後はやはり家内の争いによって力を弱め、その後台頭してきた織田信長に屈服した。この地域における勢力を拡大する信長に対して浄土真宗の宗主であった顕如は全国の信徒に蜂起を呼びかけ、また自らも石山本願寺に篭って織田勢と対決した。この石山合戦は10年にも及ぶが、最終的には天正8年（1580年）に本願寺を明け渡すことで終結を迎えた。
信長の死後その領土を継承した豊臣秀吉は、石山本願寺の跡地に自らの居城となる大坂城の築城を開始した。この城は、淀川と大和川の河口であることに由来する地形を利用しており、城下町までも堀で囲って城の一部とする惣構の作りをした巨大なものであった。その無類の堅固さは大坂冬の陣で証明され結局この時、寄せ手は惣構内部に進入することができなかった。しかし、その後の夏の陣までの間に堀は埋め立てられて、城も機能を失い、この戦いによって豊臣氏は滅亡した。

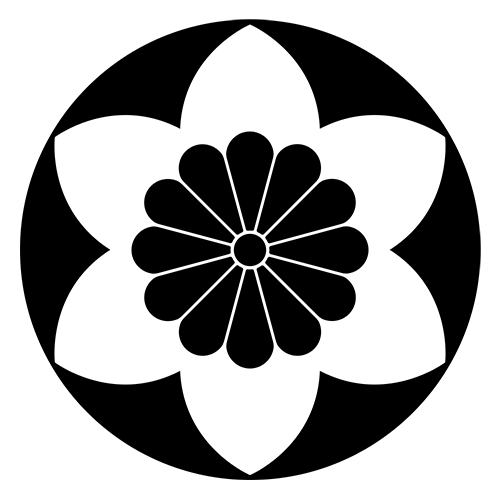
永井家 （高槻藩：現・高槻市）
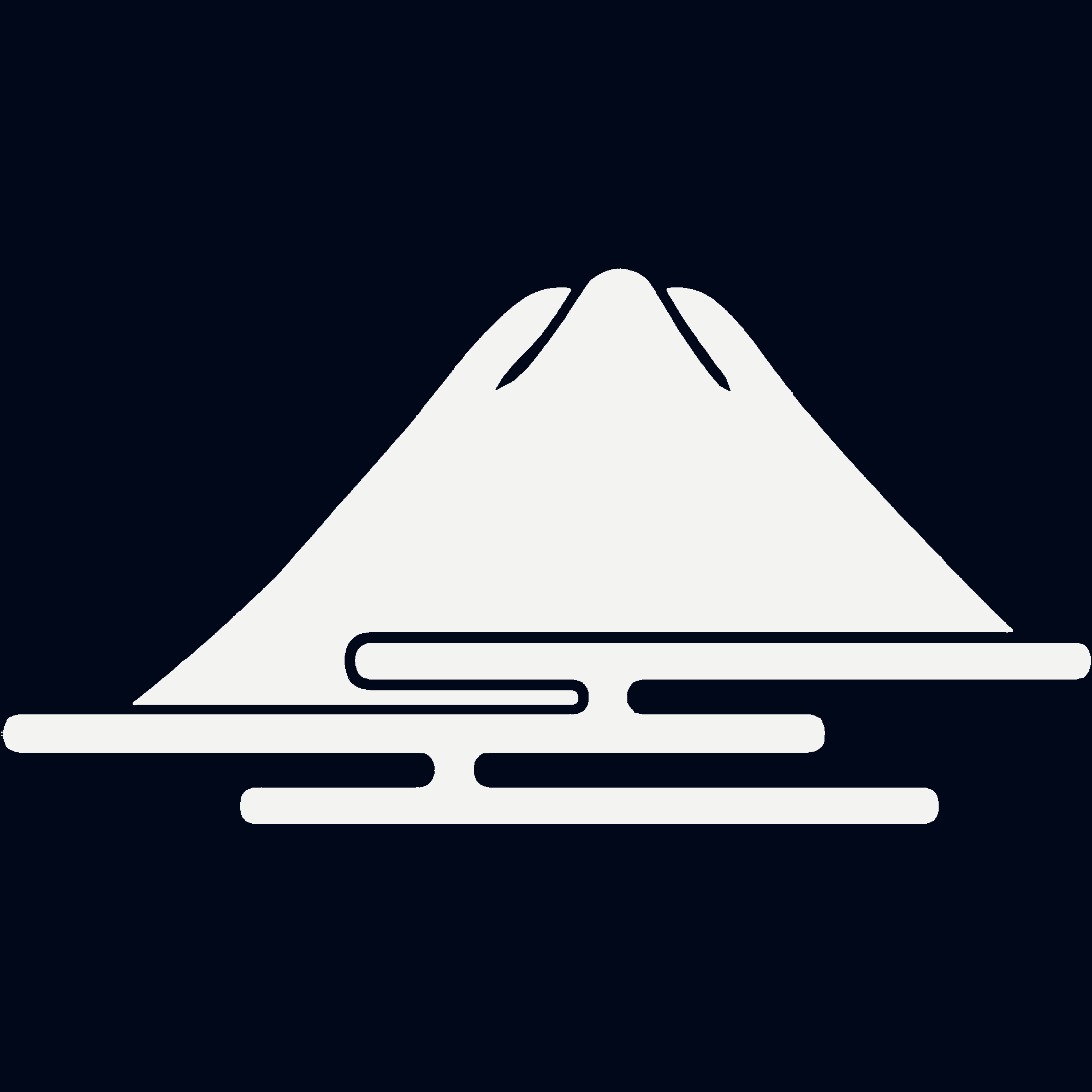
青木家（麻田藩：現・豊中市）
北條家（狭山藩：現・大阪狭山市）
渡邊家（伯太藩：現・和泉市）
岡部家（岸和田藩：現・岸和田市）

江戸時代に入ると、大坂は全国の経済・商業の一大中心地として再び繁栄し、「天下の台所」と称された。全国からの航路が集まる大坂には、諸藩の蔵屋敷が立ち並び、また諸国からの物産の集積地でもあったためそれらを扱う淀屋など大商人も登場した。中でも年貢米の集積地であった堂島では、世界初の公設先物取引所たる「堂島米会所」が開かれ、中之島とともに大坂経済の中心となった。経済都市として熟成する環境の中で、様々な芸術も成長・発展を遂げた。上方文化の中心は次第に京から大坂へと移り、浮世絵草子の井原西鶴や劇作家の近松門左衛門といった文筆家、上田秋成・富永仲基らなど後世の歴史に名を残す多数の優秀な学者を輩出した。また同時代に興った植村文楽軒の芝居を起源とする文楽（大坂人形浄瑠璃芝居）は2009年（平成21年）にユネスコの無形文化遺産に登録されている。天保8年（1837年）には陽明学者で私塾洗心洞を構えていた大塩平八郎が窮民救済のため、大塩平八郎の乱を起こした。幕末、緒方洪庵が開いていた適塾からは福澤諭吉や大村益次郎、大鳥圭介など後の明治を代表する才覚を生み出した。なお、江戸時代に置かれた藩は幕府直轄として大坂城（摂津国）があり、高槻藩、麻田藩、河内国には丹南藩、狭山藩が、和泉国には伯太藩、岸和田藩があった。

### 明治初年の地方制度の変遷
慶応4年/明治元年1月22日（1868年2月15日）に明治政府は大坂鎮台を設置することを決めた。1月27日、大坂鎮台を大坂裁判所に改称した。4月、大坂裁判所に町地を除く周辺部を管轄する司農局設置。5月2日、大阪府設置。5月19日、奈良県設置。6月8日、大阪府司農局が南北に分割。6月22日、堺県設置。明治2年1月20日（1869年2月30日）、北司農局を摂津県、南司農局を河内県に改称。5月10日、摂津県を豊崎県に改称。8月2日、豊崎県を兵庫県、河内県を堺県に編入合併。9月1日、旧豊崎県住吉郡・東成郡・西成郡を編入。12月26日、狭山藩を堺県に編入合併。明治3年2月27日（1870年3月28日）、堺県石川郡・錦部郡の一部を五條県に編入。明治4年7月14日（1871年8月29日）、廃藩置県。11月20日（12月31日）、高槻県、麻田県を大阪府に編入合併。旧豊崎県島上郡・島下郡・豊島郡・能勢郡を編入。明治4年11月22日（1872年1月2日）、岸和田県・伯太県・吉見県・丹南県と五條県の一部を堺県に編入合併。1876年（明治9年）4月18日、奈良県を堺県に編入合併。1881年（明治14年）2月7日、堺県を大阪府に編入合併。1887年（明治20年）11月4日、奈良県を再置。（1873年までの月日は旧暦、現奈良県地域については概略）

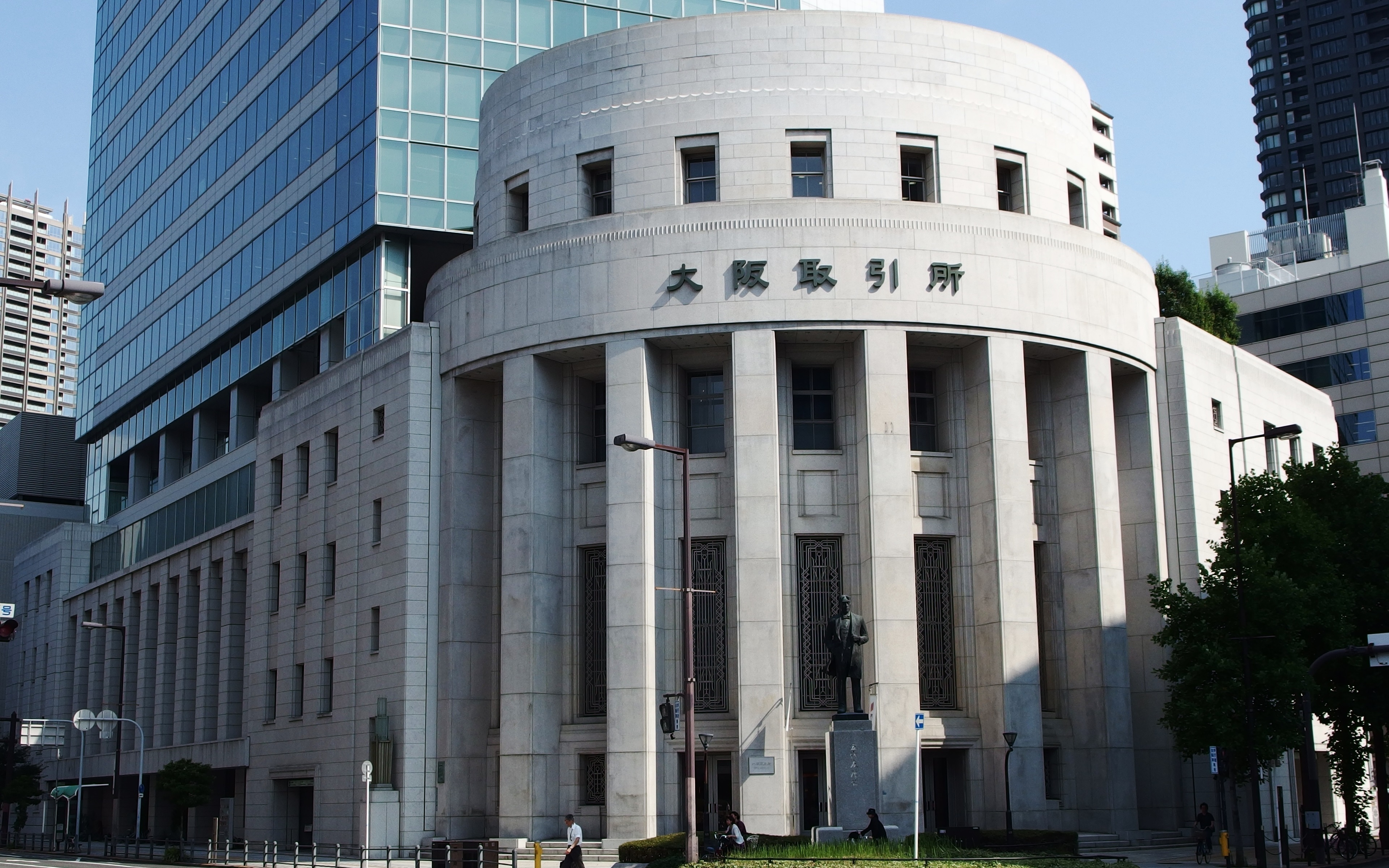
大阪取引所（大阪市中央区）

大阪府発足当時の管轄地域は、摂津国東成郡61村（大坂町奉行34村、大坂城代役知22村、京都所司代役知2村、小田原藩領5村）、西成郡132村（大坂町奉行117村、旗本領6村、田安徳川家領9村、閑院宮家領2村）、住吉郡37村（大坂町奉行17村、住吉大社領14村、小田原藩領8村）、河内国交野郡1村（加納藩預地）であった。

### 近現代以降

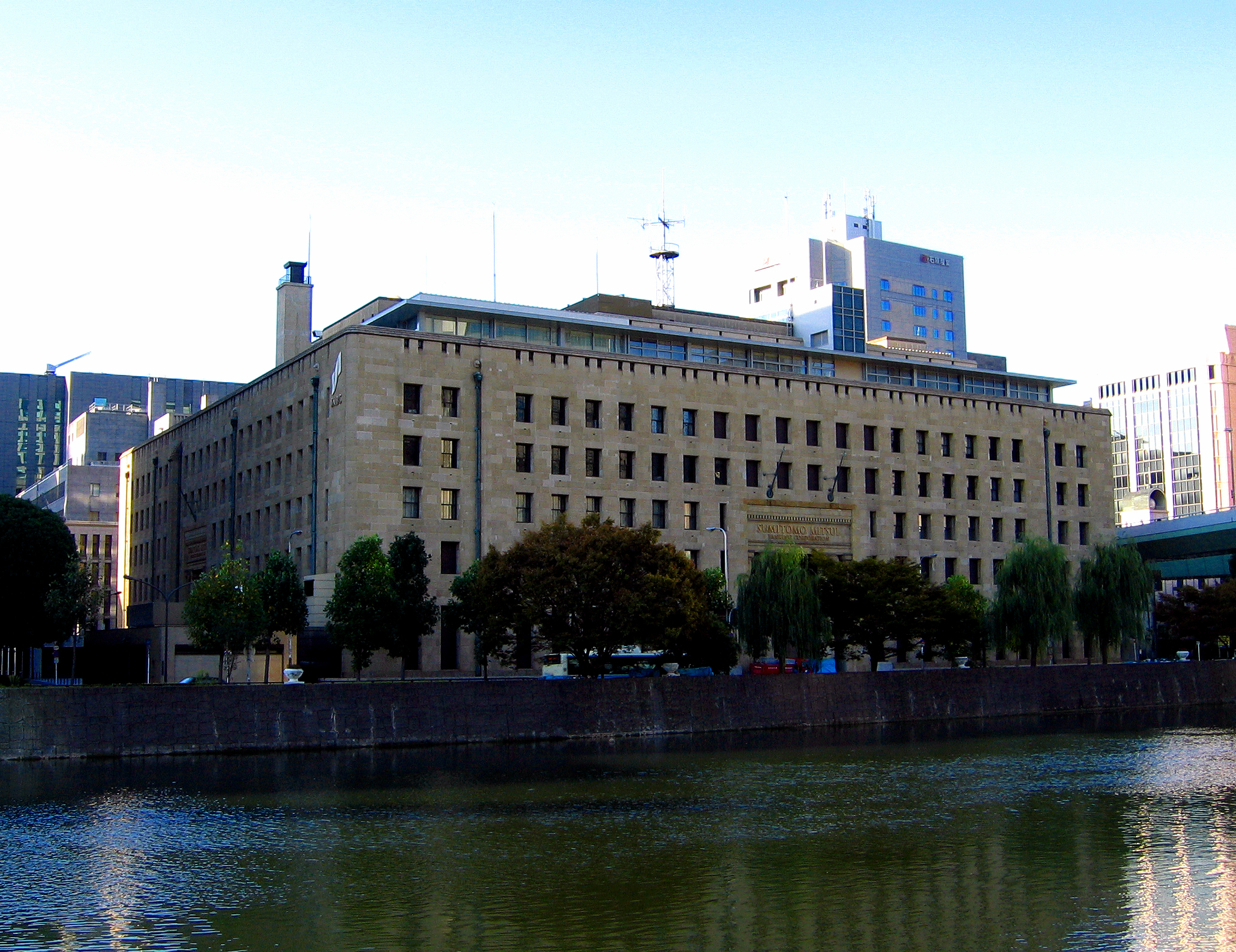
住友ビルディング（大阪市中央区）船場
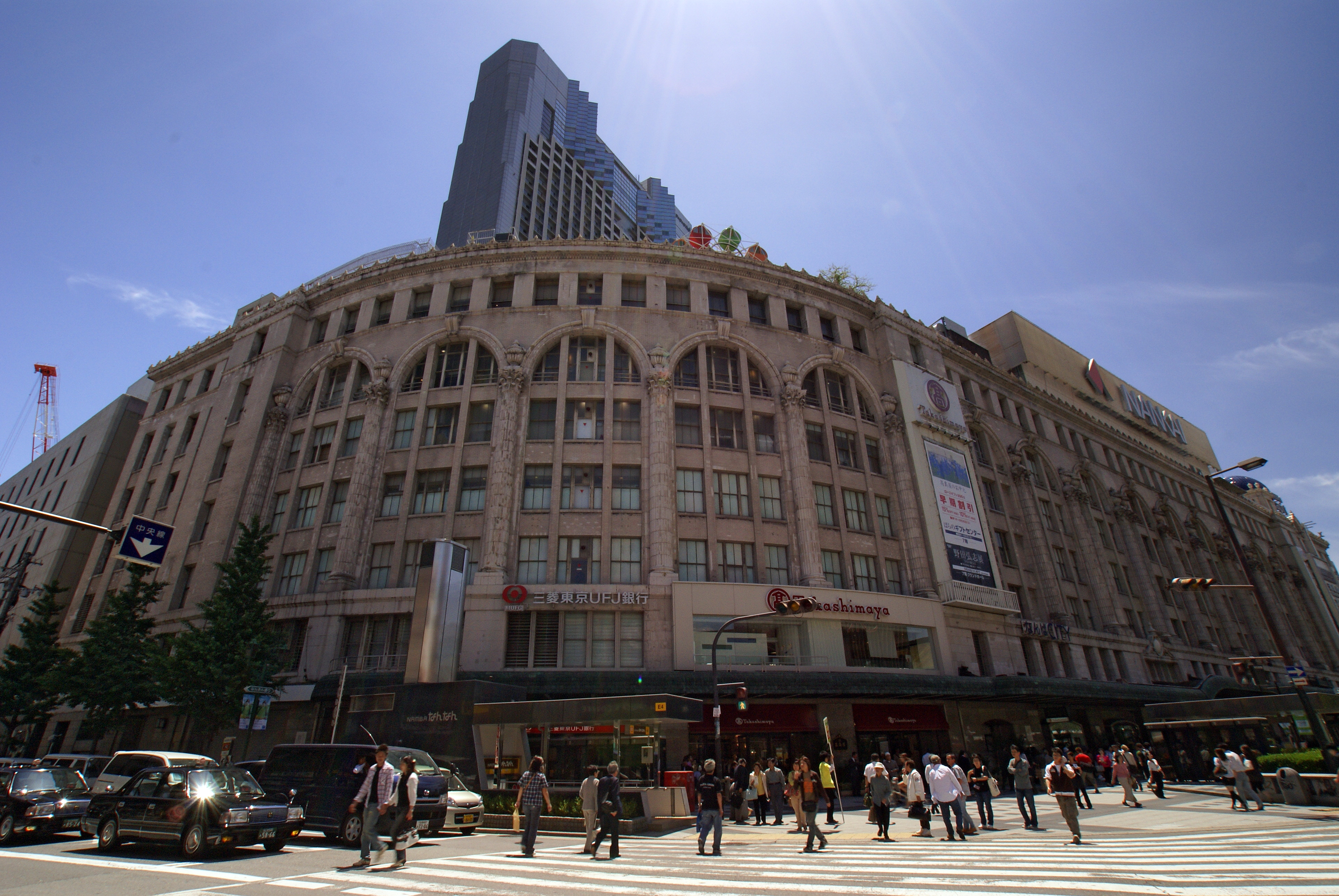
髙島屋（大阪市中央区）難波
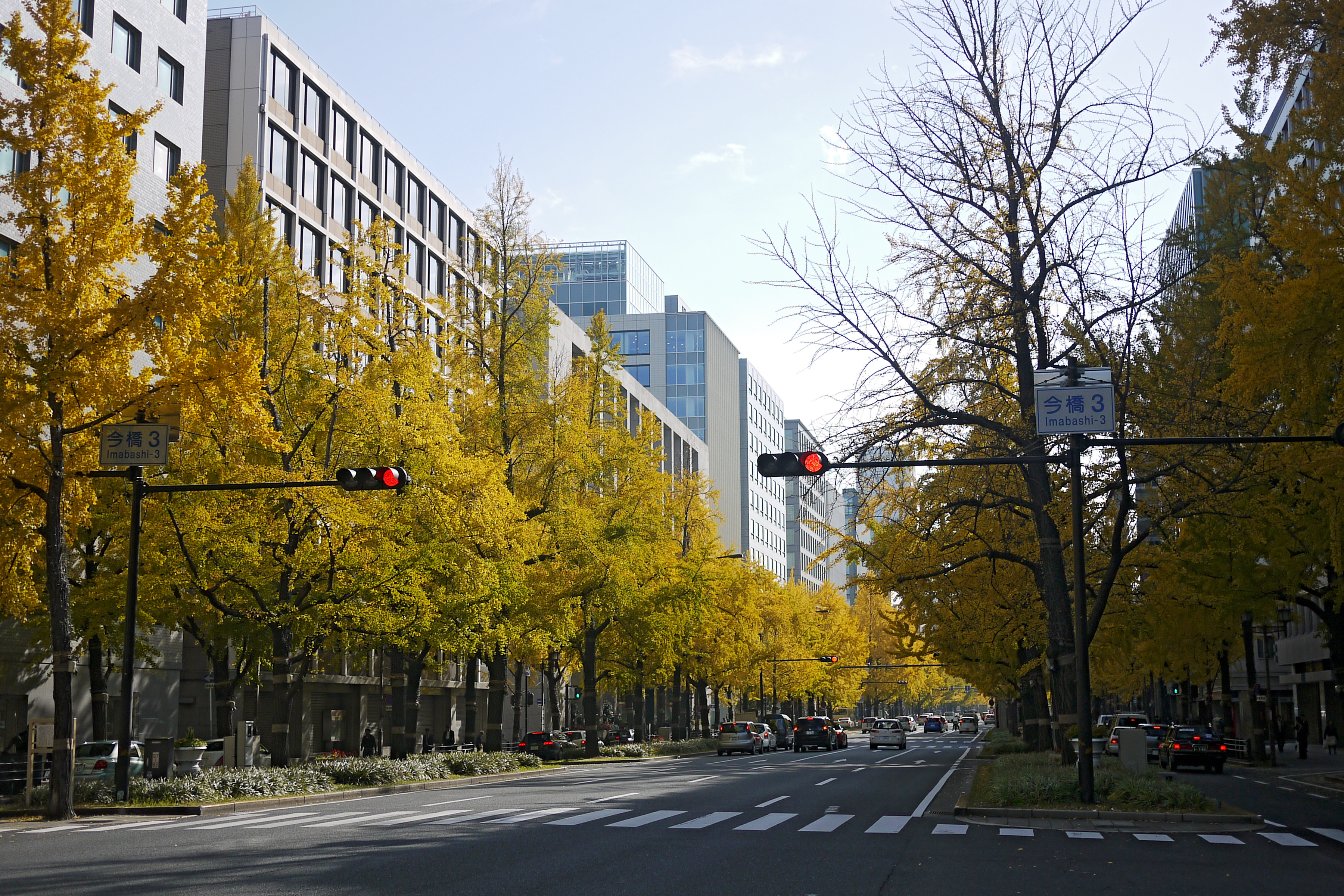
御堂筋
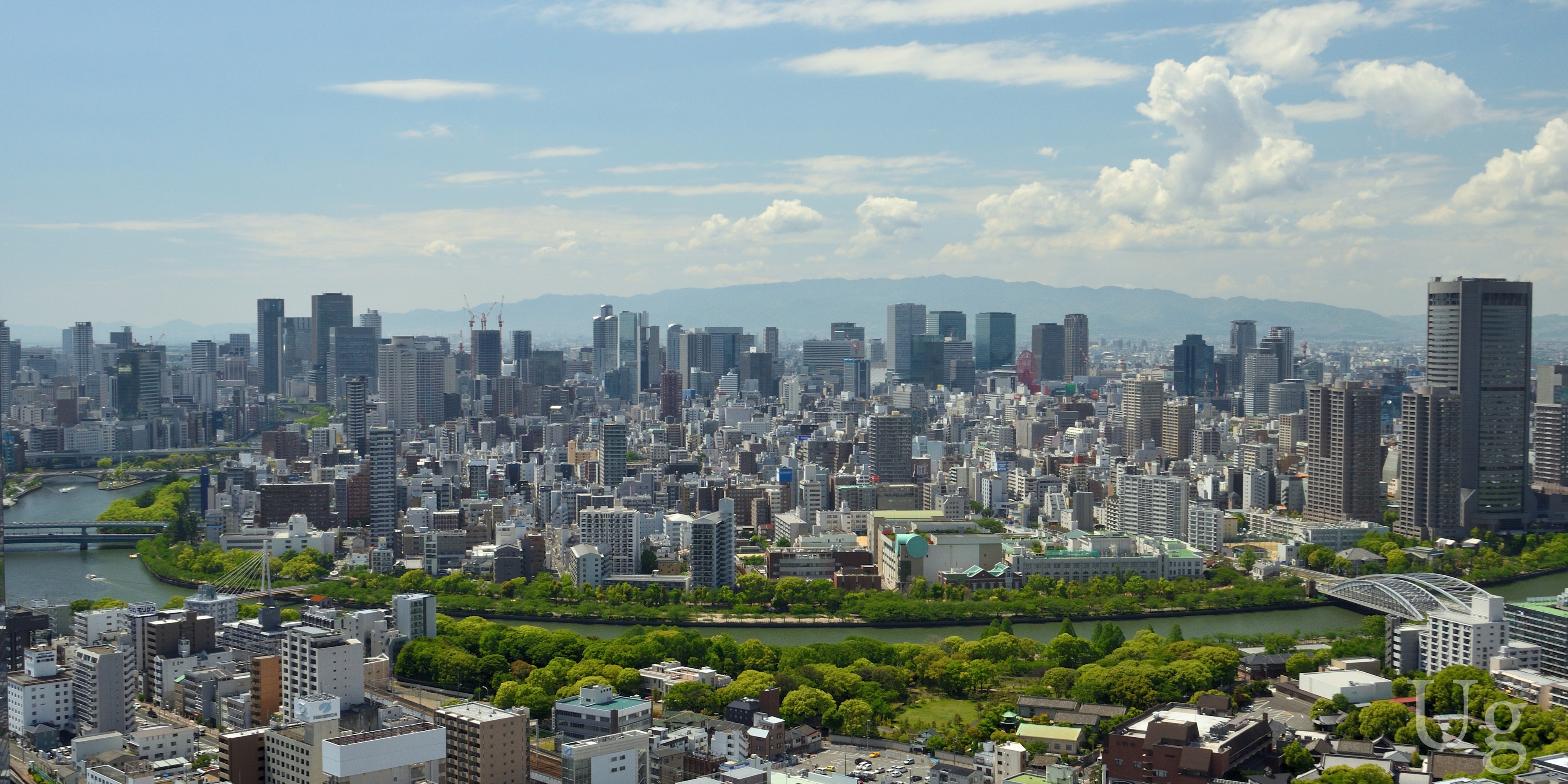
梅田を中心とした高層ビル群（大阪市北区）
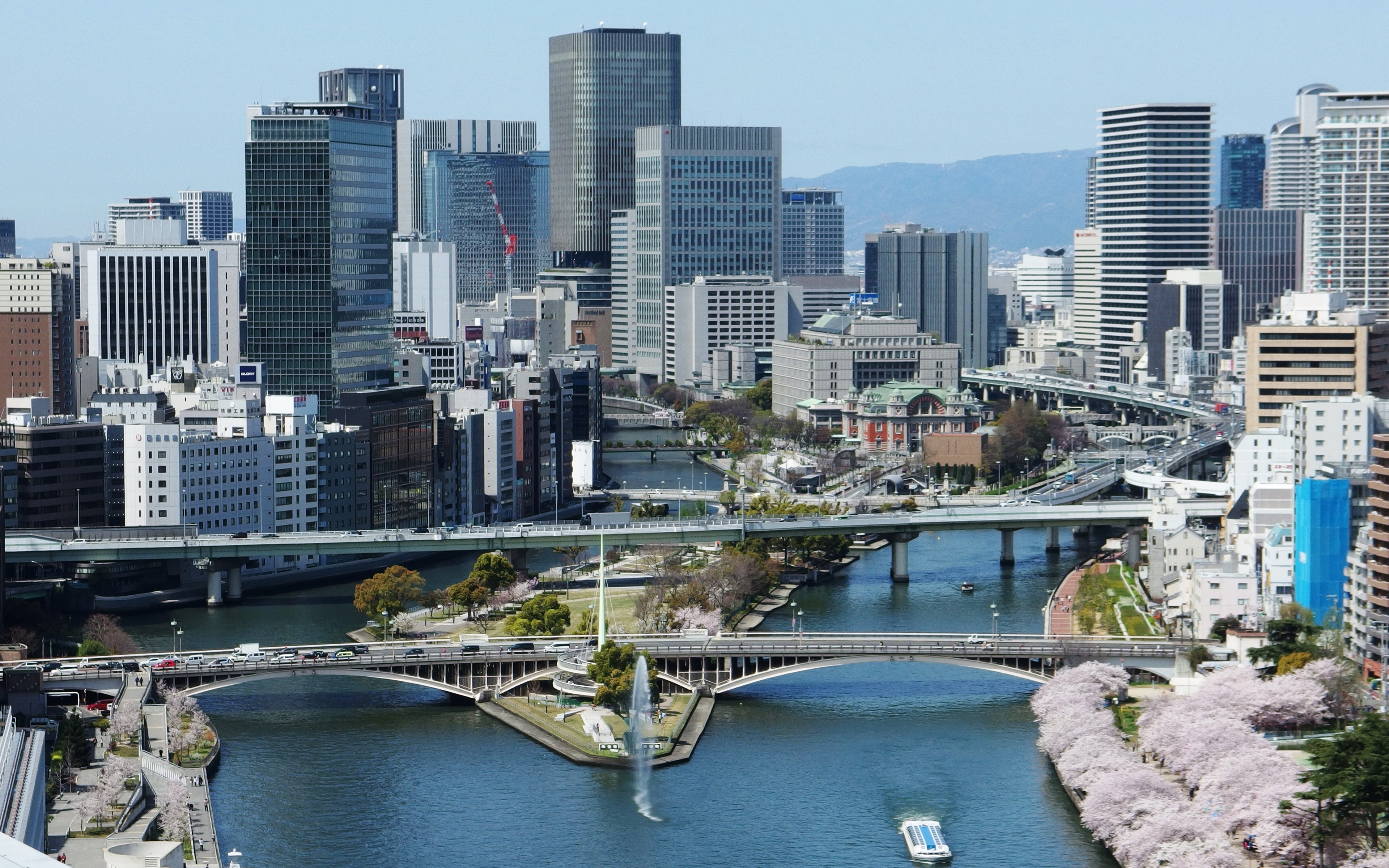
中之島（大阪市北区）
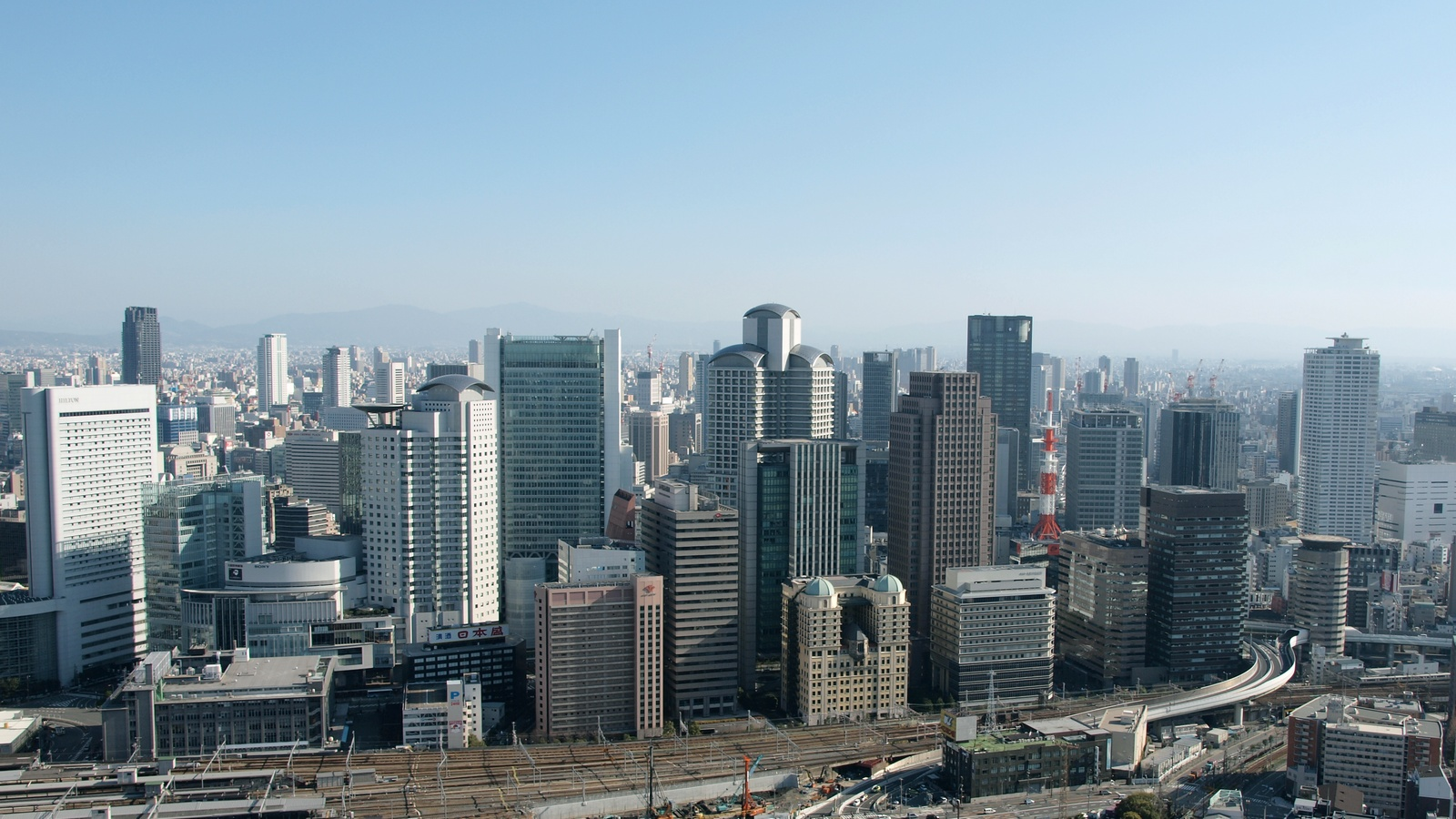
西梅田（大阪市北区）
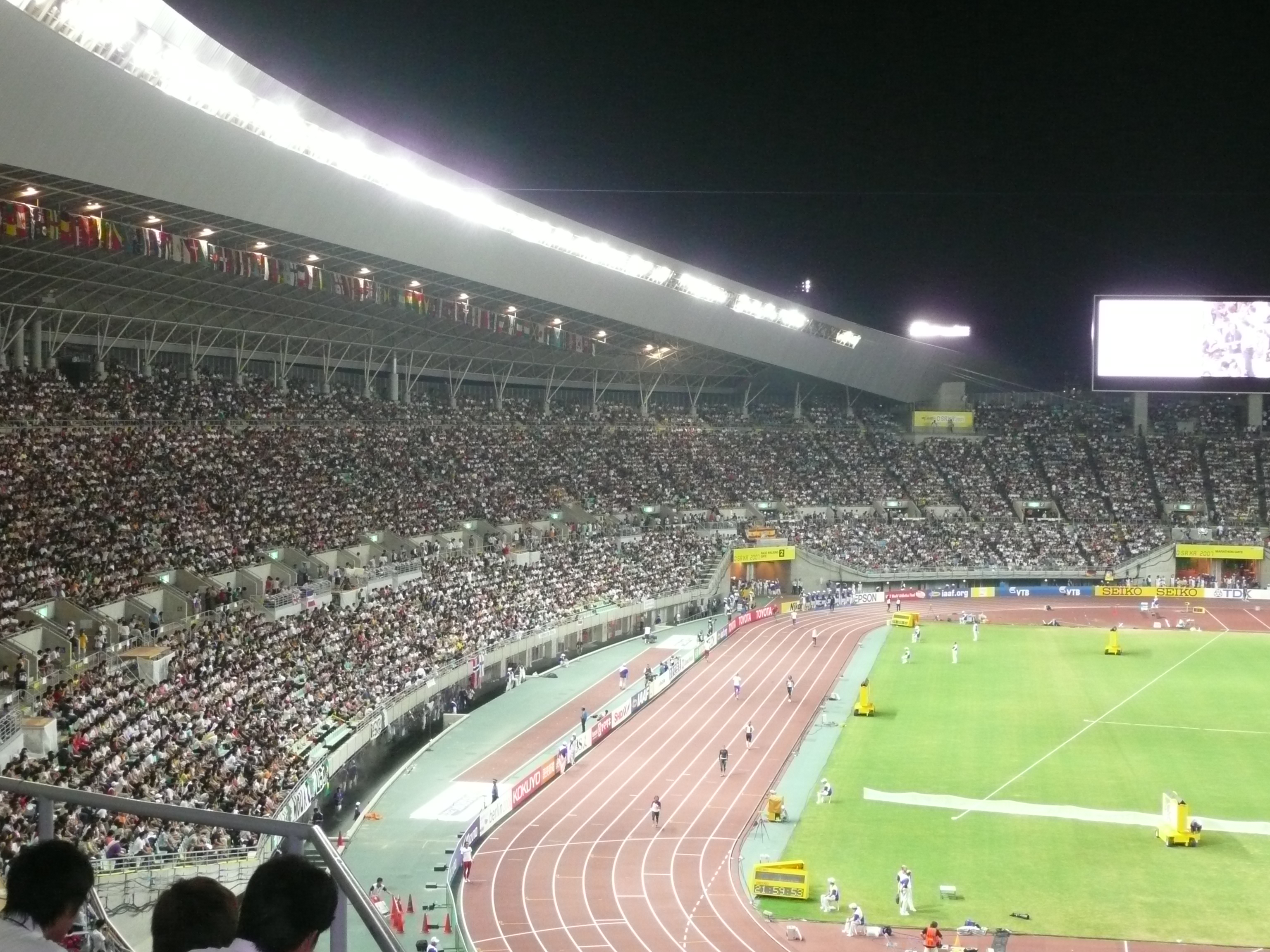
世界陸上大阪大会の様子（大阪市東住吉区の長居陸上競技場）

明治維新後は、首都機能が京都から東京へと移ったことや、蔵屋敷が不要になったことなどもあり、大阪は一時衰えを見せた。明治政府の藩債処分などの影響で大きな打撃を受けた大阪であったが、繊維関係を始めとする軽工業部門を中心に商工業が発展し、「東洋のマンチェスター」「東洋一の商工地」と称せられ、現在も大企業として存続する企業が勃興しメセナが活発に行われた。この時代は「阪神間モダニズム」と呼ばれる。1925年（大正14年）には大阪市が周辺地域を合併して市域を拡大させ、当時関東大震災で打撃を受けた東京市を凌ぐ日本最大の人口を有する都市となった（大大阪時代）。
大阪は明治時代初期に大阪鎮台が設置、後に第4師団の編成地になるなど大日本帝国陸軍の一大拠点であった。
1932年（昭和7年）11月には府下および奈良県で陸軍特別大演習が行われ、昭和天皇が行幸。大本営は第4師団司令部に置かれ、御講評場は堺中学校に設けられた。
第二次世界大戦が始まった直後の1942年（昭和17年）2月1日からは、早くも味噌と醤油が配給制となった。当初、大阪府では大阪市、布施市、豊中市、岸和田市、堺市、吹田市、池田市、守口町の7市1町が対象となり、1人当たり味噌は1日3.3匁、醤油は1ヶ月4.5合が割り当てられた。同時期に衣料品も点数切符制になるなど対象品目と対象地域は拡大。市民は耐乏生活を強いられた。
戦争末期には、尼崎の機械工場、中央区の造幣局、中心地の商業地区、港湾施設への徹底的な爆撃（大阪大空襲）のため、都市は灰燼に帰した。また、この時期に空襲を避ける目的で府下に工場移転が行われ、それは戦後の衛星都市での産業の基盤になった。
1945年（昭和20年）9月18日、枕崎台風接近により高潮の被害。築港、港、大正、西淀、此花、西、城東、福島方面は湖と化した。浸水家屋約40000戸。罹災者約118000人などの被害。また、1950年（昭和25年）1月30日にも暴風により、沿岸部で約350戸が浸水する被害を出している。
戦後、高度経済成長期に入ると、阪神工業地帯内でも軽工業の比率が高かった大阪府下の経済は閉塞的な様相を見せるようになった。当時の花形産業だった重工業も、戦後の非武装化によって大阪砲兵工廠がなくなったことにより大打撃を受け（その補完機能としての中小企業は多く、それをルーツとする企業もまだ現在も残ってはいるが）、大阪府のような遠浅の海岸線では誘致および大型化が難しかったこと（その証拠に、阪神間など大型船の入りやすい箇所に多数、重工業は存在している）や公害対策でその他の土地に移転させたことも原因といわれている。
また、戦後の法整備から大阪独自の奉公人制度も衰退し、商業の軸足も東京へと移った。これにより、官には頼らないという土性骨（どしょうぼね、ド根性の意）により大阪文化を支えていた富裕層からの寄付が減少。貧弱な官主導のため、経済・文化力は低下した。これらに加え、1964年（昭和39年）に工場等制限法、1972年（昭和47年）に工業再配置促進法、1973年（昭和48年）に工場立地法といった、いわゆる工場三法が次々と制定された。さらに1966年（昭和41年）には中部圏開発整備法が制定され、製造業が近畿圏から中京圏へ流出するきっかけとなり、大阪にとって打撃となった。
1970年（昭和45年）3月15日〜9月13日、吹田市の千里丘陵で日本万国博覧会が開催された。アジア初開催となった1970年大阪万博は、およそ6,421万人の来場者を集め、当時最大規模の万博となった。会場跡地は現在万博記念公園として整備されている。
1987年（昭和62年）、北東縁部が関西文化学術研究都市に指定。1990年（平成2年）、鶴見緑地で国際花と緑の博覧会が開催された。
1994年、泉州沖に関西国際空港開港。世界初の完全人工島による海上空港となる。その後、2007年の2期島（第2滑走路）完成により、日本初の完全24時間空港となった。
1995年（平成7年）の阪神・淡路大震災では、大阪市では震度4程度で直接的な被害は少なかったが、豊中市などの地域では強い地震に見舞われ死者9名を出すなど、家屋への大きな被害が発生した。その他、ライフラインの途絶や交通機関の麻痺など少なからず影響を受けた。
1995年（平成7年）11月19日、日本初開催となる第7回APEC首脳会談が大阪市で開催。
1992年（平成4年）頃より、2008年夏季オリンピックを誘致する構想が持ち上がるも、2001年7月のIOC総会で落選（詳細）。
2002年にFIFAワールドカップの一部が長居スタジアムで開催された。開催試合はイングランド戦や決勝トーナメントを決めた日本戦ならびに準々決勝。
2007年には、大阪市の長居スタジアムで2007年世界陸上選手権が開催された。参加国は延べ200ヶ国に達した。
2018年6月18日に大阪府北部地震が発生。大阪市北区茶屋町、高槻市、茨木市、枚方市、箕面市で震度6弱を観測した。大阪府下で震度6弱を観測する地震が発生したのは統計を取り始めてから初めてのことであった。
2018年11月24日（日本時間）、フランス・パリで開催されたBIE総会によって、2025年国際博覧会の大阪誘致が決定した。
2019年6月28日・29日、日本初開催となる第14回G20サミット（G20大阪サミット）が大阪市住之江区で開催された。日本首相の安倍晋三を議長として、ドナルド・トランプ（アメリカ大統領）、ウラジーミル・プーチン（ロシア大統領）、習近平（中国主席）、テリーザ・メイ（イギリス首相）、エマニュエル・マクロン（フランス大統領）、アンゲラ・メルケル（ドイツ首相）などが一堂に来阪し、日本で行われた国際会議において、過去最大規模のものとなった。

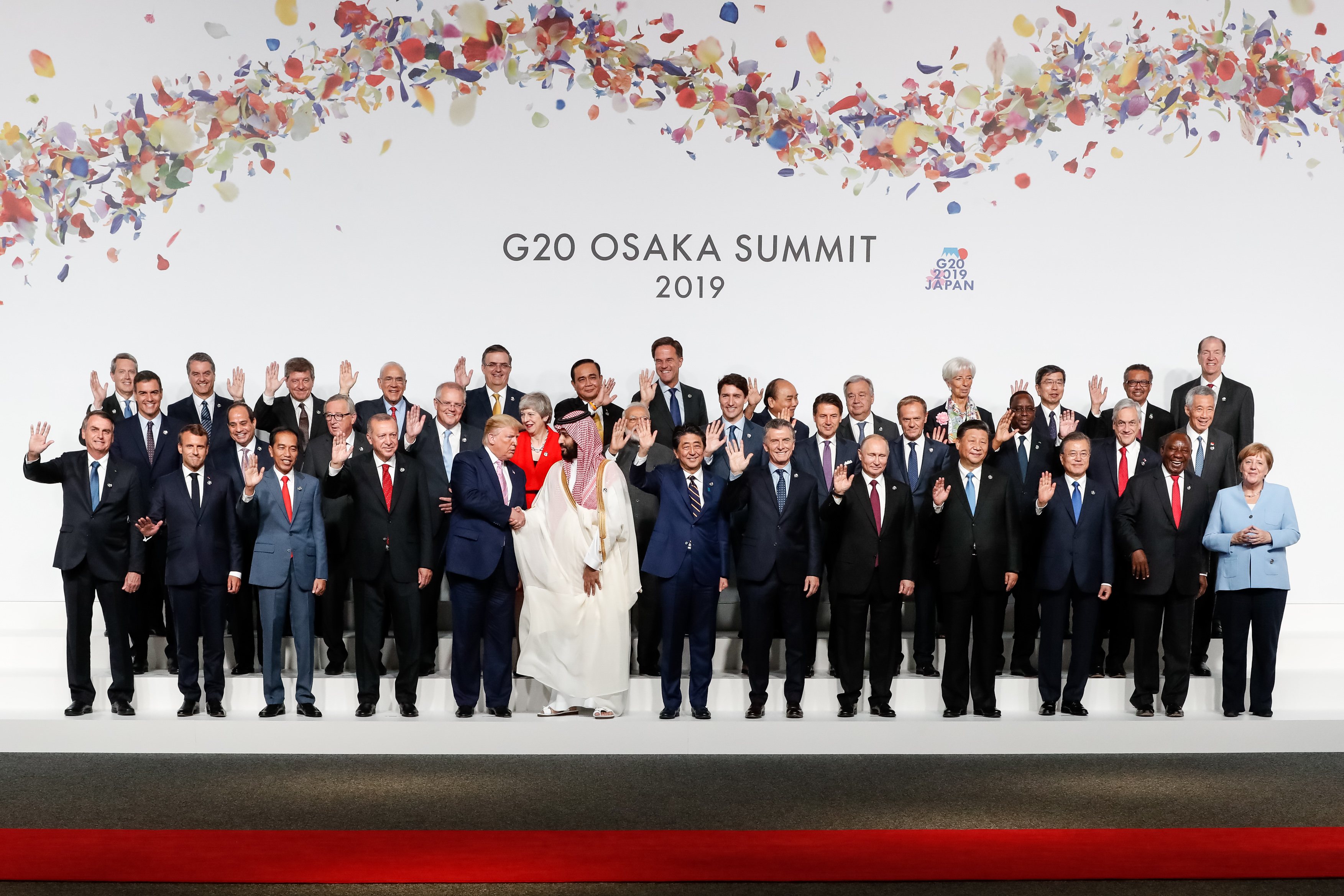
G20大阪サミット（大阪市住之江区）

## 人口
大阪府の人口は、夜間人口が約884万人（全国3位）、昼間人口が約924万人（全国2位）である。昼に通勤・通学等により、周辺府県から70万人近くの流入（40万人以上の純流入）がある。
人口動態は、地方や外国からの人口流入により、社会増加が旺盛である一方、出生数が死亡数を下回る自然減少が大きいため、近年の推計人口は横ばいで推移している。2024年の社会増加数は+49,767人（全国2位）、転入超過数は+16,848人（全国4位）であった。出生数は55,292人（2023年／全国2位）、死亡数は104,971人（2023年／全国2位）であり、他の都道府県と同様、深刻な少子高齢社会を迎えている。
最新(2025年6月)の人口統計によると、対前年比で人口が増加している都道府県は、大阪府と東京都のみであった。これは、全国的に京阪神圏、南関東圏といった大都市圏への人口移動が進んでいることや、大都市圏の中でも都心部への人口集積（都心回帰）が継続しているためである。
2015年国勢調査より前回調査からの人口増減を見ると、大阪市内は区によって偏在が見られ、大阪都心部では人口が増加している一方、南端の区は減少傾向にある。府域全体でみると、大阪市と北摂地域で人口が増加した一方、河内地域と泉州地域では、人口が減少した。
大阪72市区町村(大阪市、堺市は区ごと)の増加率上位は以下の順
- 1位-大阪市中央区、2位-大阪市浪速区、3位-大阪市北区、4位-大阪市西区、5位-大阪市天王寺区、6位-大阪市福島区

減少率上位は以下の順であった。
- 1位-能勢町、2位-千早赤阪村、3位-豊能町、4位-岬町、5位-大阪市西成区、6位-大阪市大正区

令和2年国勢調査速報値（2021年6月公表）
大阪府の人口は8,842,523人となり、前回調査から3,054人の増加となった。前回比で減少から増加に転じた自治体は大阪府のみ。人口増減を見ると地域により偏在がみられ、前回同様に大阪市および北摂地域は増加。大阪市では、大阪都心6区や都心に近い淀川区・都島区・城東区・阿倍野区などで増加となった。茨木市は28万人、吹田市は38万人、豊中市は再び40万人を突破した。これまで減少傾向であった高槻市や摂津市も増加に転じた。河内地域では東大阪市が50万人、枚方市は40万人を割り込み、増加したのは守口市と大阪狭山市の2市であった。泉北地域、泉南地域では両地域合わせて田尻町以外の全ての自治体で減少している。

大阪府市町村人口増減率分布図（2015年度と2020年度国勢調査から算出）
増加
10.0 % 以上
7.5 - 9.99 %
5.0 - 7.49 %
2.5 - 4.99 %
0.0 - 2.49 %
減少
0.0 - 2.5 %
2.5 - 5.0 %
5.0 - 7.5 %
7.5 - 10.0 %

| 増加 10.0 % 以上 7.5 - 9.99 % 5.0 - 7.49 % 2.5 - 4.99 % 0.0 - 2.49 % | 減少 0.0 - 2.5 % 2.5 - 5.0 % 5.0 - 7.5 % 7.5 - 10.0 % |

| |                                        |  |
| 大阪府と全国の年齢別人口分布（2005年） | 大阪府の年齢・男女別人口分布（2005年） |  |
| ■紫色 ― 大阪府 ■緑色 ― 日本全国 | ■青色 ― 男性 ■赤色 ― 女性              |  |
| 大阪府（に相当する地域）の人口の推移 \| 1970年（昭和45年） \| 7,620,480人 \| \| \| 1975年（昭和50年） \| 8,278,925人 \| \| \| 1980年（昭和55年） \| 8,473,446人 \| \| \| 1985年（昭和60年） \| 8,668,095人 \| \| \| 1990年（平成2年） \| 8,734,516人 \| \| \| 1995年（平成7年） \| 8,797,268人 \| \| \| 2000年（平成12年） \| 8,805,081人 \| \| \| 2005年（平成17年） \| 8,817,166人 \| \| \| 2010年（平成22年） \| 8,865,245人 \| \| \| 2015年（平成27年） \| 8,839,469人 \| \| \| 2020年（令和2年） \| 8,837,685人 \| \| |                                        |  |
| 総務省統計局 国勢調査より |                                        |  |
| 1970年（昭和45年） | 7,620,480人                            |  |
| 1975年（昭和50年） | 8,278,925人                            |  |
| 1980年（昭和55年） | 8,473,446人                            |  |
| 1985年（昭和60年） | 8,668,095人                            |  |
| 1990年（平成2年） | 8,734,516人                            |  |
| 1995年（平成7年） | 8,797,268人                            |  |
| 2000年（平成12年） | 8,805,081人                            |  |
| 2005年（平成17年） | 8,817,166人                            |  |
| 2010年（平成22年） | 8,865,245人                            |  |
| 2015年（平成27年） | 8,839,469人                            |  |
| 2020年（令和2年） | 8,837,685人                            |  |

## 政治

### 府政

#### 大阪府庁

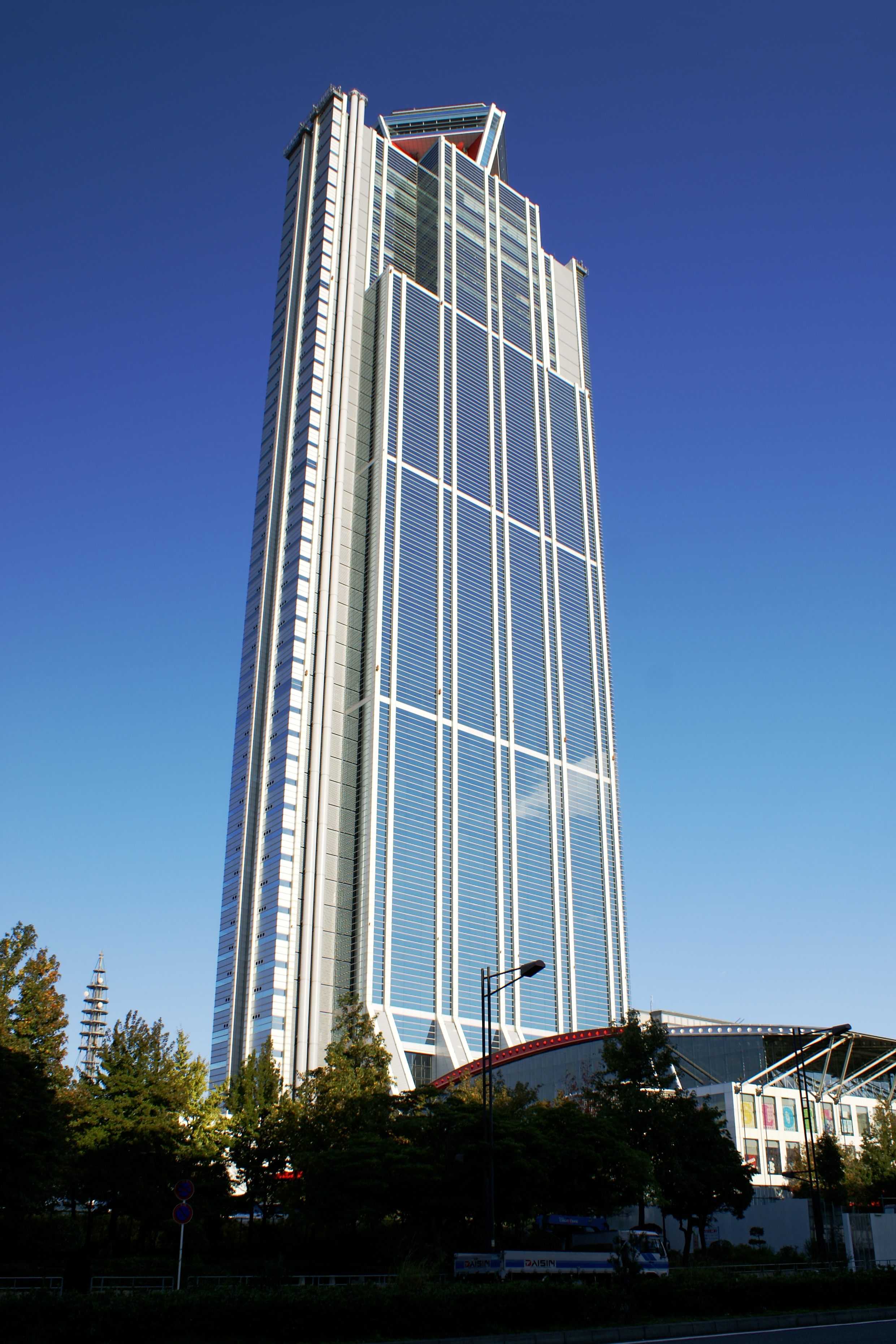
大阪府咲洲庁舎

2014年度から大阪府は、住民の健康増進をサポートする為、医薬品、感染症、特定健診、難病助成制度などの健康情報を、府内の185薬局へ提供する事業を実施。来局者の満足度も「概ね好評」。

#### 行財政改革
2006年度決算見込みで、4兆3,004億6,100万円の借金を抱え、金額では東京都の約17兆円、北海道の約5兆2,000億円に次ぐ規模であった。なお、平成18年度の実質公債費比率は15.6%と全国で14番目であった。そのため、このままの進度が維持されると、2007年には財政再建団体（民間会社でいう「倒産」）に指定される見通しが示された。行財政改革の進展により2007年度の財政再建団体転落は回避されたかに思えたが、府債（借金）の返済を一部先送りし、3年間で総額約2,600億円の資金を捻出していたに過ぎず、問題の抜本的解決はされていなかった。さらに関西国際空港の第二期工事といった巨大プロジェクトによる多大な負債も抱えているために、財政再建団体転落の可能性は依然としてはらんでいた。その上、2008年1月に「赤字隠し」問題が発覚した。
大阪府は2004年度以降、借金の返済を先送りすることで、赤字を実態より少なく見せかけていた。しかし、返済期限を迎えたため、府債が急増。府の幹部は「隠す意図はなかった」「再建団体に転落しないために、こうした手法を取らざるを得なかった」と語った。地方債の返済方法については、旧自治省の通知で10年目に元金の42%を返済し、残りは借り換えることになっている。臨時財政対策債は、1兆7167億円から2兆2,853億円へ増加。府債残高は4兆1,121億円から3兆7,886億円へ減少した。2008年1月4日、当時の太田房江大阪府知事は「再建団体にならないための措置。不適切かもしれないが、やむを得なかった」と述べ、公式に事実を認めた。
2008年2月、橋下徹が大阪府知事に就任。「大阪都構想」を唱え、二重行政の解消などによる効率化をバネとした「発展する大阪」を目指すと表明。大阪府と大阪市は、「都構想で生まれる年間の効果額」を最大916億円と試算。就任2年目には、大阪府の財政黒字化を実現した。橋下の大阪市長選挙出馬に伴う2011年大阪府知事選挙では、橋下が代表を務める大阪維新の会幹事長の松井一郎が当選（橋下も大阪市長に当選）。
2012年に府の借金（府債）5,500億円以上の返済を達成し、10億円だった府の貯蓄が800億円と増加した。

#### 歴代公選知事
| 在職期間                       | 氏名                     | 当選回数 |
| ------------------------------ | ------------------------ | -------- |
| 1947年4月12日 - 1959年4月22日  | 赤間文三（）             | 3回      |
| 1959年4月25日 - 1971年4月22日  | 左藤義詮（）             | 3回      |
| 1971年4月23日 - 1979年4月22日  | 黒田了一（）             | 2回      |
| 1979年4月23日 - 1991年4月22日  | 岸昌（）                 | 3回      |
| 1991年4月23日 - 1995年4月22日  | 中川和雄（）             | 1回      |
| 1995年4月23日 - 1999年12月27日 | 山田勇（）（横山ノック） | 2回      |
| 2000年2月6日 - 2008年2月5日    | 齊藤房江（）（太田房江） | 2回      |
| 2008年2月6日 - 2011年10月31日  | 橋下徹（）               | 1回      |
| 2011年11月28日 - 2019年3月24日 | 松井一郎（）             | 2回      |
| 2019年4月8日 -                 | 吉村洋文（）             | 2回      |

#### 財政
- 大阪府の指定金融機関はりそな銀行である。

平成30年度
- 財政力指数 0.79
  - Iグループ（財政力指数0.5以上）22自治体中4位

平成19年度
- 財政力指数 0.79
  - Iグループ（財政力指数0.5以上）17自治体中2位

平成18年度
- 財政力指数 0.75
  - Iグループ（財政力指数0.5以上）16自治体中3位
- 標準財政規模 1兆4035億円
- 一般会計歳入 3兆1137億円
- 一般会計歳出 3兆1103億円
- 一般会計の実質収支 △135億1500万円 （赤字）都道府県で実質収支が赤字であるところはめずらしい。
- 経常収支比率 96.6% （都道府県平均 92.6）
- 実質公債費比率 16.7% （都道府県平均 14.7%） ※ 注意：太田府知事時代の決算数字操作があり、正確な数字とはいえない
- 人口一人当たり地方債現在高 49万6296円 （都道府県平均 62万2416円）
- 人口一人当たり人件費・物件費等決算額 10万6621円 （都道府県平均 12万4759円）
- 人口100,000人当たり職員数 977.61人 （都道府県平均 1,173.11人）
- ラスパイレス指数 97.0 （都道府県平均 99.6）

地方債等の残高
- 普通会計分の地方債残高 4兆3004億6100万円
- 公営事業等の特別会計分の地方債（企業債）残高 5312億3200万円
- 第3セクター等（財団法人含む）の債務残高 3722億3900万円
  - 主な内訳 大阪府住宅供給公社分 1390億6000万円 大阪府道路公社分 1218億3600万円 大阪府土地開発公社分 913億6500万円

地方債等の合計 5兆2039億3200万円 （連結会計）
- 大阪府民一人当たりの地方債等の残高 58万9162円 （連結会計）
  - 県民一人あたりの地方債残高では例えば島根県140万3407円、鳥取県100万9078円など、大阪府より厳しい財政事情の県がある

平成17年度
- 財政力指数 0.71
  - Iグループ（財政力指数0.5以上）10自治体中3位

平成16年度
- 財政力指数 0.69
  - Iグループ（財政力指数0.5以上）8自治体中3位

### 国政
衆議院の小選挙区が19。参議院では、全府で1区を構成。

## 経済・産業

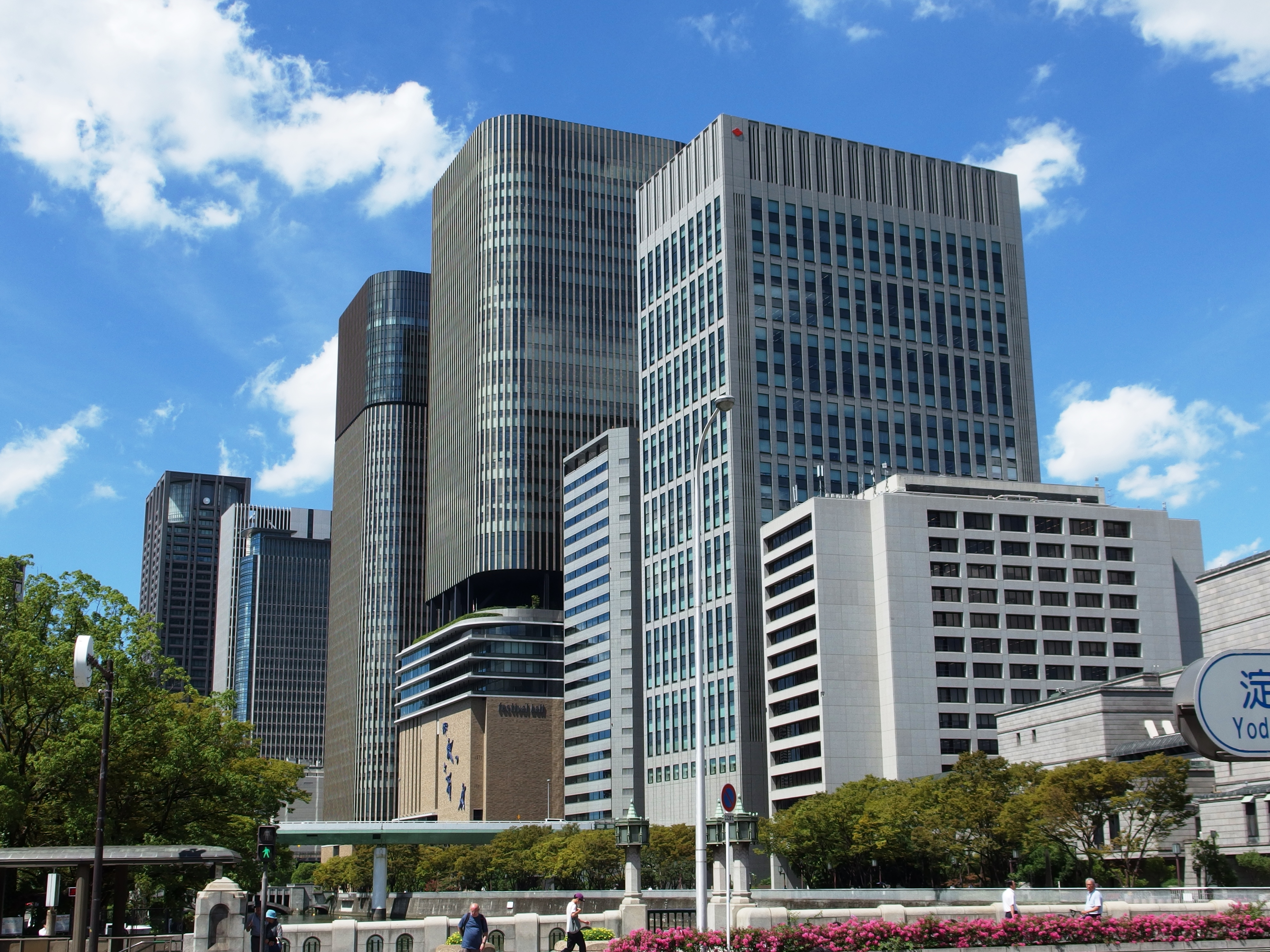
淀屋橋と中之島地区（大阪市中央区から北区を望む）

大阪市中央区および北区などの大阪都心6区を都市中枢地区（ダウンタウン）として、大阪都市圏／阪神都市圏／京阪神大都市圏を形成。これらは世界有数の巨大経済圏であり、大阪府は定義上、全域がこれらの大都市圏に属する。大阪府の府内総生産は41兆円（2019年／全国2位）を上回り、デンマークやマレーシアのGDPを凌ぐ経済規模を有している。京阪神大都市圏の域内総生産は80兆円を上回り（世界7位）、地域大国と呼ばれるサウジアラビアやトルコのGDPに匹敵する。
高槻市や枚方市、茨木市など大阪北東部の都市は、大阪都市圏でありながら京都市への通勤・通学者も多い。同様に、京都府や滋賀県の各都市は定義上では京都都市圏に含まれるものの、大阪への通勤・通学者も多い。兵庫県側でも神戸都市圏との間で同様の事例が発生しており、京阪神は世界的にも珍しい「メトロプレックス（複合都市圏）」（独立した都市圏が連接／一つの大都市圏→いずれも該当）を形成しているとも言える。似たような事例として、アメリカのダラス・フォートワース複合都市圏が挙げられる。
大阪府は、工業（第2次産業）や商業（第3次産業）が高度に発展しており、第1次産業の割合は低い。近年は、国際観光産業も盛んになっており、2019年の外国人観光客の訪問率は全国1位であった。また、今後の府の都市政策として、ライフサイエンス産業や国際金融産業に力を入れるとしている。
イギリスのシンクタンクが公表した、2022年の「世界金融センター指数 (GFCI)」において、大阪は世界37位の金融センターと評価されている。

### 経済
| 年度                   | 名目         | 実質         | 確・推   |
| ---------------------- | ------------ | ------------ | -------- |
| 2003年                 | 38兆3236億円 | 40兆5644億円 | 確報     |
| 2004年                 | 38兆6797億円 | 40兆7828億円 | 確報     |
| 2005年                 | 39兆1166億円 | 41兆4826億円 | 早期推計 |
| 2009年                 | 35兆8265億円 | 38兆8122億円 | 確報     |
| 2014年                 | 38兆1634億円 | 37兆4439億円 | 確報     |
| 2016年                 | 38兆8032億円 | 37兆8888億円 | 確報     |
| 2017年                 | 40兆0700億円 | 38兆9749億円 | 確報     |
| 出典：大阪府民経済計算 |              |              |          |

### 産業

#### 大阪府内の主な工業団地
- 阪神工業地帯（大阪市、東大阪市 他）
- 堺泉北臨海工業地帯（堺市、高石市、泉大津市）
- テクノステージ和泉（和泉市）
- 二色産業団地（貝塚市）

#### 大阪府下に本店、本社を置く主な企業
本店、本社を大阪府に置く大手企業は、東京都に続いて全国で2番目に多い。上場企業は2021年時点で434社であり、全国で2番目に多い。

##### 電機・機械
- - パナソニック（門真市）
  - 三洋電機（門真市）パナソニックの完全子会社
  - パナソニック サイクルテック（柏原市）
  - パナソニック ライティングデバイス（高槻市）
- シャープ（堺市堺区）
- ダイキン工業（大阪市北区）
- ダイヤモンドエレクトリックホールディングス（大阪市淀川区）
  - ダイヤゼブラ電機（大阪市淀川区）
- 船井電機（大東市）
- 三社電機製作所（大阪市東淀川区）
- 鶴見製作所（大阪市鶴見区）
- ホシデン（八尾市）
- ヤンマーホールディングス（大阪市北区）
  - ヤンマー（大阪市北区）
- クボタ（大阪市浪速区）
- ダイヘン（大阪市淀川区）
- キーエンス（大阪市東淀川区）
- ダイフク（大阪市西淀川区）
- 京セラドキュメントソリューションズ（大阪市中央区）
- 福島工業（大阪市西淀川区）
- IDEC（大阪市淀川区）
- オンキヨー（寝屋川市）
- メガチップス（大阪市淀川区）
- エレコム（大阪市中央区）
- アイコム（大阪市平野区）
- アルインコ（大阪市中央区）
- パトライト（大阪市中央区）
- ホソカワミクロン（枚方市）
- シーズウェア（和泉市）
- ナカオ金属工業（和泉市）
- 美木多機械（和泉市）
- 泉州工業（和泉市）
- ピクセラ（大阪市浪速区）
- ラトックシステム（大阪市浪速区）
- 大研医器（大阪市中央区）
- デジタル（大阪市住之江区）
- 象印マホービン（大阪市北区）
- タイガー魔法瓶（門真市）
- グロリア魔法瓶製作所（羽曳野市）
- ピーコック魔法瓶工業（大阪市福島区）
- PEGASUS（大阪市福島区）
- シマノ（堺市堺区）
- モリサワ（大阪市浪速区）
- ダイトロン（大阪市淀川区）
- 日本特殊管製作所（富田林市西条町）

##### コンテンツ産業・芸能・スポーツ
- 吉本興業ホールディングス（大阪市中央区）
  - 吉本興業（大阪市中央区）
- 松竹芸能（大阪市中央区）
- カプコン（大阪市中央区）
- SNK（吹田市）
- プラチナゲームズ（大阪市北区）
- フィックスレコード（大阪市淀川区）
- ビーイング（大阪市西区）
  - GIZA studio（大阪市西区）
- OSK日本歌劇団（大阪市中央区）
- 劇団カッパ座（富田林市）
- オリックス野球クラブ（大阪市西区）
- ガンバ大阪（吹田市）
- セレッソ大阪（大阪市東住吉区）

##### 食料品・飲料
- 磯じまん（大阪市都島区）
- エースコック（吹田市）
- ハウス食品グループ本社（東大阪市）
  - ハウス食品（東大阪市）
  - ハウス物流サービス（東大阪市）
  - マロニー（吹田市）
- 日本ハム（大阪市北区）
- 丸大食品（高槻市）
- 大塚食品（大阪市中央区）
- 江崎グリコ（大阪市西淀川区）
- サントリーホールディングス（大阪市北区）
- ダイドーグループホールディングス（大阪市北区）
  - ダイドードリンコ（大阪市北区）
- 日本サンガリアベバレッジカンパニー（大阪市東住吉区）
- ハタ鉱泉（大阪市都島区）
- 不二製油グループ本社（大阪市北区）
  - 不二製油（泉佐野市）
- マリンフード（豊中市）
- 神戸屋（豊中市）
- 日清食品ホールディングス（大阪市淀川区）
  - 日清食品（大阪市淀川区）
  - 日清食品チルド（大阪市淀川区）
  - 日清食品冷凍（大阪市淀川区）
  - 日清シスコ（堺市堺区）
  - ぼんち（大阪市淀川区）
- 味覚糖（大阪市中央区）
- 扇雀飴本舗（大阪市中央区）
- パイン（大阪市天王寺区）
- ノーベル製菓（大阪市生野区）
- フルタ製菓（大阪市生野区）
- コリス（大阪市東淀川区）
  - ママリス（大阪市東淀川区）
- 前田製菓（堺市堺区）
- 浅田給食（八尾市）
- マルエス（堺市中区）
- 恩地食品（枚方市）
- くらこんホールディングス（枚方市）
  - くらこん（枚方市）
- 旭松食品（大阪市淀川区）[注釈 5]
- アイン食品（和泉市）
- かつらぎ本舗（和泉市）
- 向新（泉佐野市）
- チョーヤ梅酒（羽曳野市）
- タマノイ酢（堺市堺区）
- 松前屋（大阪市中央区）
- 日世（茨木市）
- ライフドリンク カンパニー（大阪市北区）
- YKベーキングカンパニー（大阪市東淀川区）

##### 繊維製品
- 東レ（大阪市北区）
- 帝人（大阪市北区）
  - 帝人フロンティア（大阪市北区）
- グンゼ（大阪市北区）[注釈 6]
- 東洋紡績（大阪市北区）
- ユニチカ（大阪市中央区）
- 倉敷紡績（大阪市中央区）[注釈 7]
- シキボウ（大阪市中央区）
- ダイワボウホールディングス（大阪市中央区）
- トーア紡コーポレーション（大阪市中央区）
- 日本毛織（大阪市中央区）
- 住江織物（大阪市中央区）
- オーミケンシ（大阪市中央区）
- 芦森工業（摂津市）
- 三起商行（八尾市）
- チュチュアンナ（大阪市中央区）
- アーバンリサーチ（大阪市西区）

##### 化学・医薬品
- 積水化学工業（大阪市北区）
- 住友化学（大阪市中央区）
- 住友精化（大阪市中央区）
- カネカ（大阪市北区）
- 日東電工（大阪市北区）
- 日本触媒（大阪市中央区）
- タキロンシーアイ（大阪市北区）
- ダイセル（大阪市北区）
- 石原産業（大阪市中央区）
- 日本合成化学工業（大阪市北区）
- エア・ウォーター（大阪市中央区）
- 大阪ソーダ（大阪市西区）
- 大塚化学（大阪市中央区）
- 堺化学工業（堺市堺区）
  - カイゲンファーマ（大阪市中央区)
- テイカ（大阪市中央区）
- 第一稀元素化学工業（大阪市住之江区）
- ダイゾー（大阪市港区）
- アサヒペン（大阪市鶴見区）
- コニシ（大阪市中央区）
- ダイトーケミックス（大阪市鶴見区）
- 大日本除虫菊（大阪市西区）
- 関西ペイント（大阪市中央区）
- 日本ペイントホールディングス（大阪市北区）
- 大日本塗料（大阪市此花区）
- ロックペイント（大阪市西淀川区）
- サカタインクス（大阪市西区）
- マンダム（大阪市中央区）
- ピアス（大阪市北区）
- 牛乳石鹸共進社（大阪市城東区）
- サンスター（高槻市）
- ロート製薬（大阪市生野区）
- 参天製薬（大阪市北区）
- 千寿製薬（大阪市中央区）
- 小林製薬（大阪市中央区）
- 武田薬品工業（大阪市中央区）
- 田辺三菱製薬（大阪市中央区）
- 塩野義製薬（大阪市中央区）
- 住友ファーマ（大阪市中央区）
- 小野薬品工業（大阪市中央区）
- アストラゼネカ（大阪市北区）
- バイエル薬品（大阪市北区）[注釈 8]
- 沢井製薬（大阪市淀川区）
- 東和薬品（門真市）
- 共和薬品工業（大阪市淀川区）
- ニプロ（大阪市北区）
  - ニプロファーマ（大阪市中央区）
- 常盤薬品工業（大阪市中央区）
- 扶桑薬品工業（大阪市中央区）
- マルホ（大阪市北区）
- 健栄製薬（大阪市中央区）
- 湧永製薬（大阪市淀川区）
- 丸石製薬（大阪市鶴見区）
- 大幸薬品（大阪市中央区）
- アルフレッサファーマ（大阪市中央区）
- 日本臓器製薬（大阪市中央区）
- 上野製薬（大阪市中央区）
- 森下仁丹（大阪市中央区）
- ピップ（大阪市中央区）
- ワダカルシウム製薬（大阪市都島区）
- 桃谷順天館（大阪市中央区）
  - 明色化粧品（大阪市中央区）
  - コスメテックジャパン（大阪市中央区）
- チッソ（大阪市北区）

##### 建設・土木
- 竹中工務店（大阪市中央区）
- 鴻池組（大阪市中央区）
- 錢高組（大阪市西区）
- 奥村組（大阪市阿倍野区）
- 高松コンストラクショングループ（大阪市淀川区）
  - 高松建設 （大阪市淀川区）
  - 金剛組（大阪市天王寺区） 世界最古の企業として知られる。
- 淺沼組（大阪市天王寺区）
- 松村組（大阪市北区）
- 南海辰村建設（大阪市浪速区）
- 住友電設（大阪市西区）
- ダイダン（大阪市西区）

##### 住宅・不動産業
- パナソニック ホームズ（豊中市）
- 積水ハウス（大阪市北区）
- 大和ハウス工業（大阪市北区）
- タカラスタンダード（大阪市城東区）
- 大建工業（大阪市北区）
- サンヨーホームズ（大阪市西区）

##### 流通・サービス
- 伊藤忠商事（大阪市北区）
  - 伊藤忠食品（大阪市中央区）
- 長瀬産業（大阪市西区）
- 阪和興業（大阪市中央区）
- 岩谷産業（大阪市中央区）
- 稲畑産業（大阪市中央区）
- 山善（大阪市西区）
- 因幡電機産業（大阪市中央区）
- シークス（大阪市中央区）
- 蝶理（大阪市中央区）
- 江綿（大阪市中央区）
- ヤギ（大阪市中央区）
- JFE商事（大阪市北区）
- 神鋼商事（大阪市西区）
- 茶谷産業（大阪市淀川区）
- オー・ジー（大阪市淀川区）
- KISCO（大阪市中央区）
- 堺商事（大阪市中央区）
- PALTAC（大阪市中央区）
- アスト（大阪市中央区）
- 日本総合研究所（大阪市西区）
- 船井総合研究所（大阪市中央区）
- ダスキン（吹田市）
- 髙島屋（大阪市中央区）
- エイチ・ツー・オー リテイリング（大阪市北区）
  - 阪急阪神百貨店（大阪市北区）
  - イズミヤ（大阪市西成区）
  - 阪急オアシス（豊中市）
- 近鉄百貨店（大阪市阿倍野区）
- 京阪百貨店（守口市）
- 東果大阪（大阪市東住吉区）
- エディオン（大阪市北区）[注釈 9]
- 上新電機（大阪市浪速区）
- マツヤデンキ（大阪市大正区）
- ライフコーポレーション（大阪市東淀川区）[注釈 10]
- 万代（東大阪市）
- サンディ（大阪市淀川区）
- カノー（大阪市鶴見区）
- コノミヤ（大阪市鶴見区）
- 光洋（茨木市）[注釈 11]
- コクミン（大阪市住之江区）
- キリン堂ホールディングス（大阪市淀川区）
  - キリン堂（大阪市淀川区）
- コーナン商事（大阪市淀川区）
- ロイヤルホームセンター（大阪市西区）
- 曲田商店（大阪市阿倍野区）
- SRSホールディングス（大阪市中央区）
- フジオフードシステム（大阪市北区）
  - ザ・どん[株式会社どん]（吹田市）
- 家族亭（大阪市中央区）
- がんこフードサービス（大阪市淀川区）
- グルメ杵屋（大阪市住之江区）
- くら寿司（堺市中区）
- あきんどスシロー（吹田市）
- 鳥貴族（大阪市浪速区）
- イートアンド（大阪市中央区）
- ハークスレイ（大阪市北区）
- ユー・エス・ジェイ（大阪市此花区）
- 国華園（和泉市）
- 豊興サービス（忠岡町）
- アトム電器[アトムチェーン本部]（羽曳野市）
- 尾家産業（大阪市北区）
- 日本流通産業（大阪市中央区）
- 阪南理美容（藤井寺市）
- フレンドリー（大東市）
- 南海部品（大阪市北区）
- ドウシシャ（大阪市中央区）
- あさひ（大阪市都島区）

##### 自動車およびその関連
- ダイハツ工業（池田市）
  - ダイハツディーゼル（大阪市北区）
- ジェイテクトプレシジョンベアリング（和泉市）
- NTN（大阪市西区）
- エクセディ（寝屋川市）
- ソフト99コーポレーション（大阪市中央区）
- モリタホールディングス（大阪市中央区）

##### 陸運・海運・空運・倉庫
- 西日本旅客鉄道（大阪市北区）
- 阪急阪神ホールディングス（大阪市北区）
  - 阪急電鉄（大阪市北区）
  - 阪急バス（豊中市）
  - 阪神電気鉄道（大阪市福島区）
  - 北大阪急行電鉄（豊中市）
  - 阪急阪神エクスプレス（大阪市北区）
- 京阪ホールディングス（大阪市中央区）
  - 京阪電気鉄道 （大阪市中央区）
- 南海電気鉄道（大阪市浪速区）
  - 南海バス（堺市堺区）
  - 泉北高速鉄道（和泉市）
  - 阪堺電気軌道（大阪市住吉区）
- 日本交通（大阪市西区）
- 近鉄グループホールディングス（大阪市天王寺区）
  - 近畿日本鉄道（大阪市天王寺区）
  - 近鉄バスホールディングス（大阪市天王寺区）
    - 近鉄バス（東大阪市）
- 大阪モノレール（吹田市）
- 水間鉄道（貝塚市）
- センコー （大阪市北区）
  - 大阪センコー運輸（高槻市）
- 鴻池運輸（大阪市中央区）
- サカイ引越センター（堺市堺区）
- アート引越センター（大阪市中央区）
- ジェイエア（池田市）
- Peach Aviation（泉南郡田尻町）
- 第一航空（八尾市）
- 朝日航空（八尾市）
- 住友倉庫（大阪市北区）
- 浪速運送（大阪市西区）

##### その他の産業
- 西日本電信電話（大阪市都島区）
- 西日本高速道路（大阪市北区）
- 関西電力（大阪市北区）
  - 関西電力送配電（大阪市北区）
  - オプテージ（大阪市北区）
- 大阪ガス（大阪市中央区）
- りそなホールディングス（大阪市中央区）[注釈 12]
  - りそな銀行（大阪市中央区）
  - 関西みらいフィナンシャルグループ（大阪市中央区）
    - 関西みらい銀行（大阪市中央区）
- 池田泉州ホールディングス（大阪市北区）
  - 池田泉州銀行（大阪市北区）
- 日本生命保険（大阪市中央区）
- 大同生命保険（大阪市西区）
- 住友生命保険（大阪市中央区）
- 三井住友カード（大阪市中央区）
- オリックス（大阪市西区）
- 大阪取引所（大阪市中央区）
- 岩井コスモホールディングス（大阪市中央区）
  - 岩井コスモ証券（大阪市中央区）
- さくらインターネット（大阪市中央区）
- フジキン（大阪市西区）
- サクラクレパス（大阪市中央区）
- コクヨ（大阪市東成区）
- オルファ（大阪市東成区）
- リヒトラブ（大阪市中央区）
- 小泉産業（大阪市中央区）
- ミズノ（大阪市住之江区）
- デサント（大阪市天王寺区）
- ゼット（大阪市天王寺区）
- モンベル（大阪市西区）
- タカラベルモント（大阪市中央区）
- 淀川製鋼所（大阪市中央区）
- 共英製鋼（大阪市北区）
- 丸一鋼管（大阪市西区）
- 大阪製鐵（大阪市大正区）
- 新家工業（大阪市中央区）
- 住友電気工業（大阪市中央区）
- モリタホールディングス（大阪市中央区）
- 日立造船（大阪市住之江区）
- 名村造船所（大阪市西区）
- サノヤスホールディングス（大阪市北区）
- 椿本チエイン（大阪市北区）
- レンゴー（大阪市北区）
- 朝日新聞社（大阪市北区）
- 読売新聞大阪本社（大阪市北区）
- MBSメディアホールディングス（大阪市北区）
  - 毎日放送（大阪市北区）
  - MBSラジオ（大阪市北区）
- 朝日放送グループホールディングス（大阪市福島区）
  - 朝日放送テレビ（大阪市福島区）
  - 朝日放送ラジオ（大阪市福島区）
- 関西テレビ放送（大阪市北区）
- 読売テレビ放送（大阪市中央区）
- テレビ大阪（大阪市中央区）
- ラジオ大阪（大阪市港区）
- エフエム大阪（大阪市浪速区）
- FM802（大阪市北区）
- タケモトピアノ（堺市堺区）
- 赤ちゃん本舗（大阪市中央区）
- 日本公文教育研究会（大阪市淀川区）
- 希学園（大阪市北区）
- ウィルウェイ・馬渕教室（大阪市北区）
- カルチュア・コンビニエンス・クラブ（枚方市）
  - Tポイント（枚方市）
- ロイヤルホテル（大阪市北区）
- 阪急阪神ホテルズ（大阪市北区）
- 近鉄・都ホテルズ（大阪市天王寺区）
- 日本文教出版（大阪市住吉区）
- ひかりのくに（大阪市天王寺区）
- マルカン｢旧サンライズ｣｢旧ニッソー｣（大阪市淀川区）
- ジェックス（東大阪市）
- ドギーマンハヤシ（大阪市東成区）
- 日建設計シビル（大阪市中央区）
- アルナ車両（摂津市）
- 近畿車輛（東大阪市）
- フェザー安全剃刀（大阪市北区）
- ベルコ（池田市）
- ハクキンカイロ（大阪市西区）
- アサヒサイクル　旧山口自転車（堺市美原区）
- 海洋堂 （門真市）
- 石川特殊特急製本（大阪市中央区）

##### 財団法人、社団法人等
- 日本高等学校野球連盟（大阪市西区）
- 交通文化振興財団（大阪市淀川区）
- オール日本スーパーマーケット協会（大阪市淀川区）

## 生活

### 警察
- 大阪府警察

### 医療・福祉
- 大阪維新の会は、大阪がん循環予防センターの協力を得て、レセプトデータの分析結果を下に、医療サービス向上の為に必要な予算を捻出する為、病院の経営の見直しを行った[45]。
- 2019年に全国で初めて「小児がん患者の治療費」を公費で負担する制度が、確立された。大阪重粒子線センターでは、放射線をがん細胞に集中して当てる重粒子線治療を行っているが、「小児がん患者の治療費」は、現在、公的医療保険が適用されていない[46]。

### マスメディア

#### 新聞社・通信社

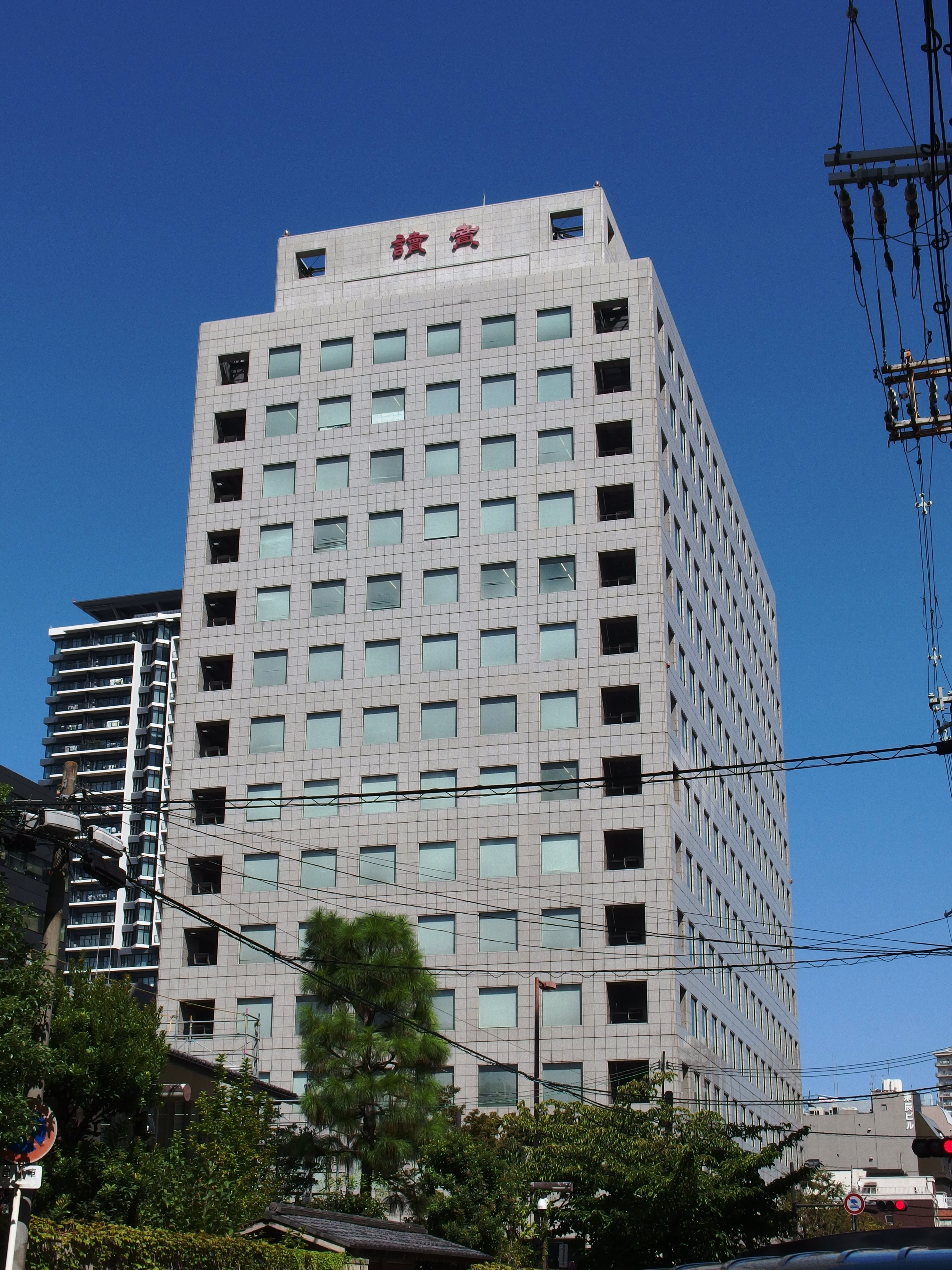
読売新聞大阪本社
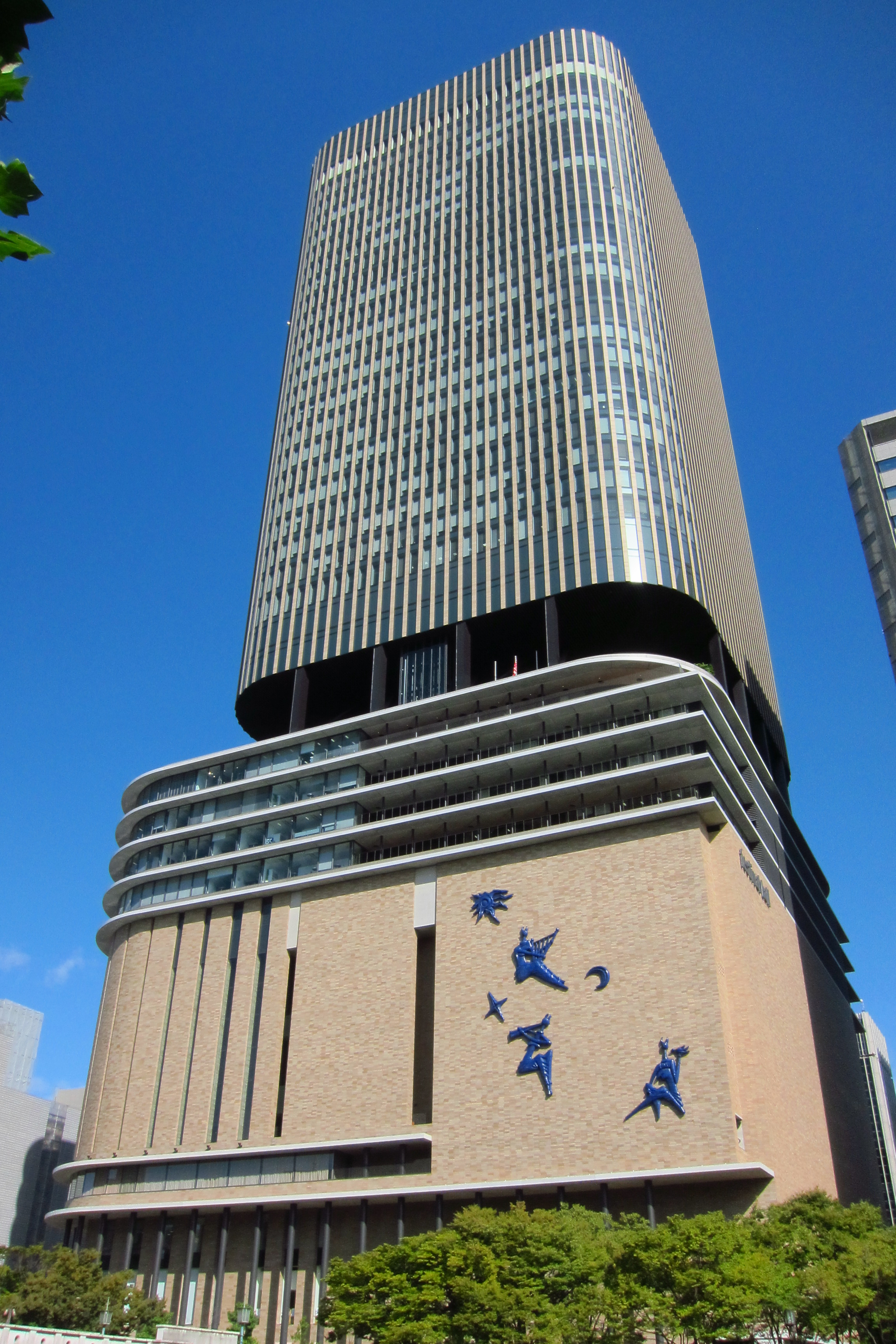
朝日新聞大阪本社
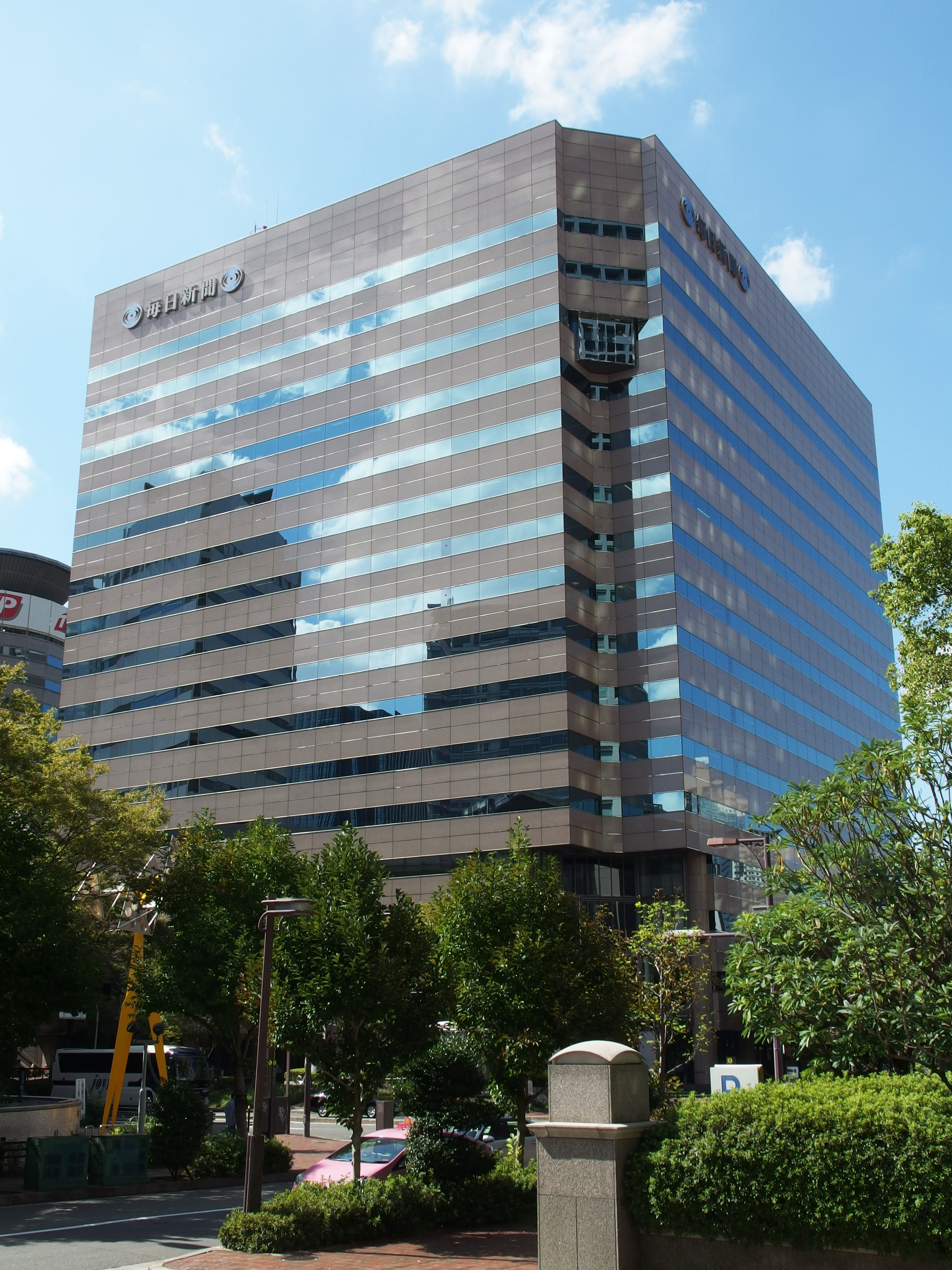
毎日新聞大阪本社
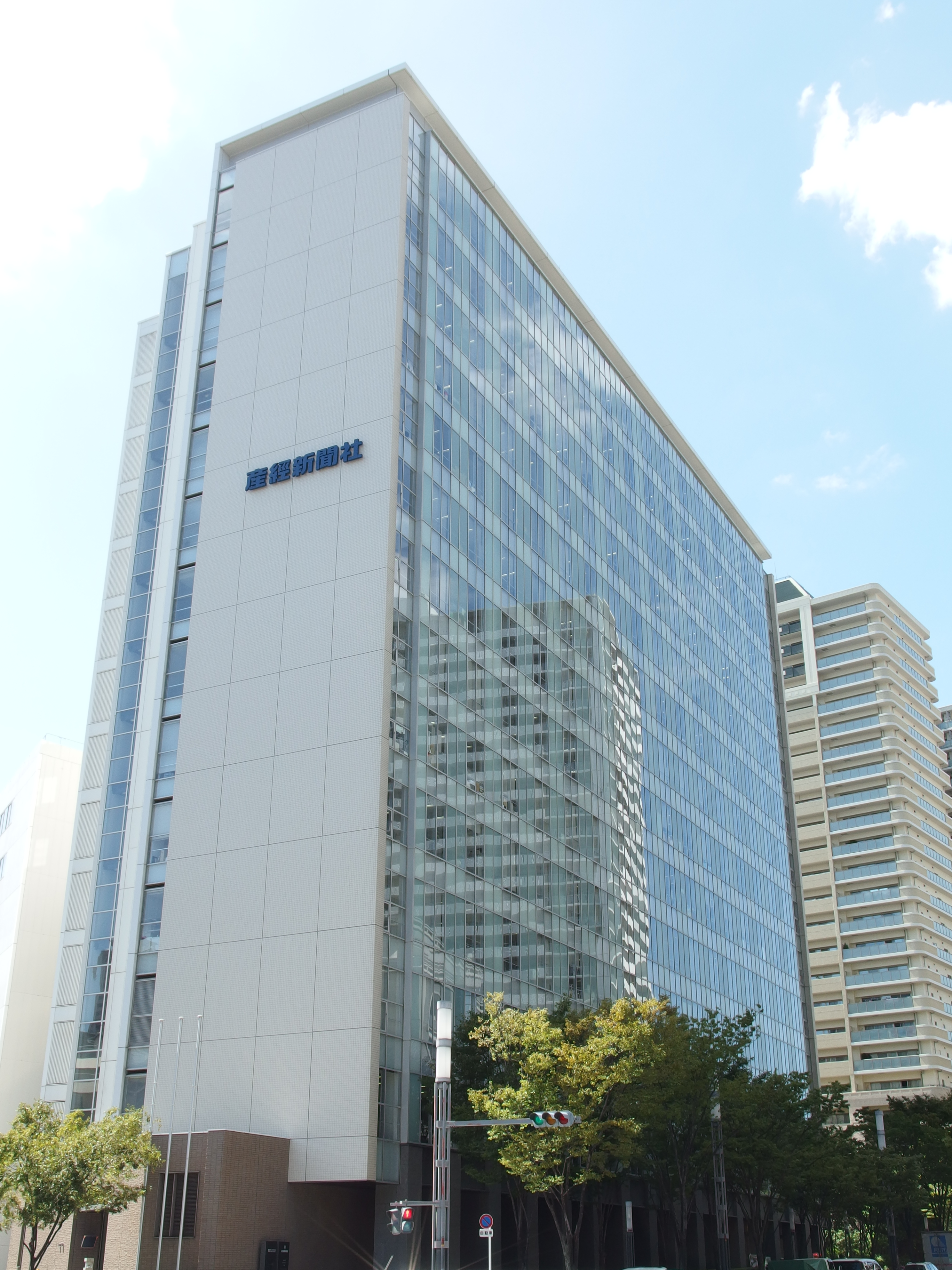
産経新聞大阪本社（産経新聞、サンケイスポーツ）
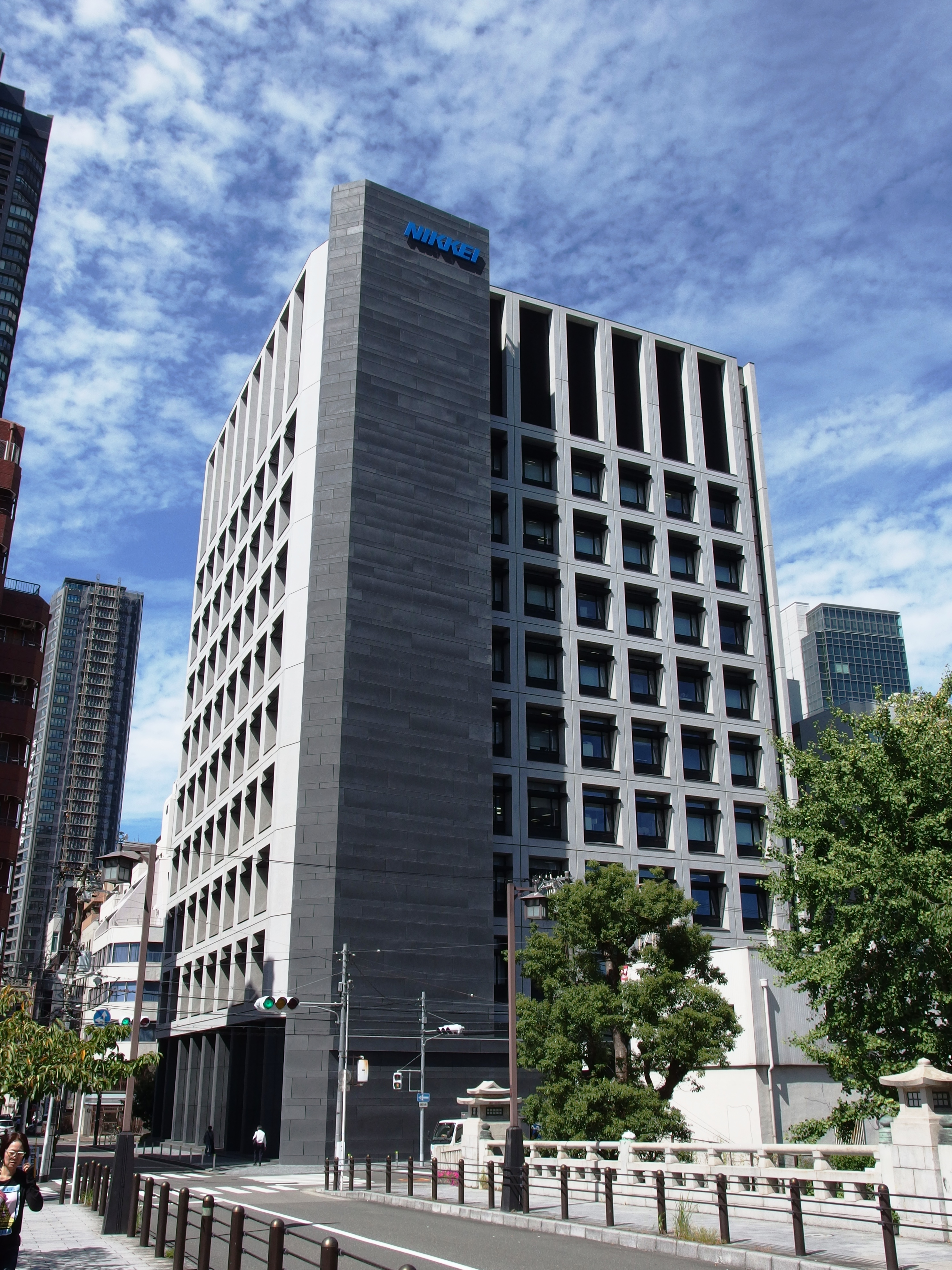
日本経済新聞大阪本社
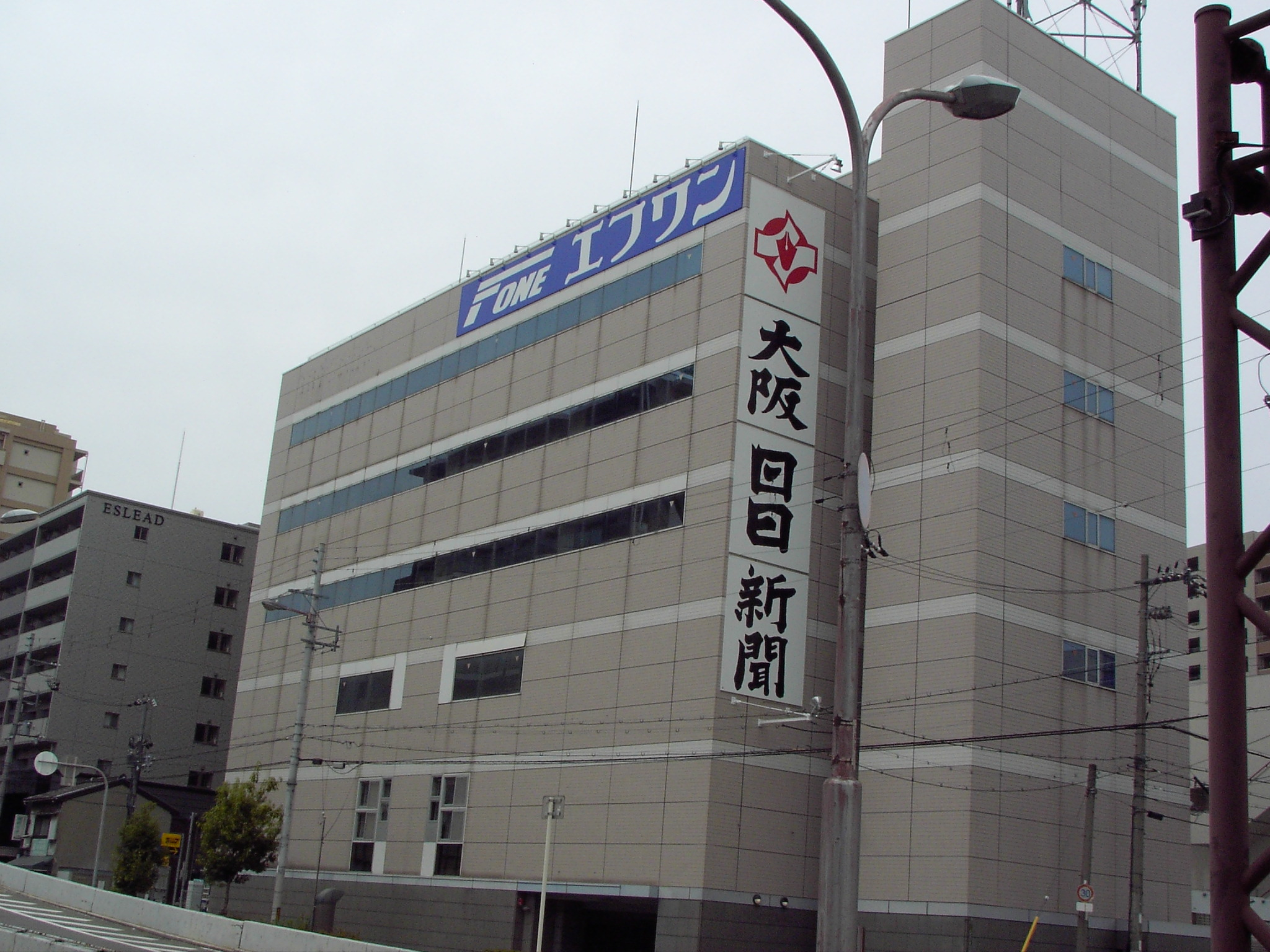
新日本海新聞社大阪本社（大阪日日新聞）
- 報知新聞大阪本社（スポーツ報知）
- 日刊スポーツ新聞大阪本社
- スポーツニッポン新聞大阪本社
- 共同通信社大阪支社
- 時事通信社大阪支社
- ロイター通信社大阪支局
- ブルームバーグ大阪支局

- 読売新聞大阪本社
- 朝日新聞大阪本社
- 毎日新聞大阪本社
- 産経新聞大阪本社
- 日本経済新聞大阪本社
- 大阪日日新聞

#### 放送局
全国ネットの番組はもちろんのこと、関西2府4県向けのローカル番組も積極的に制作している局が多い。ほとんどが全国ネットワークにおける準キー局に位置付けられている。

##### 広域放送・県域放送・外国語放送
- NHK大阪放送局（総合テレビ 1ch・教育テレビ 2ch・ラジオ第1 666 kHz・ラジオ第2 828 kHz・FM 88.1 MHz）
- 毎日放送 (MBS) テレビ4ch（TBS・JNN系）
  - MBSラジオAM1179kHz・FM90.6MHz（JRN/NRN系 2021年に毎日放送から分社）
- 朝日放送 (ABC)グループ テレビ・ラジオはそれぞれ2018年に分社
  - 朝日放送テレビ6ch（テレビ朝日・ANN系）
  - 朝日放送ラジオAM1008kHz・FM93.3MHz（JRN/NRN系）
- 関西テレビ放送 8ch（KTV・フジテレビ・FNN/FNS系）
- 読売テレビ放送 10ch（ytv・日本テレビ・NNN/NNS系）
- テレビ大阪 7ch（TVO・テレビ東京・TXN系）
- ラジオ大阪（OBC）AM1314 kHz・FM91.9MHz（NRN系）
- エフエム大阪 85.1 MHz（TOKYO FM・JFN系）
- FM802 80.2 MHz（J-WAVE・JFL系）
  - FM COCOLO 76.5 MHz （FM802が兼営）

放送対象地域はNHK大阪（総合・FM）、テレビ大阪とエフエム大阪、FM802は大阪府内のみ。FM COCOLOは府内では大阪市・堺市・東大阪市・関西国際空港。他は近畿広域圏（2府4県）。NHK・読売テレビを除くテレビ局は、民放テレビが1局しかない徳島県でもほとんどのケーブルテレビで配信されている。
地上デジタルテレビ・FMラジオの親局送信所・およびFM補完放送のメイン中継局については、大阪府以外も放送対象地域に含む各局は生駒山に置かれている。NHK大阪放送局の総合テレビも府域放送であるが生駒山に設置されている。大阪府のみが放送対象地域の局は、テレビ大阪は生駒山の西麓に、FM各局は大東市の飯盛山に共同設置されている。
大阪府内におけるradikoでのラジオ聴取は大阪府内に所在する局に加え、ラジオ関西・Kiss FM KOBE・KBS京都も、無料聴取が可能となっている。

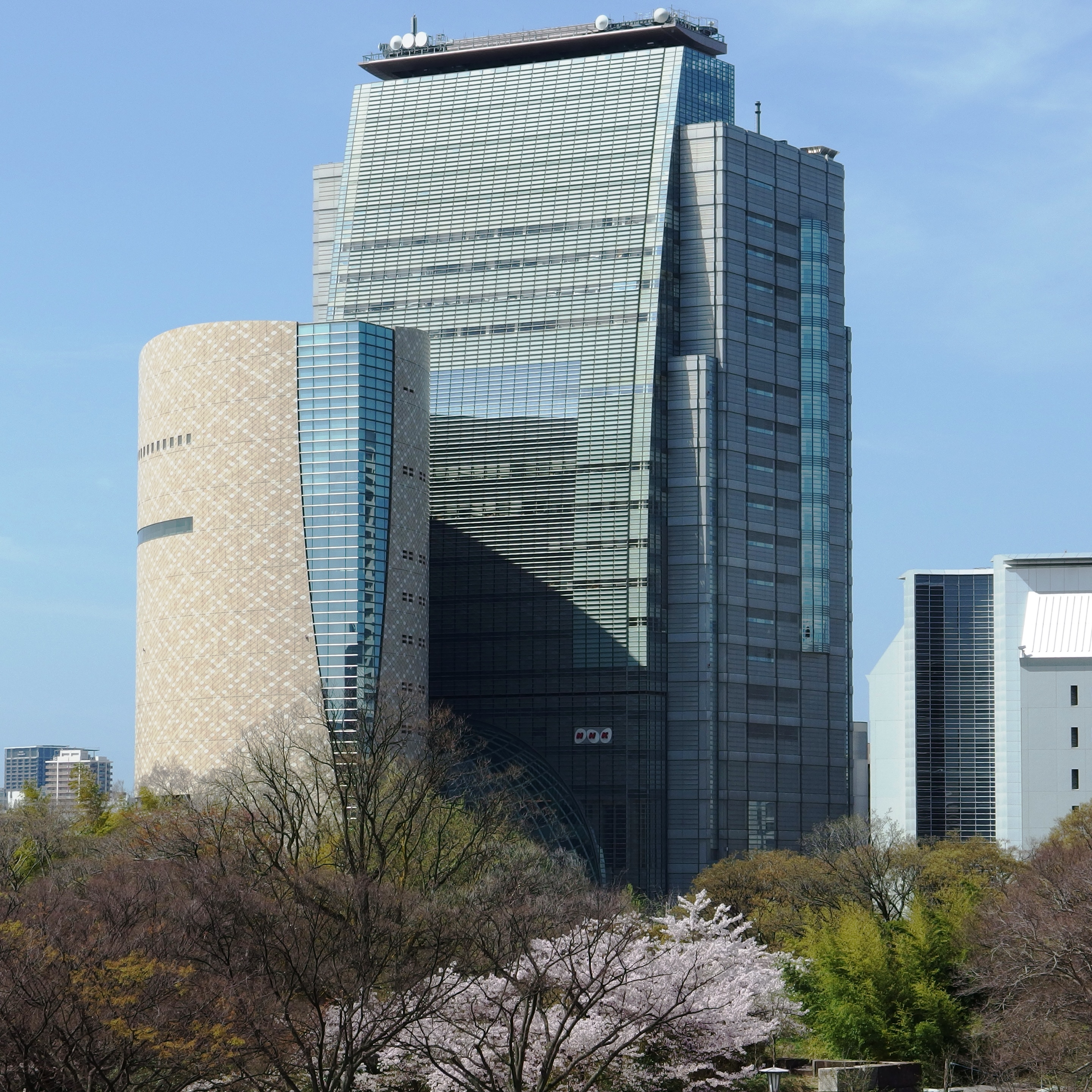
NHK大阪放送局
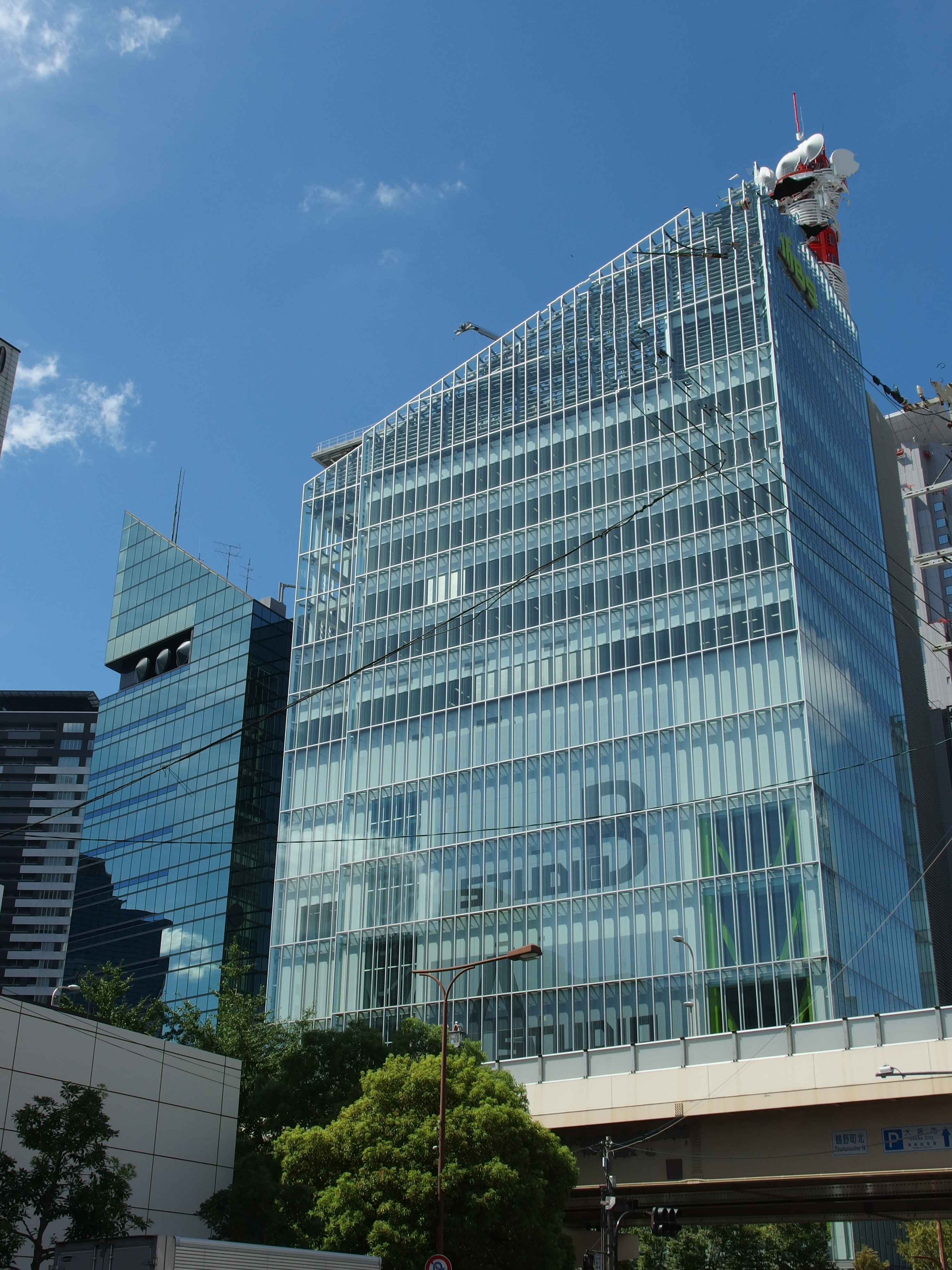
毎日放送
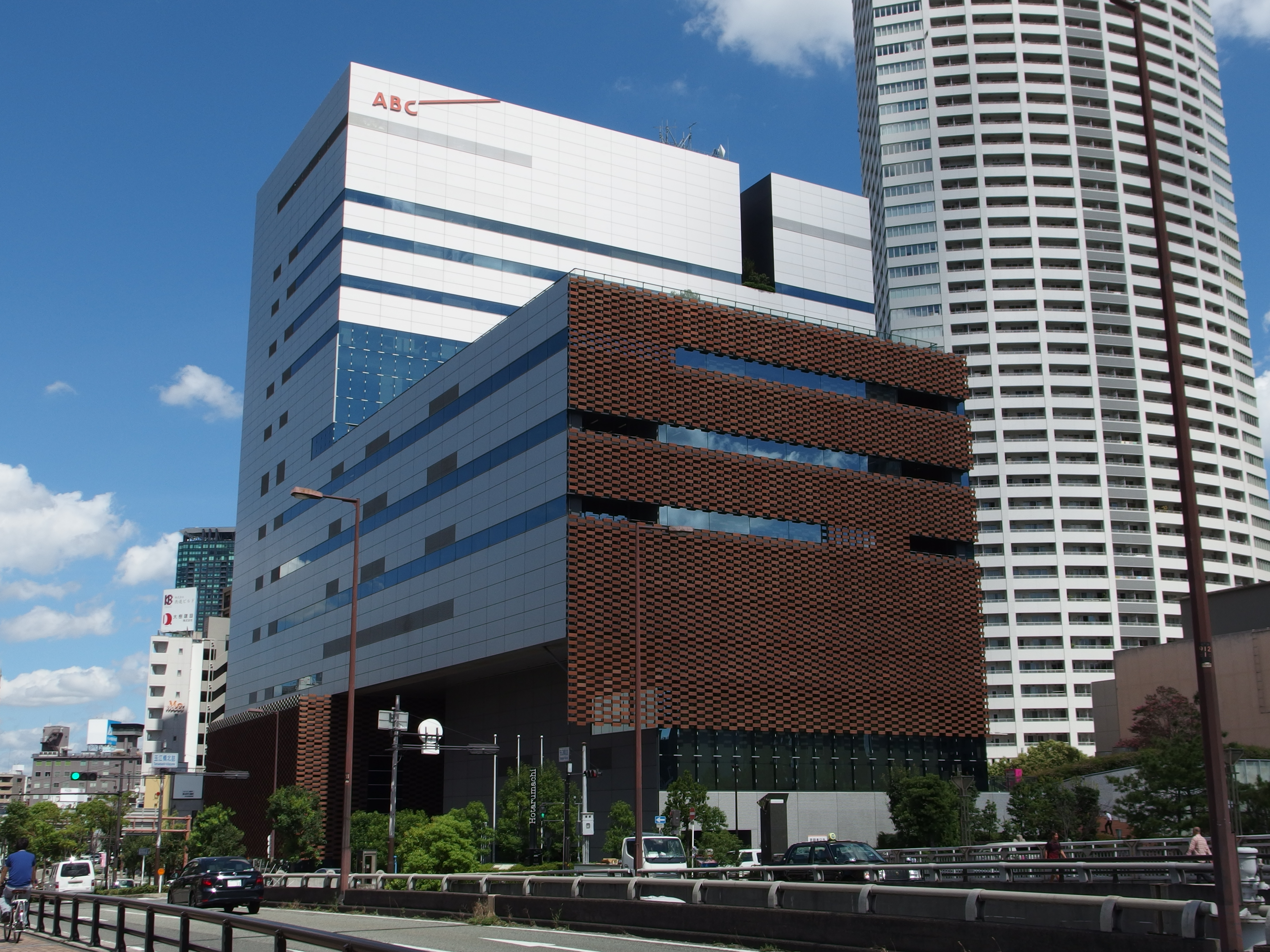
朝日放送
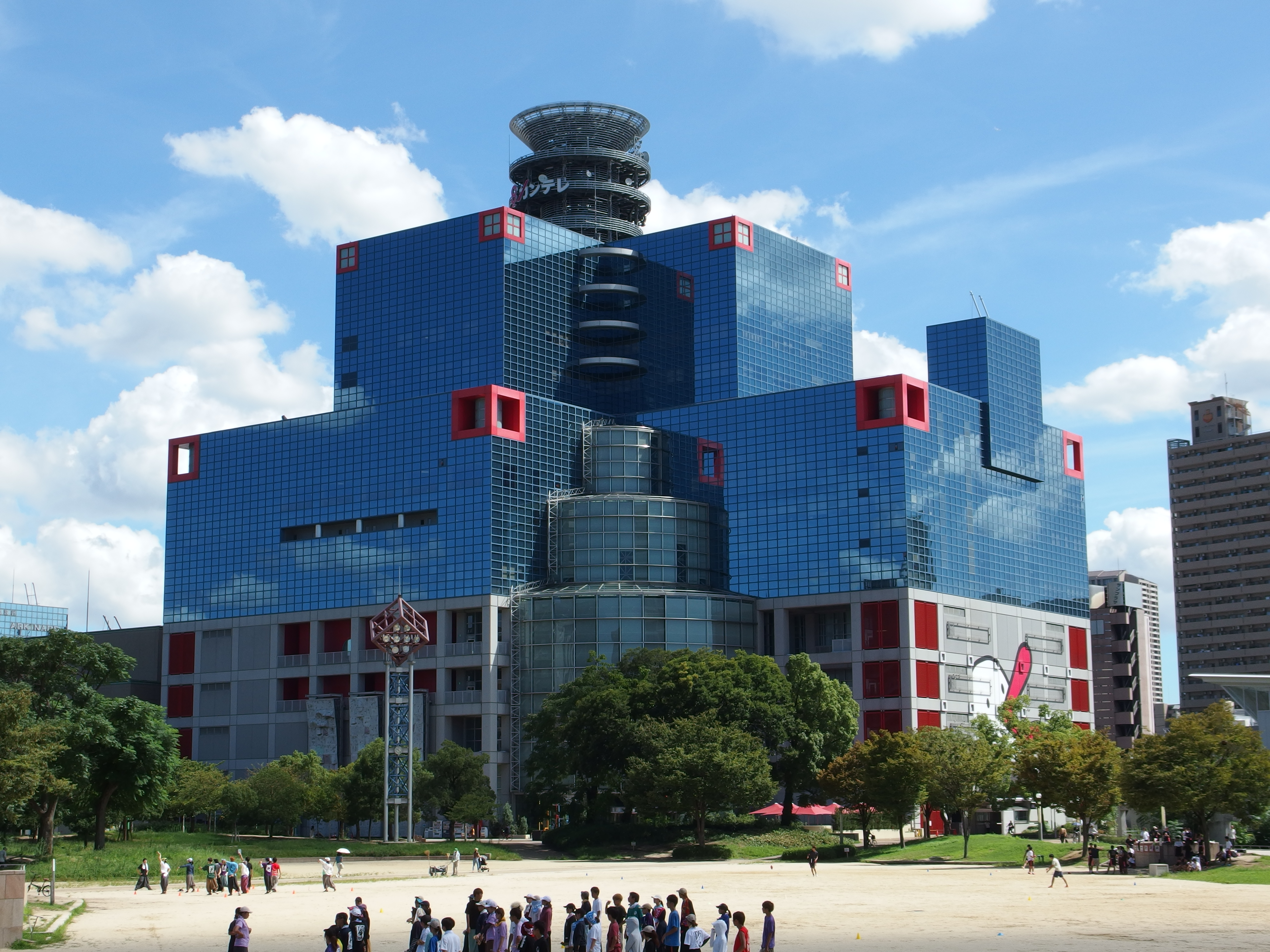
関西テレビ放送
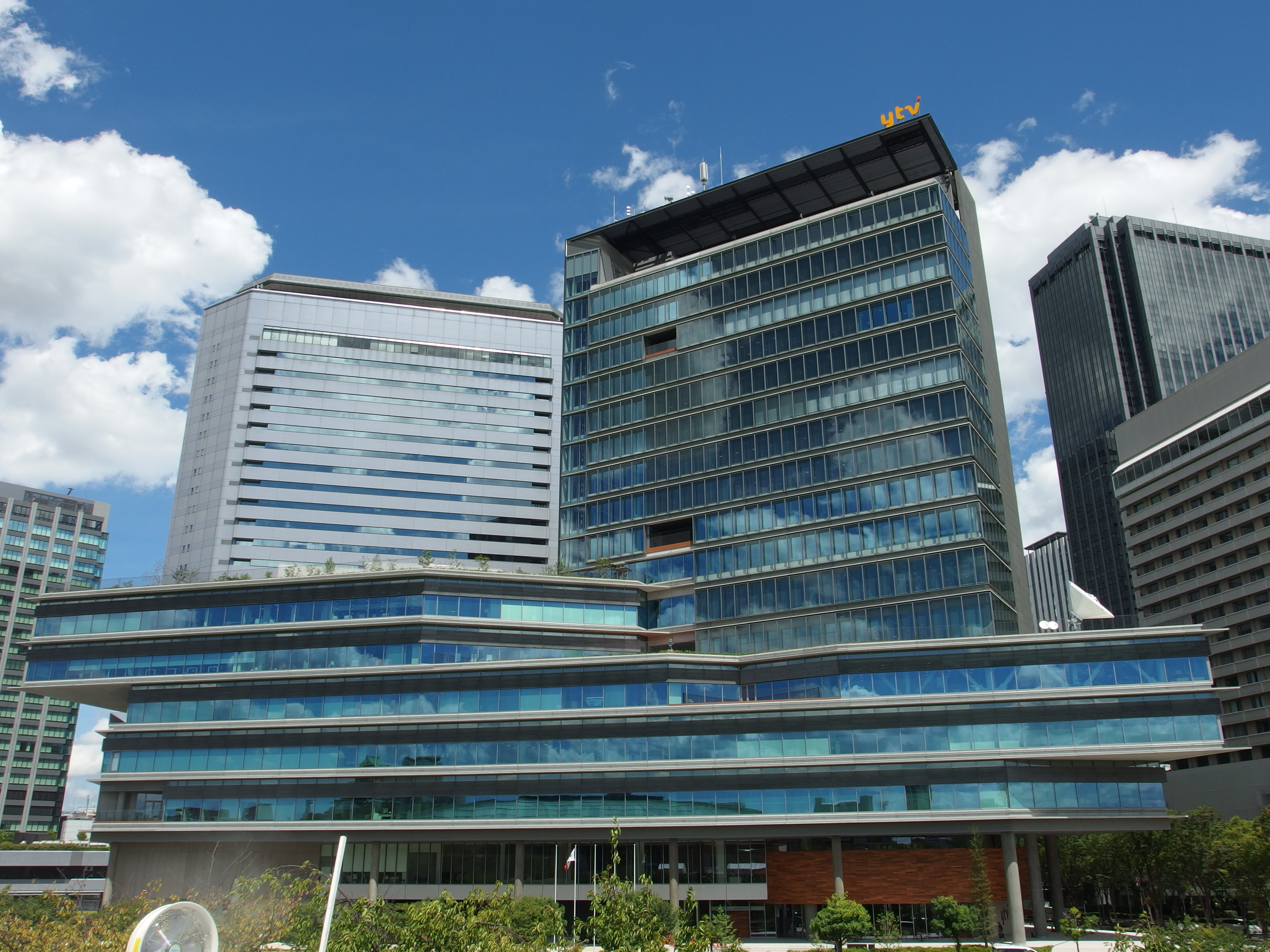
讀賣テレビ放送
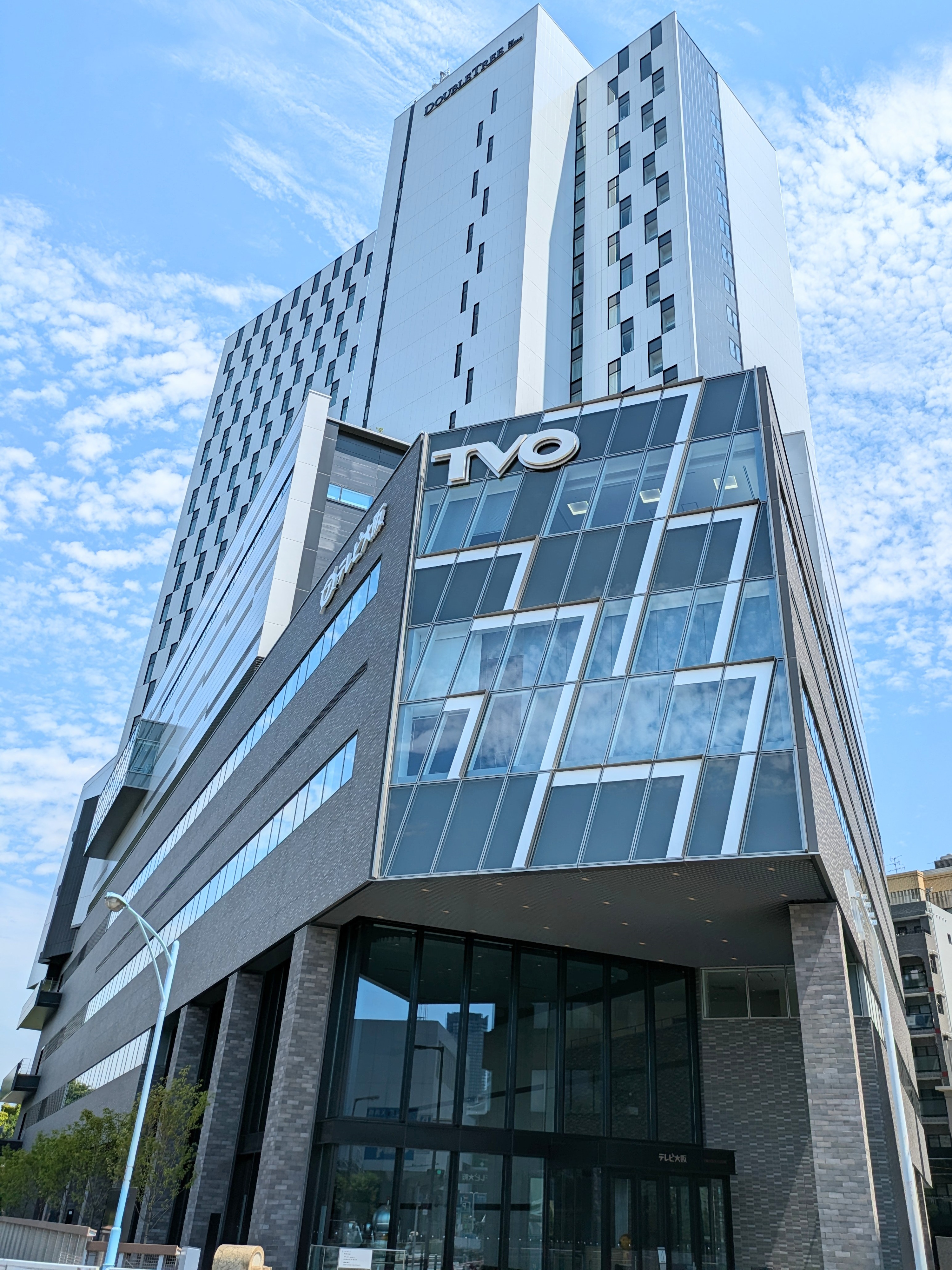
テレビ大阪
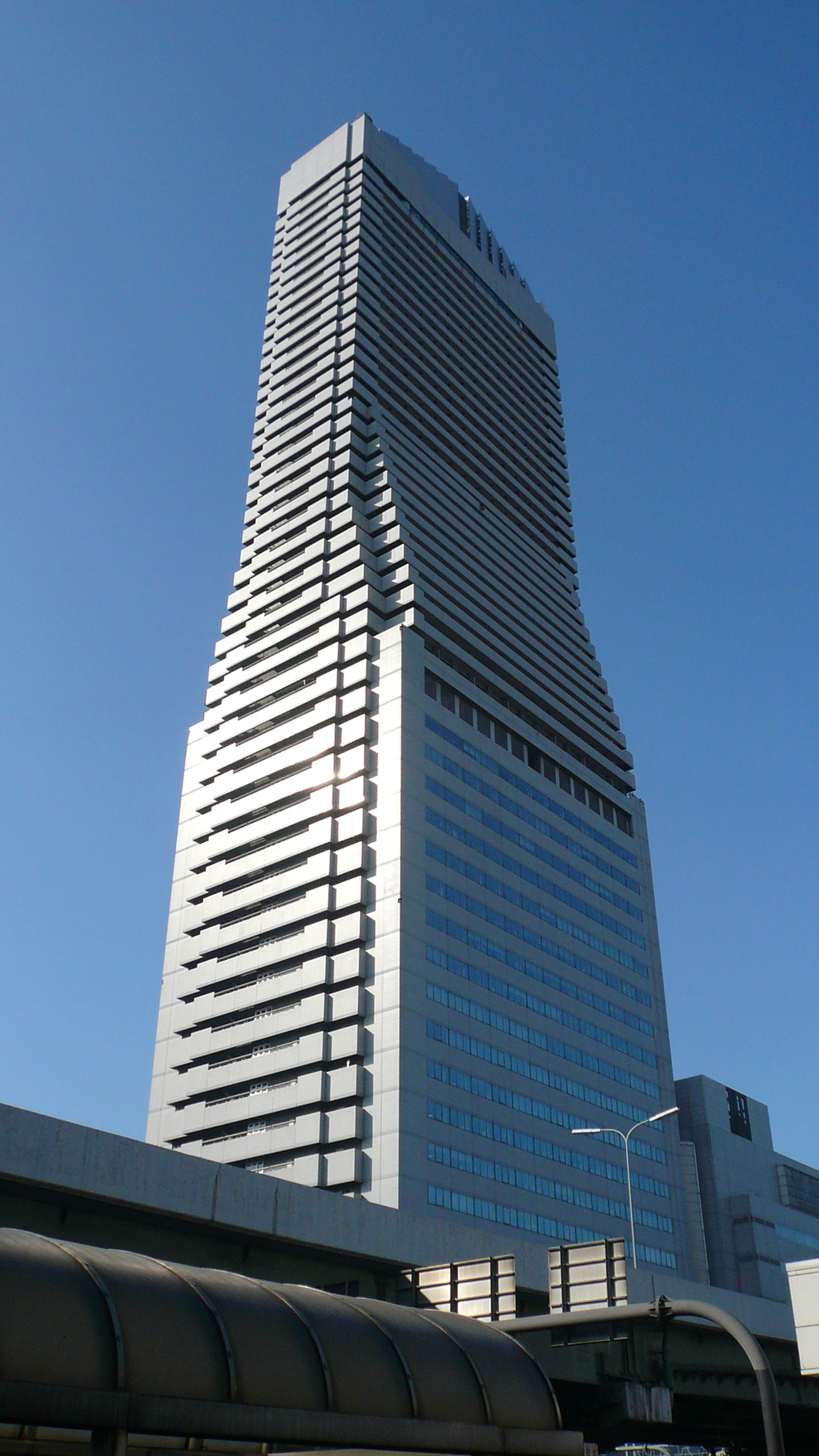
大阪放送
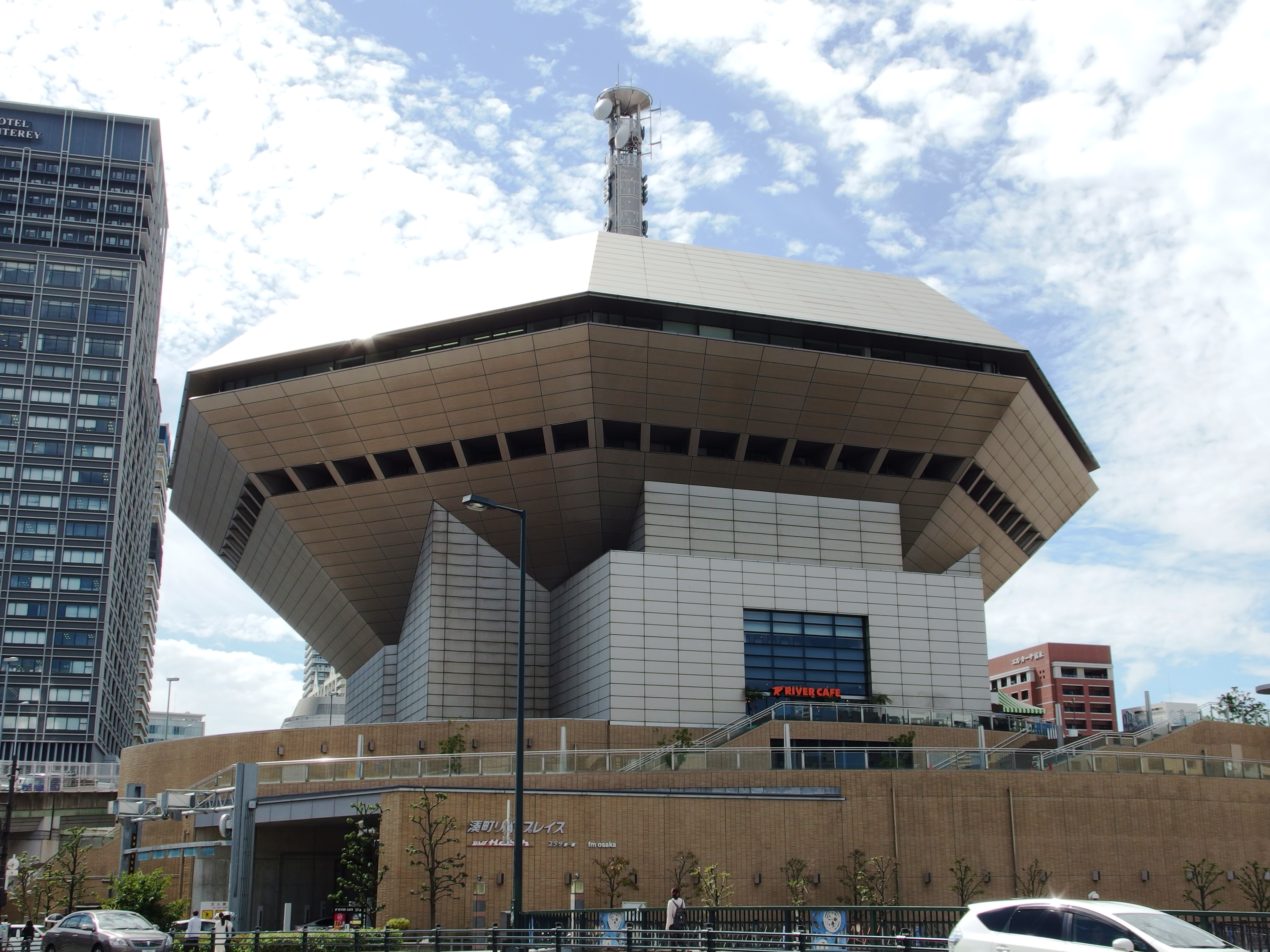
エフエム大阪
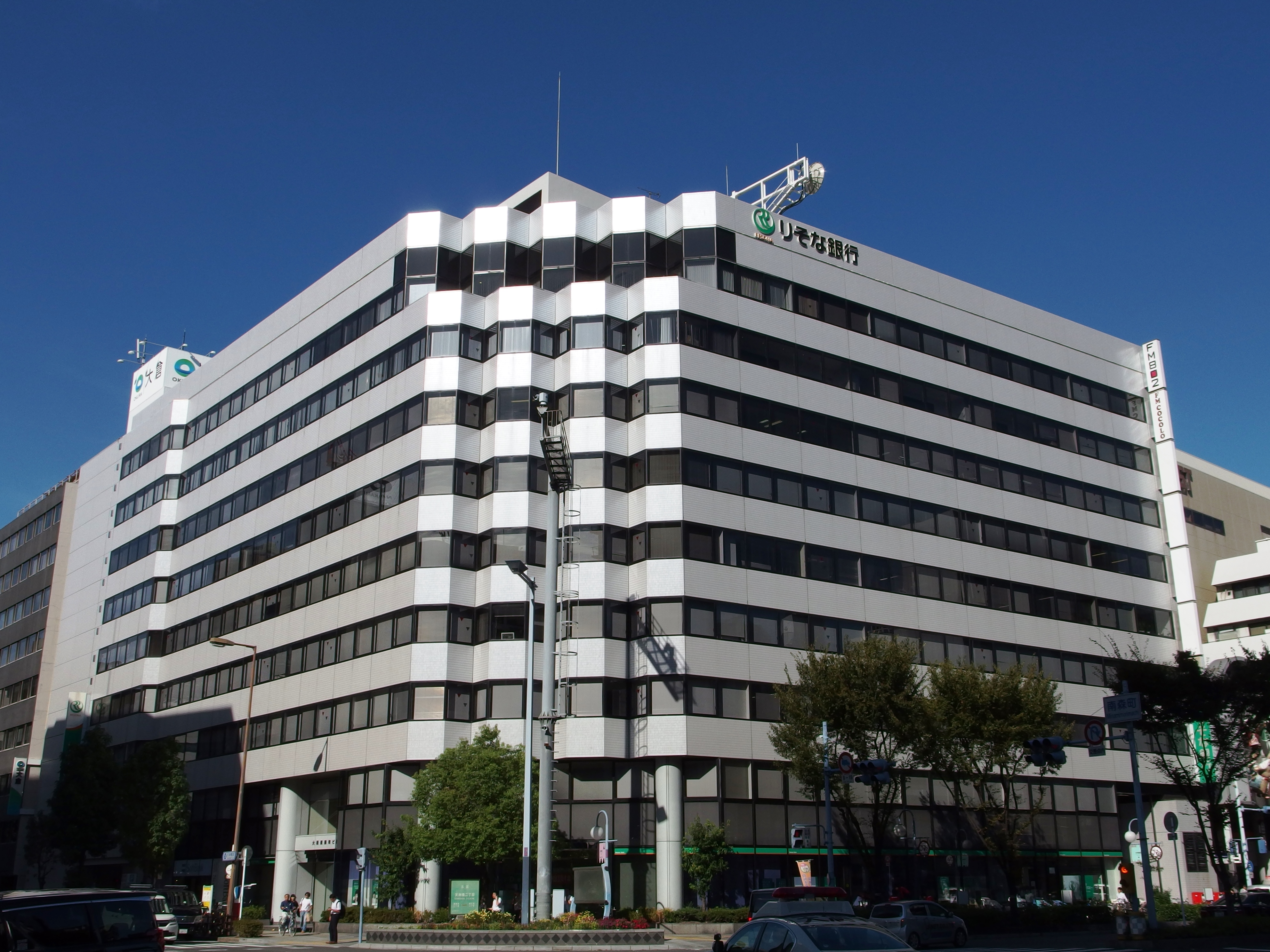
FM802、FM COCOLO

##### コミュニティ放送
- エフエムキタ
- エフエムちゅうおう
- 箕面FMまちそだて
- 千里ニュータウンFM放送
- エフエムもりぐち
- やおコミュニティ放送
- エフエム泉大津
- ラヂオきしわだ

#### ケーブルテレビ
大阪府において業務を行うケーブルテレビは合従連衡が進み、以下のグループに集約されている。
- 株式会社ジェイコムウエスト（旧ジェイコム関西） - 大阪市天王寺区ほか
- J:COM 北摂（旧北摂ケーブルネット株式会社） - 箕面市ほか
- J:COM 大阪セントラル（旧ケーブルウエスト株式会社大阪セントラル社） - 大阪市中央区ほか
- J:COM 吹田（旧吹田ケーブルテレビジョン株式会社） - 吹田市
- J:COM 豊中・池田（旧豊中・池田ケーブルネット株式会社） - 豊中市ほか
- J:COM 高槻（旧高槻ケーブルネットワーク株式会社） - 高槻市
- J:COM 東大阪（旧東大阪ケーブルテレビ株式会社） - 東大阪市
- J:COM 北河内（旧北河内ケーブルネット株式会社） - 四條畷市ほか
- 株式会社ベイ・コミュニケーションズ - 大阪市福島区ほか
- 株式会社テレビ岸和田 - 岸和田市および泉北郡忠岡町
- 近鉄ケーブルネットワーク株式会社 - 四條畷市田原地区（eo光テレビと提携）
- 株式会社ケイ・オプティコム - 四條畷市田原地区を除く府内全域（提供名：eo光テレビ）

大阪府内でHFC方式のケーブルテレビが視聴できないのは高石市、豊能郡（能勢町・豊能町）、南河内郡（河南町・太子町・千早赤阪村）、枚方市と茨木市の山間部のみ。これらの地域には代替としてFTTH方式のeo光テレビが視聴できる。枚方市はかつてケイ・キャットが提供していたがケイ・オプティコムとの合併、HFC設備の老朽化により提供廃止。

## 教育
- 大阪府は、「私立高校は原則無償化」されている。大阪維新の会は、「大阪府議会議員の定数削減」や「問題のある職員を処分する」などをし、予算を確保し、無償化を実現した[47]。
- 大阪府内の大学間の交流、大阪経済界との交流、大阪府内の高校との交流、インターンシップの普及などを目的とした組織として、大学コンソーシアム大阪がある。また、南大阪地域の大学・短期大学による同様の組織として、南大阪地域大学コンソーシアムがある。

### 大学

#### 国立大学法人
- 大阪大学（2007年10月1日、大阪外国語大学と統合[注釈 13]）
- 大阪教育大学
- 総合研究大学院大学 吹田キャンパス

#### 公立大学法人
- 大阪公立大学（2022年4月、大阪府立大学と大阪市立大学が統合[注釈 14]）

#### 私立大学
- 藍野大学
- 追手門学院大学
- 大阪青山大学
- 大阪医科薬科大学
- 大阪音楽大学
- 大阪学院大学
- 大阪河﨑リハビリテーション大学
- 大阪経済大学
- 大阪経済法科大学
- 大阪芸術大学
- 大阪工業大学
- 大阪国際大学
- 大阪産業大学
- 大阪歯科大学
- 大阪樟蔭女子大学
- 大阪商業大学
- 大阪女学院大学
- 大阪成蹊大学
- 大阪総合保育大学
- 大阪体育大学
- 大阪電気通信大学
- 大阪常磐会大学
- 大阪人間科学大学
- 大阪観光大学
- 大阪大谷大学
- 関西大学
- 関西医科大学
- 関西外国語大学
- 関西医療大学
- 関西福祉科学大学
- 近畿大学
- グロービス経営大学院大学（大阪校）
- 四條畷学園大学
- 四天王寺大学
- 摂南大学
- 千里金蘭大学
- 相愛大学
- 太成学院大学
- 帝塚山学院大学
- 梅花女子大学
- 羽衣国際大学
- 阪南大学
- 東大阪大学
- 平安女学院大学
- 桃山学院大学
- 桃山学院教育大学
- 森ノ宮医療大学
- 大和大学
- 立命館大学（大阪いばらきキャンパス）
- 名古屋商科大学大学院（大阪うめきたキャンパス）
- 滋慶医療科学大学
- 国際ファッション専門職大学
- 大阪国際工科専門職大学

#### 外国大学分校
- テンプル大学ジャパンキャンパス（大阪駅前第3ビル）
- 同済大学（立命館孔子学院大阪学堂）
- 上海外国語大学（大阪産業大学孔子学院）
- 北京語言大学（関西外国語大学孔子学院）
- カーネギーメロン大学エンターテイメントテクノロジーセンター（大阪市住之江区南港：アジア太平洋トレードセンター (ATC) 内）

このほか復旦大学が拠点を開設予定、との報道があった。

### 短期大学
- 藍野大学短期大学部
- 大阪音楽大学短期大学部
- 大阪学院大学短期大学部
- 大阪キリスト教短期大学
- 大阪芸術大学短期大学部
- 大阪健康福祉短期大学
- 大阪国際大学短期大学部
- 大阪女学院短期大学
- 大阪信愛学院短期大学
- 大阪成蹊短期大学
- 大阪総合保育大学短期大学部
- 大阪千代田短期大学
- 大阪常磐会大学短期大学部
- 大阪夕陽丘学園短期大学
- 大手前短期大学
- 関西外国語大学短期大学部
- 関西女子短期大学
- 近畿大学短期大学部
- 堺女子短期大学
- 四條畷学園短期大学
- 四天王寺大学短期大学部
- 東大阪大学短期大学部

### 専門学校
- 大阪府専修学校一覧

### 高等専門学校
- 大阪公立大学工業高等専門学校

### 高等学校
- 大阪府高等学校一覧

### 中学校
- 大阪府中学校一覧

### 小学校
- 大阪府小学校一覧

### 幼稚園
- 大阪府幼稚園一覧

### 特別支援学校
- 大阪府特別支援学校一覧

### 学会
- 日本家庭医療学会 - 主たる事務所が西区に存在する

### 文部科学省認可外の教育施設
- 大阪聖書学院

## 交通

### 鉄道
河南町、太子町、千早赤阪村、能勢町を除く全自治体に鉄道駅が存在し、府内の鉄道路線は全て電化されている。ただし、西日本旅客鉄道（JR西日本）の特急「はまかぜ」、「ひだ」、「スーパーはくと」は、大阪府外で非電化区間を通るため気動車が使用されている。
JRの路線は神奈川県・香川県・滋賀県と同じくすべて幹線で、地方交通線は存在しない。なお、JR西日本の大阪近郊区間を中心としたアーバンネットワークエリアでは、IC乗車カードの「ICOCA」が導入されている（一部路線・区間を除く）。
大阪府内の鉄道路線網は私鉄の割合が大きく、「私鉄王国・関西」と呼ばれる。また、それら在阪の電鉄各社は百貨店やホテルなどの多角的な経営を行っている。さらに2006年10月には阪急と阪神が経営統合し、阪急阪神東宝グループが誕生した。私鉄各社や大阪市高速電気軌道 (Osaka Metro) などでは、関西共通カードシステム「スルッとKANSAI」「PiTaPa」（いずれも一部路線・区間を除く）が利用可能である。また、自動改札機の整備率は高く、北千里駅は日本で初めて設置された駅である。全国で唯一、全ての鉄軌道線で交通系ICカード全国相互利用サービスに対応したICカードが使える都道府県である。
新幹線の駅は新大阪駅が府内で唯一である。ただし、高槻市や枚方市などの北東部地域では、東海道新幹線への乗り継ぎは京都府の京都駅を利用するのが主流となっている(主に東京などの首都圏や名古屋などの中京圏など東方面に向かう場合)。大阪市内を走るOsaka Metro御堂筋線やJR大阪環状線沿線には複数のターミナル駅が形成され、府内広域へのアクセスのみならず、隣接府県へのアクセス拠点にもなっている。例えば、梅田地区の鉄道駅（大阪駅、梅田駅など）は西日本最大のターミナル駅であり、神戸市・京都市のそれぞれの繁華街へは、三宮まで最短約20分（JR利用）、四条河原町（阪急利用）まで約40分で行くことができる。

大阪圏鉄道網図

#### ターミナル駅
- 梅田周辺6駅（JR：大阪駅・北新地駅、Osaka Metro：梅田駅・西梅田駅・東梅田駅、阪急：大阪梅田駅、阪神：大阪梅田駅）
- 新大阪駅（JR、Osaka Metro）
- 難波周辺4駅（JR:JR難波駅、Osaka Metro：難波駅3線、南海：難波駅、近鉄・阪神：大阪難波駅）
- 天王寺周辺4駅（JR：天王寺駅、近鉄：大阪阿部野橋駅、Osaka Metro：天王寺駅2線、阪堺:天王寺駅前停留所）
- 京橋駅（JR、京阪、Osaka Metro）

#### 大阪府内の連絡
- 西日本旅客鉄道
  - 大阪環状線（天王寺駅 - 新今宮駅）
  - 桜島線（JRゆめ咲線）（西九条駅 - 桜島駅）
  - 関西空港線（日根野駅 - 関西空港駅）※りんくうタウン駅 - 関西空港駅間は新関西国際空港所有。
  - おおさか東線（新大阪駅 - 久宝寺駅）※全区間が大阪外環状鉄道所有。
  - 阪和線(羽衣支線)（鳳駅 - 東羽衣駅）

- 大阪市高速電気軌道
  - 御堂筋線（江坂駅 - 中百舌鳥駅）※軌道。
  - 谷町線（大日駅 - 八尾南駅）※軌道。
  - 四つ橋線（西梅田駅 - 住之江公園駅）※軌道。
  - 中央線（夢洲駅 - 長田駅）※大阪港駅 - 長田駅間は軌道。夢洲駅 - 大阪港駅間は大阪港トランスポートシステム所有。
  - 千日前線（野田阪神駅 - 南巽駅）※軌道。
  - 堺筋線（天神橋筋六丁目駅 - 天下茶屋駅）※軌道。
  - 長堀鶴見緑地線（大正駅 - 門真南駅）※軌道。
  - 今里筋線（井高野駅 - 今里駅）※軌道。
  - 南港ポートタウン線（コスモスクエア駅 - 住之江公園駅）※案内軌条式。トレードセンター前駅 - 中ふ頭駅間およびフェリーターミナル駅 - 住之江公園駅間は軌道。コスモスクエア駅 - トレードセンター前駅間は大阪港トランスポートシステム所有。
- 北大阪急行電鉄
  - 南北線（江坂駅 - 箕面萱野駅）※箕面萱野駅方面一部区間は軌道。
- 阪急電鉄
  - 千里線（天神橋筋六丁目駅 -  北千里駅）
  - 箕面線（石橋阪大前駅 - 箕面駅）
- 大阪モノレール
  - 大阪モノレール線（大阪空港駅 - 門真市駅）※軌道。
  - 国際文化公園都市モノレール線（万博記念公園駅 - 彩都西駅）※軌道。
- 京阪電気鉄道
  - 交野線（枚方市駅 - 私市駅）
  - 中之島線（中之島駅 - 天満橋駅）※中之島高速鉄道所有。
- 近畿日本鉄道
  - 難波線（大阪上本町駅 - 大阪難波駅）
  - 信貴線（河内山本駅 - 信貴山口駅）
  - 西信貴鋼索線（信貴山口駅 - 高安山駅）※鋼索。
  - 道明寺線（道明寺駅 - 柏原駅）
  - 長野線（古市駅 - 河内長野駅）
- 阪堺電気軌道
  - 阪堺線（恵美須町停留場 - 浜寺駅前停留場）※軌道。
  - 上町線（天王寺駅前停留場 - 住吉停留場）※軌道。
- 南海電気鉄道
  - 高師浜線（羽衣駅 - 高師浜駅）
  - 空港線（泉佐野駅 - 関西空港駅）※りんくうタウン駅 - 関西空港駅間は新関西国際空港所有。
  - 多奈川線（みさき公園駅 - 多奈川駅）
  - 泉北線（中百舌鳥駅 - 和泉中央駅）
- 水間鉄道
  - 水間線（貝塚駅 - 水間観音駅）

#### 隣接府県への連絡
- 兵庫県方面へ
  - 西日本旅客鉄道
    - 山陽新幹線（新大阪駅）
    - 東海道本線（JR神戸線）（塚本駅まで）
    - JR東西線（京橋駅 - 加島駅まで）※関西高速鉄道所有。

  - 阪急電鉄
    - 神戸本線（大阪梅田駅 - 園田駅まで）
    - 宝塚本線（大阪梅田駅 - 池田駅まで）

  - 阪神電気鉄道
    - 本線（大阪梅田駅 - 千船駅まで）
    - 阪神なんば線（大阪難波駅 - 出来島駅まで）※大阪難波駅 - 西九条駅間は西大阪高速鉄道所有。

  - 能勢電鉄
    - 妙見線（妙見口駅 - 光風台駅まで）
- 京都府方面へ
  - 東海旅客鉄道
    - 東海道新幹線（新大阪駅）

  - 西日本旅客鉄道
    - 東海道本線（JR京都線）（島本駅まで）
    - 片町線（学研都市線）（京橋駅 - 長尾駅まで）

  - 阪急電鉄
    - 京都本線（十三駅 - 水無瀬駅まで）

  - 京阪電気鉄道
    - 京阪本線（淀屋橋駅 - 樟葉駅まで）
- 奈良県方面へ
  - 西日本旅客鉄道
    - 関西本線（大和路線）（JR難波駅 - 河内堅上駅まで）

  - 近畿日本鉄道
    - 奈良線（大阪難波駅 - 石切駅まで）
    - けいはんな線（長田駅 - 新石切駅まで）
    - 大阪線（大阪上本町駅 - 大阪教育大前駅まで）
    - 南大阪線（大阪阿部野橋駅 - 上ノ太子駅まで）
- 和歌山県方面へ
  - 西日本旅客鉄道
    - 阪和線（天王寺駅 - 山中渓駅まで）

  - 南海電気鉄道
    - 本線（難波駅 - 孝子駅まで）
    - 高野線（汐見橋駅 - 天見駅まで）

#### 国内主要都市への連絡
- 東京都（東京駅）：東海道新幹線
- 名古屋市（名古屋駅・近鉄名古屋駅）：東海道新幹線、近鉄大阪線・名古屋線を経由する近鉄特急（名阪特急）
- 広島市（広島駅）：山陽新幹線
- 福岡市（博多駅）：山陽新幹線

### バス
- 阪急バス
- 高槻市営バス
- 伊丹市営バス
- 阪急観光バス
- 京阪バス
- 奈良交通
- 近鉄バス
- 大阪シティバス
- 北港観光バス
- 大阪バス
- 南海バス
- 南海ウイングバス
- 水間鉄道
- 和歌山バス那賀
- 関西空港交通

このほか、自治体が民間事業者に委託し運行しているコミュニティバスもある。

### 道路
冬季、大阪府内の平野部の道路は積雪がめったにないため、自動車タイヤは一年を通してラジアルタイヤで走行できる。

#### 有料道路
- 新名神高速道路
- 名神高速道路
- 近畿自動車道
- 中国自動車道
- 阪和自動車道
- 西名阪自動車道
- 関西空港自動車道
- 関西国際空港連絡橋
- 阪神高速道路
- 南阪奈道路
- 第二阪奈有料道路
- 第二京阪道路
- 信貴生駒スカイライン
- 箕面有料道路（箕面グリーンロード）
- 鳥飼仁和寺大橋有料道路
- 五月山ドライブウェイ
- 堺泉北道路

#### 一般国道
- 国道1号
- 国道2号
- 国道25号
- 国道26号
- 国道43号
- 国道163号
- 国道165号
- 国道166号
- 国道168号
- 国道170号
- 国道171号
- 国道172号
- 国道173号
- 国道176号
- 国道307号
- 国道308号
- 国道309号
- 国道310号
- 国道371号
- 国道423号
- 国道477号
- 国道479号
- 国道480号
- 国道481号

### 空港
京阪神都市圏の主要空港である関西三空港のうち、2空港が大阪府内に存在する。残る1つは神戸空港で、神戸市ポートアイランド沖に存在する。
- 大阪国際空港（大阪空港・伊丹空港） - 「大阪第二飛行場」として1939年に開港。府内豊中市と池田市、兵庫県伊丹市にまたがる空港。下記の関西国際空港開港後も“大阪国際空港”が正式名称だが、わずかな例外[注釈 16]を除いて国際線の就航はなく、国内線専用の基幹空港として利用されている。
- 関西国際空港（関西空港・関空） - 1994年に泉州沖に開港。関西三空港で唯一定期国際線が就航しており、関西における日本の空の玄関口として毎年数百万人[注釈 17]の外国人観光客が訪れる。大阪国際空港に比べて便数は少ないが、国内線網も充実している。
- 八尾空港 - 1933年に現在の八尾市に阪神飛行学校の養成施設として設置。中小規模空港で定期便はない[注釈 18]が、ゼネラル・アビエーションの拠点であり、自家用飛行機などを所有する一部の富裕層も利用している。自衛隊・大阪府警をはじめ、公共機関も利用する。

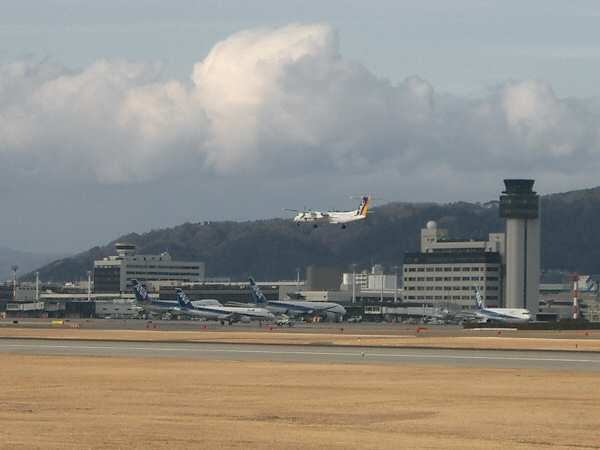
大阪国際空港 （豊中市・池田市・兵庫県伊丹市）
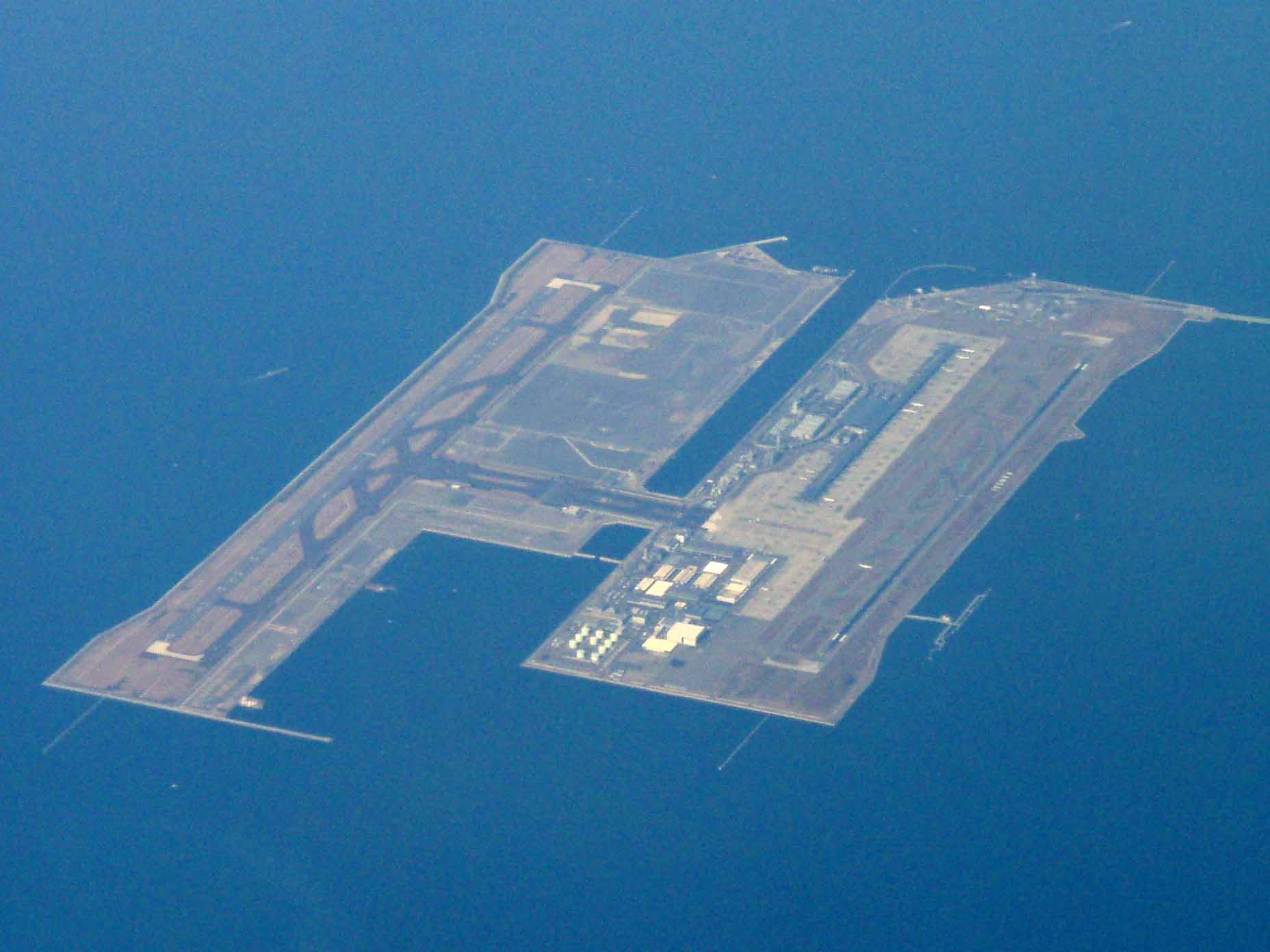
関西国際空港 （泉佐野市・田尻町・泉南市）
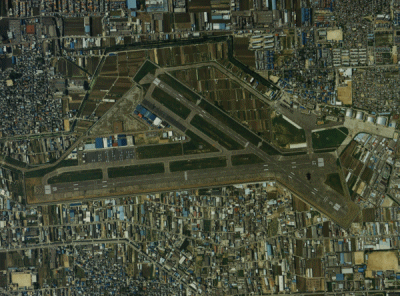
八尾空港 （八尾市）

### 港湾
| 分類         | 港湾 |
| ------------ | --- |
| 国際戦略港湾 | - 大阪港 |
| 国際拠点港湾 | - 堺泉北港 |
| 重要港湾     | - 阪南港 |
| 地方港湾     | - 二色港 - 泉佐野港 - 泉州港 - 尾崎港 - 淡輪港 - 深日港 |
| 漁港         | - 堺（出島）漁港 - 石津漁港 - 高石漁港 - 岸和田漁港 - 佐野漁港 - 佐野漁港食品コンビナート地区 - 田尻漁港 - 岡田漁港 - 樽井漁港 - 西鳥取漁港 - 下荘漁港 - 淡輪漁港 - 深日漁港 - 小島漁港 |

## 文化

### 方言
- 大阪弁
- 摂津弁
- 河内弁
- 泉州弁

### 食文化
郷土料理

### 伝統工芸

#### 経済産業大臣指定伝統的工芸品
- 大阪欄間（木工品、1975年）
- 大阪唐木指物（木工品、1977年）
- 大阪泉州桐箪笥（木工品、1989年）
- 大阪金剛簾（竹工品、1996年）
- 堺打刃物（金工品、1982年）
- 大阪浪華錫器（金工品、1988年）
- 大阪仏壇（仏壇・仏具、1982年）

### 音楽

#### 民謡
- 河内音頭
- 天満の子守唄
- 竹田の子守唄

## 観光・史跡

### 世界文化遺産
堺市、藤井寺市、羽曳野市の3市が擁する「百舌鳥古墳群・古市古墳群」は2019年7月6日に世界文化遺産に登録された。

#### 百舌鳥古墳群
- 仁徳天皇陵古墳（大山古墳）
- 履中天皇陵古墳
- 反正天皇陵古墳
- いたすけ古墳
- ニサンザイ古墳

等、47基。

#### 古市古墳群
- 誉田山古墳（応神天皇陵古墳）
- 仲津山古墳（仲津媛皇后陵古墳）
- 市野山古墳（允恭天皇陵古墳）
- 岡ミサンザイ古墳（仲哀天皇陵古墳）
- 野中ボケ山古墳（仁賢天皇陵古墳）
- 軽里大塚古墳（日本武尊（ヤマトタケルノミコト）の墓）

等、123基。

### 文化財

#### 特別史跡
- 大坂城跡（大阪城公園）
- 百済寺跡

#### 史跡
- いたすけ古墳
- 阿武山古墳
- 安満遺跡
- 一須賀古墳群
- 河内寺廃寺跡
- 海会寺跡
- 観音塚古墳
- 住吉行宮跡
- 観心寺境内
- 岩屋

等。

#### 重要伝統的建造物群保存地区
- 富田林市富田林

#### 天然記念物
- 薫蓋クス
- 箕面山のサル生息地
- 妙国寺のソテツ
- 野間の大ケヤキ
- 和泉葛城山ブナ林

#### 名勝
- 南宗寺庭園
- 普門寺庭園
- 箕面山

#### 重要無形民俗文化財
- 聖霊会の舞楽（四天王寺）
- 住吉の御田植（住吉大社）

#### 選択無形民俗文化財
- 上神谷のこおどり
- 能勢の浄瑠璃

#### 重要有形民俗文化財
- 民家（白川の合掌造）
- 背負運搬具コレクション
- おしらさまコレクション

#### 国宝（建造物）
- 住吉大社本殿（4棟）
- 観心寺金堂
- 孝恩寺観音堂
- 桜井神社拝殿
- 慈眼院多宝塔

#### 国宝（美術工芸品）
56件（2010年11月現在）

#### 重要文化財（建造物）
98件169件（2010年11月現在）
近畿地方にある建造物の重要文化財一覧#大阪府を参照

#### 重要文化財（美術工芸品）
597件（2010年11月現在）
- 大阪市中央公会堂
- 大阪府立図書館
- 泉布観
- 大阪城関連
- 適塾
- 旧小西家住宅
- 綿業会館
- 四天王寺関連
- 住吉大社関連
- 平野区―奥田家住宅
- 杭全神社関連
- 服部緑地の旧住宅関連、原田神社、金禅寺三重宝篋印塔
- 五社神社十三重塔、八坂神社、久安寺楼門等[51][52]

#### 登録有形文化財
513件（2010年11月現在）。各都道府県中、最多。

### 観光地
大阪市北区
- 梅田スカイビル等ビル群、HEP FIVE、梅田ロフト、大阪天満宮、露天神社（お初天神）、中之島 - 大阪市中央公会堂、国立国際美術館、大阪市立東洋陶磁美術館、大阪市立科学館、バラ園、-造幣局、泉布観等

大阪市中央区
- 大阪城天守閣・大阪城公園、旧帝国陸軍第四師団司令部庁舎、豊國神社、大阪府庁、大阪歴史博物館、難波宮史跡公園、近松門左衛門墓、井原西鶴墓、船場 - 旧緒方洪庵家住宅（適塾）、大阪取引所（五代友厚像）、懐徳堂跡、少彦名神社、綿業会館等
- 道頓堀、アメリカ村、黒門市場、法善寺横町、大阪松竹座、国立文楽劇場、なんばグランド花月、上方演芸資料館、上方浮世絵館等・鶴見区/花博記念公園、鶴見はなぽ〜とブロッサム等

大阪市天王寺区
- 四天王寺、本坊庭園 、あべのハルカス、天王寺公園 - 大阪市立美術館、慶沢園、天王寺七坂、大阪市天王寺動物園、茶臼山古墳、大津城-真田山公園等

大阪市浪速区
- なんばパークス、なんばCITY、新世界 - 通天閣、ジャンジャン横丁、スパワールド、でんでんタウン、京セラドーム、大阪人権博物館等

大阪市阿倍野区/住吉区/東住吉区/平野区
- あべのハルカス、阿倍王子神社、安倍晴明神社、住吉大社、帝塚山古墳、長居公園 - 長居スタジアム、平野郷 、専念寺等

大阪市此花区/港区
- ユニバーサル・スタジオ・ジャパン、海遊館、天保山、天保山大観覧車、交通科学博物館等

大阪市住之江区
- 大阪府咲洲庁舎（旧大阪ワールドトレードセンタービルディング）、アジア太平洋トレードセンター、インテックス大阪、大阪南港野鳥園、加賀屋新田会所跡、大阪護國神社等

大阪市外
- 箕面市/明治の森箕面国定公園 - 箕面滝、勝尾寺、箕面温泉、龍安寺、桜ヶ丘通り等・池田市/池田城跡公園、久安寺等
- 吹田市/万博記念公園・豊中市/服部緑地、大阪国際空港・交野市/天の樟船渓谷、茨木市/郡山宿本陣、継体天皇陵（太田茶臼山古墳）・門真市/松下幸之助歴史館、寝屋川市/成田山不動尊・枚方市/ ひらかたパーク、枚方宿・高槻市/いましろ大王の杜、史跡今城塚古墳、摂津峡公園、古曽部防災公園、城跡公園、安満遺跡公園、アクアピア等
- 東大阪市/司馬遼太郎記念館、東大阪市立花園ラグビー場、田辺聖子文学館、 石切劔箭神社、枚岡神社、瓢箪山稲荷神社、若江城跡、鴻池新田会所、生駒山上遊園地、暗峠・八尾市/常光寺、心合寺山古墳・柏原市/光徳寺、安福寺・藤井寺市/道明寺天満宮、羽曳野市/古市古墳群等
- 堺市/大仙公園 - 仁徳天皇陵（百舌鳥古墳群）、千利休屋敷跡、南宗寺、堺・緑のミュージアム ハーベストの丘、浜寺公園、旧堺燈台・和泉市/和泉市久保惣記念美術館、松尾寺、池上曽根史跡公園等
- 河内長野市/関西サイクルスポーツセンター、大阪府立花の文化園・富田林市/富田林寺内町・太子町/太子温泉、近つ飛鳥博物館、近つ飛鳥風土記の丘・河南町/ワールド牧場・千早赤阪村/赤坂城跡、楠木正成公誕生地遺跡、金剛山等
- 岸和田市/岸和田城、五風荘、岸城神社、岸和田だんじり会館等・貝塚市/水間寺、二色の浜公園、願泉寺、 和泉葛城山 展望台（ - 岸和田）等
- 泉佐野市/りんくうタウン、SiSりんくうタワー、慈眼院、犬鳴山七宝滝寺、田尻町/田尻歴史館・泉南市/せんなんわくわく広場（サザンぴあ）・阪南市/みさき公園、波太神社、山中渓の桜等

- 大阪城と大阪ビジネスパーク （大阪市中央区）
- 国立文楽劇場
- ユニバーサル・スタジオ・ジャパン
（大阪市此花区）
- 海遊館
（大阪市港区）
- なんばCITY
（大阪市中央区）
- 通天閣
（大阪市浪速区）
- 大阪市天王寺動物園
（大阪市天王寺区）
- 天保山ハーバービレッジ
（大阪市港区）
- 服部緑地・日本民家集落博物館（豊中市）
- 梅田スカイビル
（大阪市北区）
- 大阪府咲洲庁舎
（大阪市住之江区）
- SiSりんくうタワー
（泉佐野市）
- ひらかたパーク
（枚方市）
- 箕面温泉
（箕面市）
- 関西サイクルスポーツセンター
（河内長野市）
- 和泉市久保惣記念美術館
（和泉市）
- 松尾寺
（和泉市）
- 和泉葛城山 展望台
（岸和田市・貝塚市・和歌山県紀の川市）
- 水間寺
（貝塚市）
- 岸和田だんじり祭
1703年（元禄16年）から毎年行われている伝統行事。
- 和泉だんじり祭
和泉市各地で開催される秋祭の総称。
- なみはやドーム
（門真市）

### 文化劇場
- 国立文楽劇場
- 大阪新歌舞伎座
- 大阪松竹座
- 山本能楽堂
- 梅田芸術劇場
- 大阪劇場
- 大阪四季劇場
- オーエス劇場
- 扇町ミュージアムスクエア
- オリックス劇場
- シアターBRAVA!
- 新花月
- 鈴成座
- STUDIO210
- 千日劇場
- 通天閣劇場
- 通天閣劇場TENGEKI
- 帝国座
- 道頓堀角座
- 東洋ショー劇場
- 中座
- なんば花月
- なんばグランド花月
- 梅南座
- 文楽座
- HEP HALL
- 満座劇場
- ヨシモト∞ホール大阪
- 堂島リバーフォーラム

### 文化施設
- 大阪府立門真スポーツセンター「なみはやドーム」
- 大阪府立上方演芸資料館「ワッハ上方」
- 大阪府立健康科学センター
- 大阪府立現代美術センター
- 大阪府立国際会議場
- 大阪府立国際児童文学館
- 大阪府立狭山池博物館
- 大阪府立産業技術総合研究所
- 大阪府立総合青少年野外活動センター
- 大阪府立体育会館
- 大阪府立近つ飛鳥博物館
- 大阪府立図書館
  - 大阪府立中央図書館
  - 大阪府立中之島図書館
- 大阪府立特許情報センター
- 大阪府文化財センター
- 大阪府立弥生文化博物館

## 対外関係

### 友好交流都市
大阪府の友好交流都市は以下のとおり。
| 国・名称                           | 年   |
| ---------------------------------- | ---- |
| 中国・上海市                       | 1980 |
| インドネシア・東ジャワ州           | 1984 |
| フランス・ヴァル＝ドワーズ県       | 1987 |
| オーストラリア・クイーンズランド州 | 1988 |
| ロシア・沿海地方                   | 1992 |
| アメリカ・カリフォルニア州         | 1994 |
| イタリア・ロンバルディア州         | 2002 |
| アラブ首長国連邦・ドバイ市         | 2002 |
| ベトナム・ホーチミン市             | 2007 |

### その他の交流都市
その他、以下の都市とも実質的な交流を進めている。
 中国・江蘇省